# 1999
Portal Geschichte | Portal Biografien | Aktuelle Ereignisse | Jahreskalender | Tagesartikel

◄ |
19. Jahrhundert |
20. Jahrhundert
| 21. Jahrhundert

◄ |
1960er |
1970er |
1980er |
1990er
| 2000er | 2010er | 2020er | ►

◄◄ |
◄ |
1995 |
1996 |
1997 |
1998 |
1999
| 2000 | 2001 | 2002 | 2003 | ► | ►►
 Jan.
| Feb.
| Mär.
| Apr.
| Mai
| Jun.
| Jul.
| Aug.
| Sep.
| Okt.
| Nov.
| Dez.
Staatsoberhäupter · Wahlen · Nekrolog  · Literaturjahr · Musikjahr · Filmjahr · Rundfunkjahr · Sportjahr
| Januar | Januar | Januar | Januar | Januar | Januar | Januar | Januar |
| Kw     | Mo     | Di     | Mi     | Do     | Fr     | Sa     | So     |
| ------ | ------ | ------ | ------ | ------ | ------ | ------ | ------ |
| 53     |        |        |        |        | 1      | 2      | 3      |
| 1      | 4      | 5      | 6      | 7      | 8      | 9      | 10     |
| 2      | 11     | 12     | 13     | 14     | 15     | 16     | 17     |
| 3      | 18     | 19     | 20     | 21     | 22     | 23     | 24     |
| 4      | 25     | 26     | 27     | 28     | 29     | 30     | 31     |

| Februar | Februar | Februar | Februar | Februar | Februar | Februar | Februar |
| Kw      | Mo      | Di      | Mi      | Do      | Fr      | Sa      | So      |
| ------- | ------- | ------- | ------- | ------- | ------- | ------- | ------- |
| 5       | 1       | 2       | 3       | 4       | 5       | 6       | 7       |
| 6       | 8       | 9       | 10      | 11      | 12      | 13      | 14      |
| 7       | 15      | 16      | 17      | 18      | 19      | 20      | 21      |
| 8       | 22      | 23      | 24      | 25      | 26      | 27      | 28      |

| März | März | März | März | März | März | März | März |
| Kw   | Mo   | Di   | Mi   | Do   | Fr   | Sa   | So   |
| ---- | ---- | ---- | ---- | ---- | ---- | ---- | ---- |
| 9    | 1    | 2    | 3    | 4    | 5    | 6    | 7    |
| 10   | 8    | 9    | 10   | 11   | 12   | 13   | 14   |
| 11   | 15   | 16   | 17   | 18   | 19   | 20   | 21   |
| 12   | 22   | 23   | 24   | 25   | 26   | 27   | 28   |
| 13   | 29   | 30   | 31   |      |      |      |      |

| April | April | April | April | April | April | April | April |
| Kw    | Mo    | Di    | Mi    | Do    | Fr    | Sa    | So    |
| ----- | ----- | ----- | ----- | ----- | ----- | ----- | ----- |
| 13    |       |       |       | 1     | 2     | 3     | 4     |
| 14    | 5     | 6     | 7     | 8     | 9     | 10    | 11    |
| 15    | 12    | 13    | 14    | 15    | 16    | 17    | 18    |
| 16    | 19    | 20    | 21    | 22    | 23    | 24    | 25    |
| 17    | 26    | 27    | 28    | 29    | 30    |       |       |

| Mai | Mai | Mai | Mai | Mai | Mai | Mai | Mai |
| Kw  | Mo  | Di  | Mi  | Do  | Fr  | Sa  | So  |
| --- | --- | --- | --- | --- | --- | --- | --- |
| 17  |     |     |     |     |     | 1   | 2   |
| 18  | 3   | 4   | 5   | 6   | 7   | 8   | 9   |
| 19  | 10  | 11  | 12  | 13  | 14  | 15  | 16  |
| 20  | 17  | 18  | 19  | 20  | 21  | 22  | 23  |
| 21  | 24  | 25  | 26  | 27  | 28  | 29  | 30  |
| 22  | 31  |     |     |     |     |     |     |

| Juni | Juni | Juni | Juni | Juni | Juni | Juni | Juni |
| Kw   | Mo   | Di   | Mi   | Do   | Fr   | Sa   | So   |
| ---- | ---- | ---- | ---- | ---- | ---- | ---- | ---- |
| 22   |      | 1    | 2    | 3    | 4    | 5    | 6    |
| 23   | 7    | 8    | 9    | 10   | 11   | 12   | 13   |
| 24   | 14   | 15   | 16   | 17   | 18   | 19   | 20   |
| 25   | 21   | 22   | 23   | 24   | 25   | 26   | 27   |
| 26   | 28   | 29   | 30   |      |      |      |      |

| Juli | Juli | Juli | Juli | Juli | Juli | Juli | Juli |
| Kw   | Mo   | Di   | Mi   | Do   | Fr   | Sa   | So   |
| ---- | ---- | ---- | ---- | ---- | ---- | ---- | ---- |
| 26   |      |      |      | 1    | 2    | 3    | 4    |
| 27   | 5    | 6    | 7    | 8    | 9    | 10   | 11   |
| 28   | 12   | 13   | 14   | 15   | 16   | 17   | 18   |
| 29   | 19   | 20   | 21   | 22   | 23   | 24   | 25   |
| 30   | 26   | 27   | 28   | 29   | 30   | 31   |      |

| August | August | August | August | August | August | August | August |
| Kw     | Mo     | Di     | Mi     | Do     | Fr     | Sa     | So     |
| ------ | ------ | ------ | ------ | ------ | ------ | ------ | ------ |
| 30     |        |        |        |        |        |        | 1      |
| 31     | 2      | 3      | 4      | 5      | 6      | 7      | 8      |
| 32     | 9      | 10     | 11     | 12     | 13     | 14     | 15     |
| 33     | 16     | 17     | 18     | 19     | 20     | 21     | 22     |
| 34     | 23     | 24     | 25     | 26     | 27     | 28     | 29     |
| 35     | 30     | 31     |        |        |        |        |        |

| September | September | September | September | September | September | September | September |
| Kw        | Mo        | Di        | Mi        | Do        | Fr        | Sa        | So        |
| --------- | --------- | --------- | --------- | --------- | --------- | --------- | --------- |
| 35        |           |           | 1         | 2         | 3         | 4         | 5         |
| 36        | 6         | 7         | 8         | 9         | 10        | 11        | 12        |
| 37        | 13        | 14        | 15        | 16        | 17        | 18        | 19        |
| 38        | 20        | 21        | 22        | 23        | 24        | 25        | 26        |
| 39        | 27        | 28        | 29        | 30        |           |           |           |

| Oktober | Oktober | Oktober | Oktober | Oktober | Oktober | Oktober | Oktober |
| Kw      | Mo      | Di      | Mi      | Do      | Fr      | Sa      | So      |
| ------- | ------- | ------- | ------- | ------- | ------- | ------- | ------- |
| 39      |         |         |         |         | 1       | 2       | 3       |
| 40      | 4       | 5       | 6       | 7       | 8       | 9       | 10      |
| 41      | 11      | 12      | 13      | 14      | 15      | 16      | 17      |
| 42      | 18      | 19      | 20      | 21      | 22      | 23      | 24      |
| 43      | 25      | 26      | 27      | 28      | 29      | 30      | 31      |

| November | November | November | November | November | November | November | November |
| Kw       | Mo       | Di       | Mi       | Do       | Fr       | Sa       | So       |
| -------- | -------- | -------- | -------- | -------- | -------- | -------- | -------- |
| 44       | 1        | 2        | 3        | 4        | 5        | 6        | 7        |
| 45       | 8        | 9        | 10       | 11       | 12       | 13       | 14       |
| 46       | 15       | 16       | 17       | 18       | 19       | 20       | 21       |
| 47       | 22       | 23       | 24       | 25       | 26       | 27       | 28       |
| 48       | 29       | 30       |          |          |          |          |          |

| Dezember | Dezember | Dezember | Dezember | Dezember | Dezember | Dezember | Dezember |
| Kw       | Mo       | Di       | Mi       | Do       | Fr       | Sa       | So       |
| -------- | -------- | -------- | -------- | -------- | -------- | -------- | -------- |
| 48       |          |          | 1        | 2        | 3        | 4        | 5        |
| 49       | 6        | 7        | 8        | 9        | 10       | 11       | 12       |
| 50       | 13       | 14       | 15       | 16       | 17       | 18       | 19       |
| 51       | 20       | 21       | 22       | 23       | 24       | 25       | 26       |
| 52       | 27       | 28       | 29       | 30       | 31       |          |          |

| Januar | Januar | Januar | Januar | Januar | Januar | Januar | Januar |
| Kw     | Mo     | Di     | Mi     | Do     | Fr     | Sa     | So     |
| ------ | ------ | ------ | ------ | ------ | ------ | ------ | ------ |
| 53     |        |        |        |        | 1      | 2      | 3      |
| 1      | 4      | 5      | 6      | 7      | 8      | 9      | 10     |
| 2      | 11     | 12     | 13     | 14     | 15     | 16     | 17     |
| 3      | 18     | 19     | 20     | 21     | 22     | 23     | 24     |
| 4      | 25     | 26     | 27     | 28     | 29     | 30     | 31     |

| Februar | Februar | Februar | Februar | Februar | Februar | Februar | Februar |
| Kw      | Mo      | Di      | Mi      | Do      | Fr      | Sa      | So      |
| ------- | ------- | ------- | ------- | ------- | ------- | ------- | ------- |
| 5       | 1       | 2       | 3       | 4       | 5       | 6       | 7       |
| 6       | 8       | 9       | 10      | 11      | 12      | 13      | 14      |
| 7       | 15      | 16      | 17      | 18      | 19      | 20      | 21      |
| 8       | 22      | 23      | 24      | 25      | 26      | 27      | 28      |

| März | März | März | März | März | März | März | März |
| Kw   | Mo   | Di   | Mi   | Do   | Fr   | Sa   | So   |
| ---- | ---- | ---- | ---- | ---- | ---- | ---- | ---- |
| 9    | 1    | 2    | 3    | 4    | 5    | 6    | 7    |
| 10   | 8    | 9    | 10   | 11   | 12   | 13   | 14   |
| 11   | 15   | 16   | 17   | 18   | 19   | 20   | 21   |
| 12   | 22   | 23   | 24   | 25   | 26   | 27   | 28   |
| 13   | 29   | 30   | 31   |      |      |      |      |

| April | April | April | April | April | April | April | April |
| Kw    | Mo    | Di    | Mi    | Do    | Fr    | Sa    | So    |
| ----- | ----- | ----- | ----- | ----- | ----- | ----- | ----- |
| 13    |       |       |       | 1     | 2     | 3     | 4     |
| 14    | 5     | 6     | 7     | 8     | 9     | 10    | 11    |
| 15    | 12    | 13    | 14    | 15    | 16    | 17    | 18    |
| 16    | 19    | 20    | 21    | 22    | 23    | 24    | 25    |
| 17    | 26    | 27    | 28    | 29    | 30    |       |       |

| Mai | Mai | Mai | Mai | Mai | Mai | Mai | Mai |
| Kw  | Mo  | Di  | Mi  | Do  | Fr  | Sa  | So  |
| --- | --- | --- | --- | --- | --- | --- | --- |
| 17  |     |     |     |     |     | 1   | 2   |
| 18  | 3   | 4   | 5   | 6   | 7   | 8   | 9   |
| 19  | 10  | 11  | 12  | 13  | 14  | 15  | 16  |
| 20  | 17  | 18  | 19  | 20  | 21  | 22  | 23  |
| 21  | 24  | 25  | 26  | 27  | 28  | 29  | 30  |
| 22  | 31  |     |     |     |     |     |     |

| Juni | Juni | Juni | Juni | Juni | Juni | Juni | Juni |
| Kw   | Mo   | Di   | Mi   | Do   | Fr   | Sa   | So   |
| ---- | ---- | ---- | ---- | ---- | ---- | ---- | ---- |
| 22   |      | 1    | 2    | 3    | 4    | 5    | 6    |
| 23   | 7    | 8    | 9    | 10   | 11   | 12   | 13   |
| 24   | 14   | 15   | 16   | 17   | 18   | 19   | 20   |
| 25   | 21   | 22   | 23   | 24   | 25   | 26   | 27   |
| 26   | 28   | 29   | 30   |      |      |      |      |

| Juli | Juli | Juli | Juli | Juli | Juli | Juli | Juli |
| Kw   | Mo   | Di   | Mi   | Do   | Fr   | Sa   | So   |
| ---- | ---- | ---- | ---- | ---- | ---- | ---- | ---- |
| 26   |      |      |      | 1    | 2    | 3    | 4    |
| 27   | 5    | 6    | 7    | 8    | 9    | 10   | 11   |
| 28   | 12   | 13   | 14   | 15   | 16   | 17   | 18   |
| 29   | 19   | 20   | 21   | 22   | 23   | 24   | 25   |
| 30   | 26   | 27   | 28   | 29   | 30   | 31   |      |

| August | August | August | August | August | August | August | August |
| Kw     | Mo     | Di     | Mi     | Do     | Fr     | Sa     | So     |
| ------ | ------ | ------ | ------ | ------ | ------ | ------ | ------ |
| 30     |        |        |        |        |        |        | 1      |
| 31     | 2      | 3      | 4      | 5      | 6      | 7      | 8      |
| 32     | 9      | 10     | 11     | 12     | 13     | 14     | 15     |
| 33     | 16     | 17     | 18     | 19     | 20     | 21     | 22     |
| 34     | 23     | 24     | 25     | 26     | 27     | 28     | 29     |
| 35     | 30     | 31     |        |        |        |        |        |

| September | September | September | September | September | September | September | September |
| Kw        | Mo        | Di        | Mi        | Do        | Fr        | Sa        | So        |
| --------- | --------- | --------- | --------- | --------- | --------- | --------- | --------- |
| 35        |           |           | 1         | 2         | 3         | 4         | 5         |
| 36        | 6         | 7         | 8         | 9         | 10        | 11        | 12        |
| 37        | 13        | 14        | 15        | 16        | 17        | 18        | 19        |
| 38        | 20        | 21        | 22        | 23        | 24        | 25        | 26        |
| 39        | 27        | 28        | 29        | 30        |           |           |           |

| Oktober | Oktober | Oktober | Oktober | Oktober | Oktober | Oktober | Oktober |
| Kw      | Mo      | Di      | Mi      | Do      | Fr      | Sa      | So      |
| ------- | ------- | ------- | ------- | ------- | ------- | ------- | ------- |
| 39      |         |         |         |         | 1       | 2       | 3       |
| 40      | 4       | 5       | 6       | 7       | 8       | 9       | 10      |
| 41      | 11      | 12      | 13      | 14      | 15      | 16      | 17      |
| 42      | 18      | 19      | 20      | 21      | 22      | 23      | 24      |
| 43      | 25      | 26      | 27      | 28      | 29      | 30      | 31      |

| November | November | November | November | November | November | November | November |
| Kw       | Mo       | Di       | Mi       | Do       | Fr       | Sa       | So       |
| -------- | -------- | -------- | -------- | -------- | -------- | -------- | -------- |
| 44       | 1        | 2        | 3        | 4        | 5        | 6        | 7        |
| 45       | 8        | 9        | 10       | 11       | 12       | 13       | 14       |
| 46       | 15       | 16       | 17       | 18       | 19       | 20       | 21       |
| 47       | 22       | 23       | 24       | 25       | 26       | 27       | 28       |
| 48       | 29       | 30       |          |          |          |          |          |

| Dezember | Dezember | Dezember | Dezember | Dezember | Dezember | Dezember | Dezember |
| Kw       | Mo       | Di       | Mi       | Do       | Fr       | Sa       | So       |
| -------- | -------- | -------- | -------- | -------- | -------- | -------- | -------- |
| 48       |          |          | 1        | 2        | 3        | 4        | 5        |
| 49       | 6        | 7        | 8        | 9        | 10       | 11       | 12       |
| 50       | 13       | 14       | 15       | 16       | 17       | 18       | 19       |
| 51       | 20       | 21       | 22       | 23       | 24       | 25       | 26       |
| 52       | 27       | 28       | 29       | 30       | 31       |          |          |

## Jahreswidmungen
- 1999 ist „Internationales Jahr der Senioren“ von den Vereinten Nationen
- Die Silber-Weide (Salix alba) ist Baum des Jahres (Kuratorium Baum des Jahres/Deutschland)
- Der Satans-Röhrling (Boletus satanas) ist Pilz des Jahres (Deutsche Gesellschaft für Mykologie)
- Die Goldammer (Emberizidae citrinella) ist Vogel des Jahres (NABU/Deutschland)
- Die Bocks-Riemenzunge (Himantoglossum hircinum) ist Orchidee des Jahres (Arbeitskreis Heimische Orchideen/Deutschland)
- Der Fischotter (Lutra lutra) ist Tier des Jahres (Schutzgemeinschaft Deutsches Wild)
- Der Nordseeschnäpel (Coregonus oxyrhynchus) ist der Fisch des Jahres (Verband Deutscher Sportfischer e. V.)

## Ereignisse

### Politik und Weltgeschehen

#### Januar
- 01. Januar: Ruth Dreifuss wird die erste Bundespräsidentin der Schweiz.
- 01. Januar: Polen reduziert im Rahmen einer Verwaltungsreform die Anzahl der Regionen (Woiwodschaften) von 49 auf 16.
- 02. Januar: Ein Büro der OSZE wird in Bischkek (Kirgisistan) eröffnet.
- 02. Januar: Osama bin Laden bekennt sich zu den Bombenanschlägen auf die US-Botschaften in Nairobi und Daressalam.
- 02. Januar: Juan José Ibarretxe wird Ministerpräsident der spanischen Autonomen Region des Baskenlandes.
- 07. Januar: Vor dem Senat der Vereinigten Staaten beginnt das Impeachment gegen US-Präsident Bill Clinton. Er ist wegen Meineids und Behinderung der Justiz im Zuge der Lewinsky-Affäre angeklagt.
- 10. Januar: Präsidentschaftswahlen in Kasachstan
- 23. Januar: Aussetzung der Wirtschaftssanktionen gegen Burundi

#### Februar
- 01. Februar: Die Lissabon-Konvention wird wirksam. Die sie ratifizierenden Länder erkennen im Ausland erbrachte Studienleistungen im Hochschulbereich in der europäischen Region an.
- 02. Februar: Hugo Rafael Chávez Frías wird Staatspräsident von Venezuela
- 07. Februar: Tod König Husseins von Jordanien
- 12. Februar: Im US-Senat endet das Amtsenthebungsverfahren gegen Präsident Bill Clinton nach seiner Lewinsky-Affäre. Für einen Schuldspruch wegen Meineids oder Strafvereitelung kommt keine erforderliche Zweidrittelmehrheit zustande.
- 21. Februar: Die Opposition in Togo blockiert die Parlamentswahlen
- 22. Februar: Die Regierungen Bulgariens und Mazedoniens legen ihren jahrelangen Sprachenstreit mit der Unterzeichnung einer gemeinsamen Erklärung bei.
- 26. Februar: Iran. Erste Kommunalwahlen
- 27. Februar: König Abdullah II. wird König (Staatsoberhaupt) in Jordanien

#### März

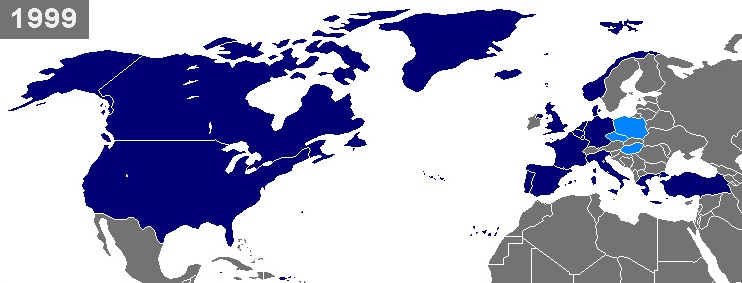
Erste NATO-Osterweiterung

- 06. März: Kambodscha. Ta Mok, letzter Führer der Khmer Rouge (Roten Khmer) wird festgenommen
- 07. März: Parlamentswahlen in Äquatorialguinea
- 11. März: Bundesfinanzminister Oskar Lafontaine tritt nach Richtungsänderung der Regierung von allen seinen Ämtern ab
- 12. März: NATO-Osterweiterung: Polen, Tschechien und Ungarn treten der NATO bei
- 16. März: Die Mitglieder der Europäischen Kommission treten nach Korruptionsvorwürfen zurück
- 23. März: Paraguay. Ermordung von Vizepräsident Luis Argaña
- 24. März: Beginn der NATO-Operation Allied Force mit Luftangriffen gegen die Bundesrepublik Jugoslawien, die Bundeswehr beteiligt sich mit Tornado-Kampfflugzeugen
- 24. März: Der EU-Rat einigt sich auf Romano Prodi als neuen EU-Kommissionspräsidenten
- 25. März: Das Investitionsschutz- und -förderabkommen zwischen dem Libanon und Deutschland tritt in Kraft
- 28. März: Paraguay. Der Staatspräsident Raúl Cubas Grau tritt zurück
- 28. März: Luis Ángel González Macchi wird Staatspräsident in Paraguay

#### April
- 01. April: Kanada. Gründung des Territoriums Nunavut
- 09. April: Republik Niger. Ermordung Staatspräsident Baré
- 20. April: USA. Amoklauf an der Columbine High School: Eric Harris (18) und Dylan Klebold (17) töten zwölf Mitschüler und einen Lehrer, bevor sie Suizid begehen.
- 26. April: Das multilaterale Abkommen zur Gründung der Internationalen Kommission zum Schutz der Oder gegen Verunreinigung tritt in Kraft
- 27. April: Georgien wird Mitglied des Europarats
- 30. April: Kambodscha erhält die Vollmitgliedschaft in der ASEAN (Assoziation südostasiatischer Staaten)
- 30. April: Militärputsch auf den Komoren. Die Regierung wird aufgelöst

#### Mai

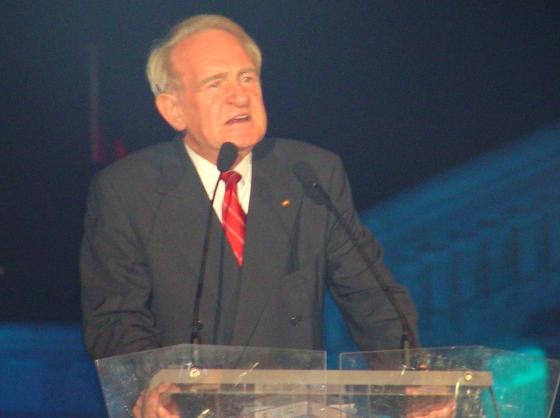
Johannes Rau

- 01. Mai: Nauru wird Vollmitglied des Commonwealth of Nations
- 08. Mai: Ismaïl Omar Guelleh wird Staats- und Regierungspräsident in Dschibuti
- 17. Mai: Staatsbesuch von Bundespräsident Roman Herzog in Litauen
- 23. Mai: 50-jähriges Jubiläum der Gründung der Bundesrepublik Deutschland
- 23. Mai: Johannes Rau wird zum deutschen Bundespräsidenten gewählt
- 28. Mai: Rudolf Schuster wird Staatspräsident der Slowakei
- 29. Mai: Nigeria wird zur Bundesrepublik mit Präsidialdemokratie (Vierte Republik). Staatspräsident wird Olusegun Obasanjo

#### Juni
- 07. Juni: Indonesien Erste freie Wahlen
- 09. Juni: Ruanda. Verlängerung der politischen Übergangsphase
- 10. Juni: Mazedonien nimmt den Stabilitätspakt in Köln an
- 10. Juni: Einstellung der NATO-Luftangriffe gegen die Bundesrepublik Jugoslawien
- 12. Juni: NATO-Truppen marschieren in den Kosovo ein
- 13. Juni: Parlamentswahlen in Belgien
- 13. Juni: Einmarsch der ersten mit UN-Mandat ausgestatteten KFOR-Truppen in das Kosovo
- 15. Juni: Armenien. Vasgen Sarkissian wird Regierungschef
- 19. Juni: Der G7-Gipfel in Köln beschließt die Kölner Schuldeninitiative begleitet von der Menschenkette der Erlassjahr-Kampagne
- 24. Juni: Deutschland bringt die Altauto-Richtlinie der EU zu Fall

#### Juli
- 01. Juli: Das Kooperationsabkommen zwischen Jemen und EG tritt in Kraft
- 07. Juli: Lettland. Vaira Vīķe-Freiberga wird Staatspräsidentin
- 16. Juli: John F. Kennedy, Jr. stürzt auf einem von ihm selbst gesteuerten Flug nach Martha’s Vineyard zusammen mit seiner Frau Carolyn Bessette-Kennedy und deren Schwester Lauren kurz vor Erreichen des Zielflughafens im Atlantik ab.
- 26. Juli: Als erster ranghoher Vertreter der Palästinenser besucht der palästinensische Parlamentspräsident Ahmed Kurie das israelische Parlament
- 29. Juli: Stabilitätsgipfel in Sarajevo, Bosnien

#### August
- 07. August: Jean-Claude Juncker wird erneut als Premierminister von Luxemburg vereidigt.
- 09. August: Der russische Präsident Boris Nikolajewitsch Jelzin bestellt den Leiter des Inlandsgeheimdienstes, Wladimir Wladimirowitsch Putin, zum Ministerpräsidenten.
- 12. August: Tadschikistan. Nach Parteienverbot können sich jetzt alle Parteien registrieren lassen.
- 21. August: In Sofia wird das Georgi-Dimitrow-Mausoleum nach einem Beschluss des neuen Ministerrats gesprengt. Der Leichnam Georgi Dimitrows wurde zuvor eingeäschert und auf dem Sofioter Zentralfriedhof beigesetzt.
- 24. August: Der Bremer Bunkermord wird verübt.
- 30. August: Unabhängigkeitsreferendum in Osttimor

#### September

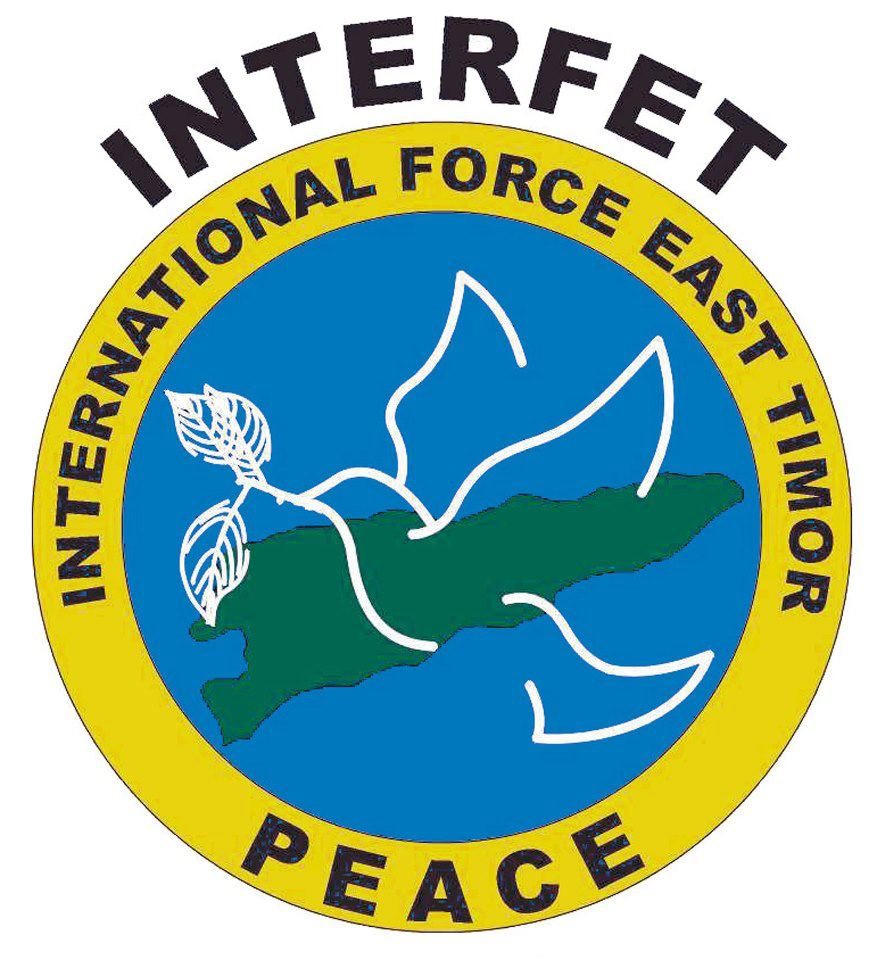
INTERFET

- 01. September: Sellapan Ramanathan wird Staatspräsident in Singapur
- 05. September: Bei der Landtagswahl im Saarland erringt die CDU die absolute Mehrheit; Peter Müller wird Ministerpräsident
- 08. September: Die Annäherung der Schweiz an die EU wird vom Parlament unterstützt
- 14. September: Nauru wird Mitglied bei den Vereinten Nationen
- 14. September: Kiribati wird Mitglied bei den Vereinten Nationen
- 19. September: Bei der Landtagswahl in Sachsen verteidigt die CDU ihre absolute Mehrheit, die SPD erhält nur noch etwas mehr als 10 %, die PDS gewinnt hinzu
- 20. September: Palau wird Mitglied in der UNESCO
- 20. September: Erste Einheiten der INTERFET landen in Dili. Aufgrund der Gewaltwelle in Osttimor kommt das Land unter UN-Verwaltung.
- 23. September: Erste Direktwahl des Staatspräsidenten im Jemen. Staatspräsident Ali Abdullah Saleh wird im Amt bestätigt
- 26. September: Ägypten. Präsident Muhammad Husni Mubarak wird durch ein Referendum für eine vierte, sechsjährige Amtsperiode bestätigt
- 26. September: Die europäischen Zentralbanken erklären, dass Gold auch weiterhin im Währungssystem eine wichtige Rolle spielt und Goldleihgeschäfte nicht ausgeweitet werden.[1]

#### Oktober
- 01. Oktober: Einmarsch russischer Truppen in Tschetschenien. Beginn des Zweiten Tschetschenienkriegs
- 03. Oktober: Nationalratswahl in Österreich: SPÖ stimmenstärkste Partei
- 12. Oktober: Die Anzahl der weltweit lebenden Menschen überspringt nach Berechnungen der UN erstmals die 6-Milliarden-Marke.
- 12. Oktober: Das Parlament von Pakistan wird nach einem unblutigen Militärputsch suspendiert; General Pervez Musharraf übernimmt die Macht.
- 15. Oktober: Der Sicherheitsrat der Vereinten Nationen beschließt die Einrichtung eines Verbindungsbüros in Angola.
- 19. Oktober: Mikronesien wird Mitglied in der UNESCO.
- 20. Oktober: Indonesien. Abdurrahman Wahid wird zum Präsidenten gewählt.
- 24. Oktober: Tunesien. Zine el-Abidine Ben Ali wird als Staatspräsident in seinem Amt bestätigt.
- 27. Oktober: Armenien. Terroranschlag auf das Parlamentsgebäude. Der Parlamentspräsident, der Regierungschef, zwei Stellvertreter, ein Minister und vier Abgeordnete werden erschossen.
- 30. Oktober: Kaimaninseln werden assoziiertes Mitglied in der UNESCO.
- 31. Oktober: Georgien. Zweite demokratische Parlamentswahlen
- 31. Oktober: Der Lutherische Weltbund und die römisch-katholische Kirche verkünden in Augsburg die Gemeinsame Erklärung zur Rechtfertigungslehre.

#### November
- 02. November: Der französische Wirtschafts- und Finanzminister Dominique Strauss-Kahn tritt aufgrund eines Korruptionsverdachts zurück.
- 03. November: Aram Sarkissjan wird zum Regierungschef Armeniens ernannt.
- 04. November: Ilir Meta wird in Albanien als Ministerpräsident vom Parlament bestätigt
- 04. November: Mexiko nimmt einen Beobachterstatus im Europarat ein.
- 06. November: Emomalij Rahmonow wird in den Präsidentschaftswahlen in Tadschikistan in seinem Amt bestätigt.
- 14. November: Wiederwahl von Leonid Kutschma als Staatspräsident der Ukraine
- 16. November: Ibero-Amerika-Gipfel in Havanna, Kuba
- 17. November: Mohamed Ghannouchi wird in Tunesien Ministerpräsident
- 18. November: OSZE-Gipfeltreffen in Istanbul
- 19. November: Russland zieht sein Militär aus Georgien ab.
- 24. November: Mamadou Tandja wird Staatspräsident der Republik Niger.
- 26. November: Der niedersächsische Ministerpräsident Gerhard Glogowski (SPD) tritt nach Vorwürfen privater Vorteilnahme zurück.
- 30. November: In Seattle scheitert – auch an allen weiteren Tagen – an blockierenden Demonstrationen von Globalisierungskritikern die bis zum 2. Dezember geplante Ministerkonferenz der Wirtschafts- und Handelsminister der Welthandelsorganisation (WTO).

#### Dezember
- 01. Dezember: Nordirland erhält nach 27 Jahren britischer Herrschaft seine Autonomie zurück
- 07. Dezember: Gerhard Schröder wird mit 86,3 % der Stimmen als Parteivorsitzender beim Bundesparteitag der SPD bestätigt
- 10. Dezember: Albanien. Das Verfassungsgericht erklärt die Todesstrafe für verfassungswidrig
- 10. Dezember: Beschluss des Europarats in Helsinki, Finnland, über die Aufnahme von EU-Beitrittsverhandlungen mit Bulgarien
- 10. Dezember: Helen Clark wird Premierministerin in Neuseeland
- 11. Dezember: Türkei stellt den Antrag auf Beitritt zur EU
- 12. Dezember: Aserbaidschan. Erste Kommunalwahlen
- 14. Dezember: Das Abkommen „Gemeinsame Strategie EU-Ukraine“ zwischen der EU und der Ukraine wird unterzeichnet
- 15. Dezember: Israel und Syrien nehmen nach vier Jahren wieder Friedensverhandlungen auf
- 16. Dezember: Der frühere Bundeskanzler und CDU-Vorsitzende Helmut Kohl räumt ein, dass er in der CDU-Spendenaffäre insgesamt 2,1 Millionen DM illegale Parteispenden im Verlauf mehrerer Jahre angenommen und an die CDU weitergegeben hat. Die Namen der Spender gibt der Politiker unter Berufung auf das ihnen von ihm gegebene Ehrenwort nicht preis.
- 19. Dezember: Boris Trajkovski wird Staatspräsident in Mazedonien
- 19. Dezember: Wahl einer neuen Duma in Russland
- 20. Dezember: Rückgabe von Macau an die Volksrepublik China
- 21. Dezember: Chandrika Bandaranaike Kumaratunga wird als Staatsoberhaupt in Sri Lanka in ihrem Amt bestätigt
- 22. Dezember Ein Kohl-kritischer Gastbeitrag von Angela Merkel, der Generalsekretärin der CDU, in einer Zeitung (FAZ) findet im Umfeld der CDU-Spendenaffäre starke Resonanz
- 23. Dezember: Putsch des Militärs in Côte d’Ivoire
- 30. Dezember: Eine neue Verfassung tritt in Venezuela in Kraft
- 31. Dezember: Die USA übergeben den Panamakanal, der seit seiner Fertigstellung am 15. August 1914 unter US-amerikanischer Hoheit stand, an Panama. 12.000 amerikanische Soldaten verlassen daraufhin die Militärbasen, die einst zum Schutz des Kanals errichtet worden waren
- 31. Dezember: Hama Amadou wird Regierungschef der Republik Niger
- 31. Dezember: Wladimir Putin wird Präsident Russlands. Boris Jelzin tritt zurück

### Wirtschaft

Eurozone (1999/2002)

- 01. Januar: Der Euro wird in elf Staaten der EU als Buchgeld eingeführt.
- 12. Januar: In Hamburg wird die europaweit erste Wasserstoff-Tankstelle in Betrieb genommen. Mittels Wasserstoffantrieb in dafür geeigneten Fahrzeugen erledigen sechs Unternehmen Liefertätigkeiten.
- 12. Januar: In Brasilien scheitert der Versuch, den Kurs der Landeswährung Real durch Zentralbankankäufe hoch zu halten. Als Folge der Brasilienkrise und von Spekulanten auf den Finanzmärkten bricht sein Kurs anschließend kräftig ein.
- 15. Januar: Die Zentralbank Brasiliens gibt den Wechselkurs des „Real“ frei.
- 19. Januar: Das deutsche Bundesarbeitsgericht billigt in einem Grundsatzurteil, dass ein generelles Rauchverbot des Arbeitgebers am Arbeitsplatz rechtmäßig ist.
- 28. Januar: Ford erwirbt von Volvo dessen Pkw-Sparte Volvo Car Corporation zum Preis von 6,45 Milliarden US-Dollar.
- 10. Februar: Die Aktien der Air France werden ans Publikum verkauft.
- 19. Februar: Öffnung der Strommärkte in der Europäischen Union
- 17. März: Die Thyssenkrupp AG entsteht mit der Eintragung im Handelsregister. Deutschlands größtes Stahl- und Rüstungsunternehmen geht aus dem Zusammenschluss der Stahlkonzerne Thyssen AG in Düsseldorf und der Friedr. Krupp AG Hoesch-Krupp in Essen hervor.
- 26. März: Renault kauft 36,8 % von Nissan.
- 26. März: Das über den E-Mail-Verkehr verbreitete Schadprogramm Melissa blockiert Rechner von Unternehmen und richtet etwa 80 Millionen US-Dollar Schaden an. Der Urheber wird bald gefasst und später verurteilt.
- 30. März: Der Philip-Morris-Konzern wird von einem US-Gericht zu einer Schadensersatzleistung in Höhe von 81 Millionen US-Dollar an die Hinterbliebenen eines Rauchers verurteilt.
- 18. Mai: Doppelbesteuerungsabkommen zwischen Deutschland und Kuwait
- 4. Juni: Das US-amerikanische Investmentbank Bankers Trust wird von der Deutschen Bank übernommen. Es entsteht, gemessen an der gemeinsamen Bilanzsumme, die bis dahin weltweit größte Bank.
- 21. Juni: Die Deutsche Börse führt als neuen Aktienindex in Deutschland den SDAX ein. Er basiert auf der Kursentwicklung von 50 Unternehmen im Bereich der Nebenwerte.
- 2. Juli: Renault kauft 51 % von Dacia.
- 13. Juli: Rhône Poulenc und Hoechst fusionieren zu Aventis.
- 1. September: Die Deutsche Bank gliedert ihren Privatkunden- und Filialbereich in die Tochtergesellschaft Deutsche Bank 24 aus.
- 3. September: Die Deutsche Mark wird offizielle Währungseinheit im Kosovo.
- 7. September: Doppelbesteuerungsabkommen zwischen Deutschland und Usbekistan
- 29. September: In Deutschland wird der letzte Gießereikoks produziert.
- 30. September: In der Wiederaufarbeitungsanlage für abgebrannte Brennelemente im japanischen Tōkai kommt es zum bisher schwersten Unfall des Landes. Mindestens 150 Menschen werden starker Radioaktivität ausgesetzt, woran zwei Arbeiter sterben, und hunderte Anwohner kontaminiert.
- 2. November: Die Deutsche Mark wird offizielle Währungseinheit in Montenegro (wie zuvor bereits im Kosovo und in Bosnien-Herzegowina).
- 30. November: Der Atomreaktor Barsebäck I bei Malmö, Schweden, wird stillgelegt.
- 30. November: In den USA wird die Fusion von Exxon und Mobil Oil zur ExxonMobil Corporation vollzogen. Es entsteht damit eines der größten Unternehmen unseres Planeten.
- Fusion der französischen Unternehmen Carrefour und Promodès

### Wissenschaft und Technik
- 07. Februar: Start der NASA-Raumsonde Stardust zur Erforschung von Kometen
- 16. Februar: Ringförmige Sonnenfinsternis über Australien
- 04. Juli: Zwei Schatzsucher finden die Himmelsscheibe von Nebra
- 11. August: Totale Sonnenfinsternis über Europa (u. a. Deutschland), sowie dem westlichen Asien
- 04. September: Einweihung der neue Langwellen-Sendeanlage des polnischen Rundfunks in Schulitz. Diese Anlage ist der Nachfolger der Sendeanlage in Konstantynów, deren Sendemast, das bis April 2008 höchste Bauwerk der Erde, bei Renovierungsarbeiten 1991 einstürzte
- 20. Dezember: Start des NASA-Satelliten ACRIMSat zur Erforschung der Energieabstrahlung der Sonne
- 25. Dezember: Das Weltraumteleskop Hubble wird erfolgreich repariert

### Kultur
- Weimar ist Kulturstadt Europas 1999
- Januar: Assoziations-Blaster geht online
- 03. September: Die Quizsendung Wer wird Millionär? mit Günther Jauch als Moderator startet auf RTL
- 30. September: Kulturabkommen zwischen Deutschland und Tschechien, in Kraft seit dem 15. Juni 2001
- 13. Oktober: Gründung des Bistums Wizebsk
- 06. November: In Berlin errichtet der US-Amerikaner Bryan Berg ein 7,71 Meter hohes Kartenhaus aus 91.800 Spielkarten mit 131 Stockwerken.
- 12. Dezember: Mehr als 60 Jahre nach ihrer Schließung wird die renovierte Kathedrale der Unbefleckten Empfängnis in Moskau ihrer religiösen Bestimmung als Gotteshaus übergeben.
- Erstmaliges Stattfinden der Ortung Schwabach
- Erstmalige Verleihung des Hanna-Strack-Preis
- Erstmalige Verleihung des Children’s Laureate
- Das Kunstprojekt und Museum ETANENO wird in Namibia eröffnet.
- Eröffnung der Sammlung Essl.
- Eröffnung der Daimler Contemporary
- Gründung der Bill & Melinda Gates Foundation
- Gründung der Cittàslow Bewegung
- Das kulturkritische Werk Schwarzbuch Kapitalismus erscheint.
- Das Cluetrain-Manifest wird verfasst.

#### Musik
- 23. Februar: Eminem veröffentlicht die The Slim Shady LP.
- 17. Mai: Moby veröffentlicht das Album Play.
- 29. Mai: Charlotte Nilsson gewinnt in Jerusalem mit dem Lied Take Me to Your Heaven für Schweden die 44. Auflage des Eurovision Song Contest.
- 16. September: Uraufführung der Oper What Next? von Elliott Carter in Berlin.
- 02. November: Rage Against the Machine veröffentlichten das Album The Battle of Los Angeles.
- Die Toten Hosen veröffentlichen das Album Unsterblich.
- Dream Theater veröffentlichen das Konzeptalbum Metropolis Pt. 2: Scenes from a Memory.
- Die Red Hot Chili Peppers veröffentlichten ihr Reunion-Album Californication.
- Rammstein veröffentlichen das Live-Album Live aus Berlin.
- In Extremo veröffentlichen das Album Verehrt und angespien.
- blink-182 veröffentlichen Enema of the State, ihr erstes Album mit Travis Barker.
- Die Ärzte veröffentlichen ihr Live-Album Wir wollen nur deine Seele.
- Die Metal-Band Avenged Sevenfold wird gegründet.

Siehe auch: Nummer-eins-Hits 1999 in  Australien, Belgien, Dänemark, Deutschland, Finnland, Frankreich, Irland, Italien, Japan, Kanada, Neuseeland, den Niederlanden, Norwegen, Österreich, Schweden, der Schweiz, Spanien, Südkorea, Ungarn, den Vereinigten Staaten und im Vereinigten Königreich.
Siehe auch: Kategorie:Musik 1999

### Gesellschaft
- 30. Dezember: Ein geistig verwirrter Eindringling verletzt George Harrison, den früheren Leadgitarristen der Beatles, in seinem Schloss mit einem Küchenmesser schwer.

### Sport
Einträge von Leichtathletik-Weltrekorden siehe unter der jeweiligen Disziplin unter Leichtathletik.
- 08. Januar: Der SK Rapid Wien feiert mit einem Turnier im Ernst-Happel-Stadion sein 100-jähriges Bestehen.
- 23. Februar: Martin Schmitt gewinnt Weltmeisterschaft der Ski-Springer in Bischofshofen.
- 07. März bis 31. Oktober: Austragung der 50. Formel-1-Weltmeisterschaft
- 08. März: Eintracht Frankfurt wird 100 Jahre alt.
- 01. April: Der 1. FFC Turbine Potsdam wird gegründet.
- 18. April: Wayne Gretzky beendet seine Eishockey-Karriere.
- 18. April bis 31. Oktober: Austragung der 51. FIM-Motorrad-Straßenweltmeisterschaft
- Die Münchner Bladenight findet erstmals statt.
- 05. Juni: Tennisspielerin Steffi Graf gewinnt in Paris gegen die Schweizerin Martina Hingis die French Open und damit ihren 22. und letzten Grand-Slam-Titel.
- 20. Juni: Australien gewinnt den siebten Cricket World Cup in England, Irland, den Niederlanden, Schottland und Wales, indem sie im Finale Pakistan mit 8 Wickets besiegt.
- 26. Juni: Vitali Klitschko gewinnt seinen Boxkampf gegen Herbie Hide in der London Arena, London/Großbritannien, durch K. o. Er wird Weltmeister der WBO.
- 17. Juli: Wladimir Klitschko gewinnt seinen Boxkampf gegen Joseph Chingangu in der Philipshalle in Düsseldorf, Deutschland, durch technischen K. o.
- 25. Juli: Lance Armstrong gewinnt die Tour de France.
- 01. August bis 15. August: In Bayreuth findet die von der Luftsportgemeinschaft Bayreuth ausgerichtete Segelflug-Weltmeisterschaft in drei Klassen statt.
- 25. September: Wladimir Klitschko gewinnt seinen Boxkampf gegen Axel Schulz in der Kölnarena in Köln, Deutschland, durch technischen K. o.
- 13. August: Steffi Graf gibt auf einer Pressekonferenz ihren Rücktritt vom Profi-Tennis bekannt.
- 06. Oktober: Jan Ullrich wird Weltmeister im Einzelzeitfahren
- 31. Oktober: Mika Häkkinen wird zum zweiten Mal Formel-1-Weltmeister
- 06. November: Australien gewinnt das Finale der Rugby-Union-Weltmeisterschaft in Cardiff 35:12 gegen Frankreich.
- 13. November: Lennox Lewis gewinnt seinen Boxkampf und Weltmeistertitel im Schwergewicht gegen Evander Holyfield im Thomas & Mack Center, Las Vegas, Nevada, USA, durch Sieg nach Punkten
- 17. November: Es wird bekannt, dass in zwei Urinproben des deutschen Langstreckenläufers Dieter Baumann Nandrolon gefunden wurde. Die Zahnpastaaffäre setzt ein, denn der Doping bestreitende Sportler belegt das Vorhandensein des Anabolikums in seinen Zahnpastatuben.
- 24. November: Steffi Graf und Max Schmeling werden zu den deutschen Sportlern des Jahrhunderts gewählt
- 04. Dezember: Wladimir Klitschko gewinnt seinen Boxkampf gegen Lajos Erős in der Stadion-Sporthalle in Hannover, Deutschland, durch K. o.
- 09. Dezember: Stefan Gimpl gewinnt als erster Österreicher den Air & Style Contest. Bei derselben Veranstaltung sterben fünf Menschen infolge einer Massendrängelei.
- 11. Dezember: Vitali Klitschko gewinnt seinen Boxkampf gegen Obed Sullivan in der Sporthalle Hamburg, Hamburg, Deutschland, durch technischen K. o. Es ist seine dritte WBO-Titelverteidigung.
- Erstmalige Vergabe des BBC Sports Personality of the Year Coach Awards
- Erstmalige Vergabe des German Paralympic Media Awards

### Katastrophen
- 25. Januar: Erdbeben der Stärke 6,2 in Kolumbien, 1.885 Tote
- 23. Februar: Lawinenkatastrophe von Galtür im Paznaun
- 24. März: Bei einem LKW-Brand im Mont-Blanc-Tunnel kommen 39 Personen ums Leben.
- 28. März: Erdbeben der Stärke 6,6 in der Region Xinjiang, Volksrepublik China, und Indien. 100 Tote
- 12. April: Schwebebahnunglück in Wuppertal, fünf Fahrgäste verlieren ihr Leben, 47 werden verletzt.
- 20. April: Zwei Schüler laufen an der Columbine High School in Littleton Amok und töten 12 Schüler, einen Lehrer sowie sich selbst.
- 3. Mai: Der Oklahoma Tornado Outbreak, eine Serie von 66 Tornados, verursacht eine der schlimmsten Naturkatastrophen in den USA. Mit 511 km/h wird dabei die höchste Windgeschwindigkeit aller Aufzeichnungen gemessen. 46 Tote und Sachschäden von 1,1 Milliarden US-Dollar werden nach dem Ereignis bilanziert.
- 7. Mai: Bei der Explosion eines Tankschiffes auf dem Rhein bei Dormagen sterben zwei Personen.
- 17. August: Erdbeben der Stärke 7,6 im Nordwesten der Türkei mit dem Epizentrum Nähe der Stadt İzmit, etwa 18.000 Tote und 44.000 Verletzte
- 7. September: Erdbeben der Stärke 6,0 in Griechenland. 143 Tote
- 20. September: Erdbeben der Stärke 7,7 auf Taiwan, 2.297 Tote
- 5. Oktober: Beim Eisenbahnunfall von Ladbroke Grove sterben 31 Menschen, 523 werden verletzt.
- 29. Oktober: Ein Zyklon mit Windgeschwindigkeiten von 260 km/h trifft im indischen Bundesstaat Orissa auf das Festland. Er verursacht in der Folge über 10.000 Tote.
- 31. Oktober: Eine Boeing 767, Flugnummer 990, der Luftfahrtgesellschaft Egypt Air stürzt auf dem Flug von New York City (USA) nach Kairo (Ägypten) ab. Der Absturzort liegt knapp 100 km vor der Küste von Massachusetts. Das Flugzeug geht kurz vor Absturz in einen vom Copiloten ausgelösten Sturzflug über; alle 217 Menschen an Bord kommen beim Aufprall auf die Meeresoberfläche ums Leben.
- 12. November: Erdbeben im Nordwesten der Türkei, etwa 800 Tote
- 15. Dezember: Venezuela. Aufgrund wochenlanger, ungewöhnlich intensiver Regenfälle kam es in der Küstenregion zu katastrophalen Erdrutschen. Vor allem in dem vor Caracas gelegenen Bundesstaat Vargas wurden mehrere Ortschaften zum Teil völlig von Schlamm- und Geröllmassen begraben. Schätzungen sprechen von bis zu 50.000 Toten, über 200.000 Menschen wurden obdachlos.
- 26. Dezember: In Europa fordert der Orkan Lothar 110 Todesopfer.

Kleinere Unglücksfälle sind in den Unterartikeln von Katastrophe und in der Liste von Katastrophen aufgeführt.

## Geboren

### Januar

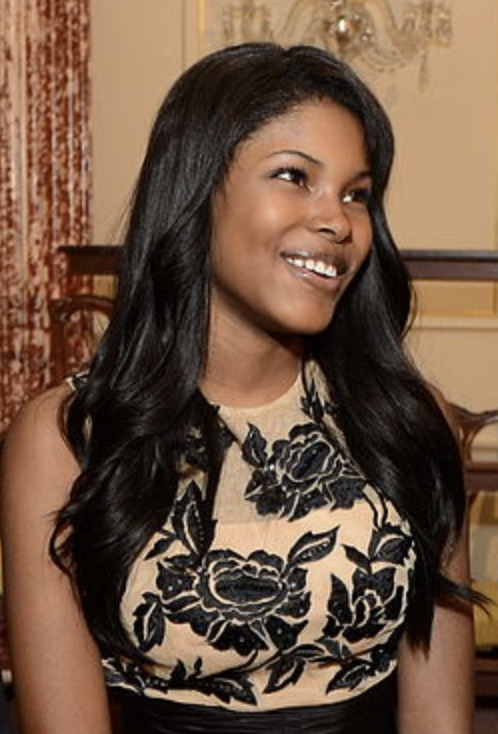
Diamond White

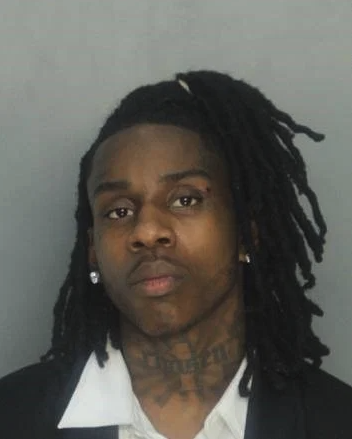
Polo G

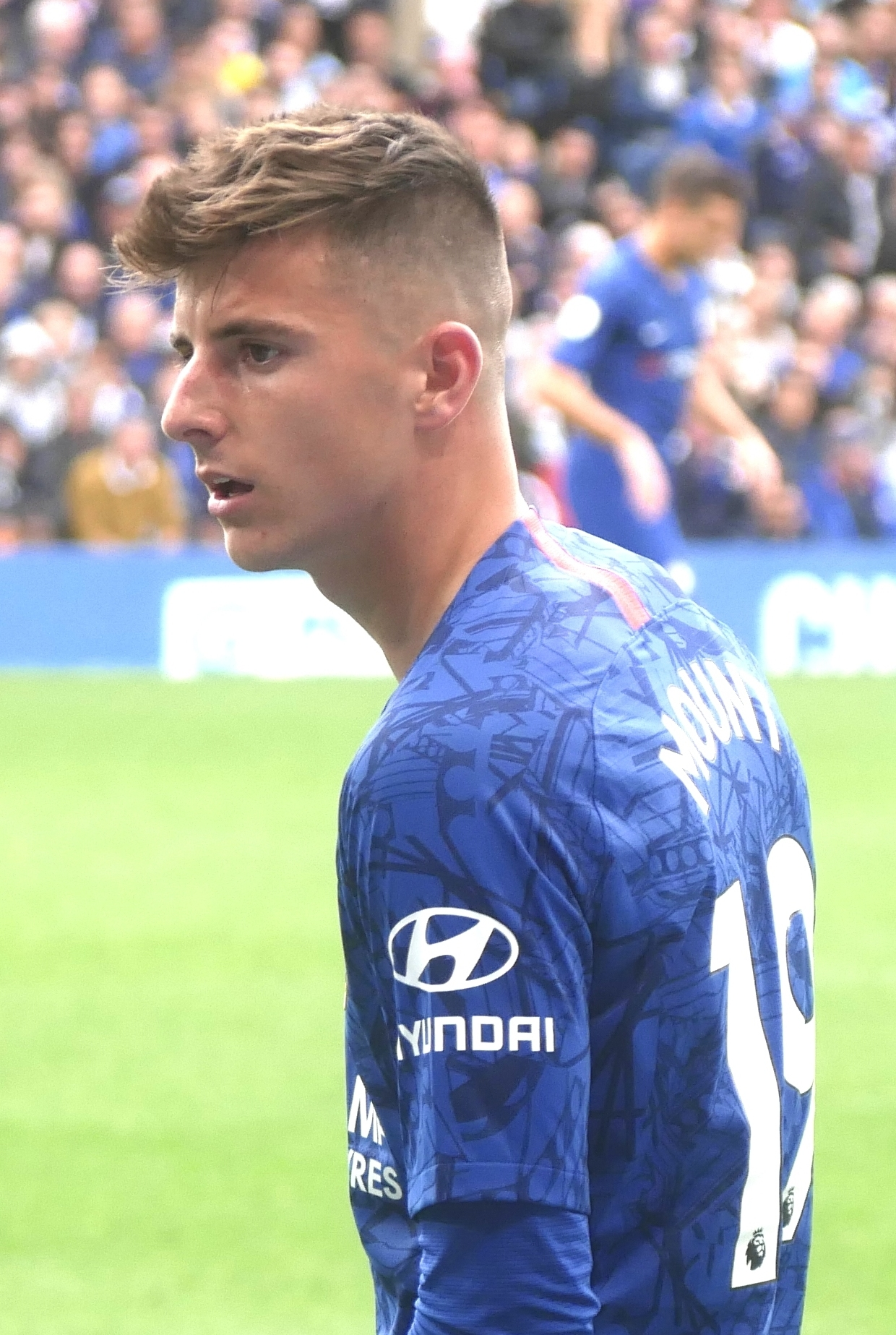
Mason Mount

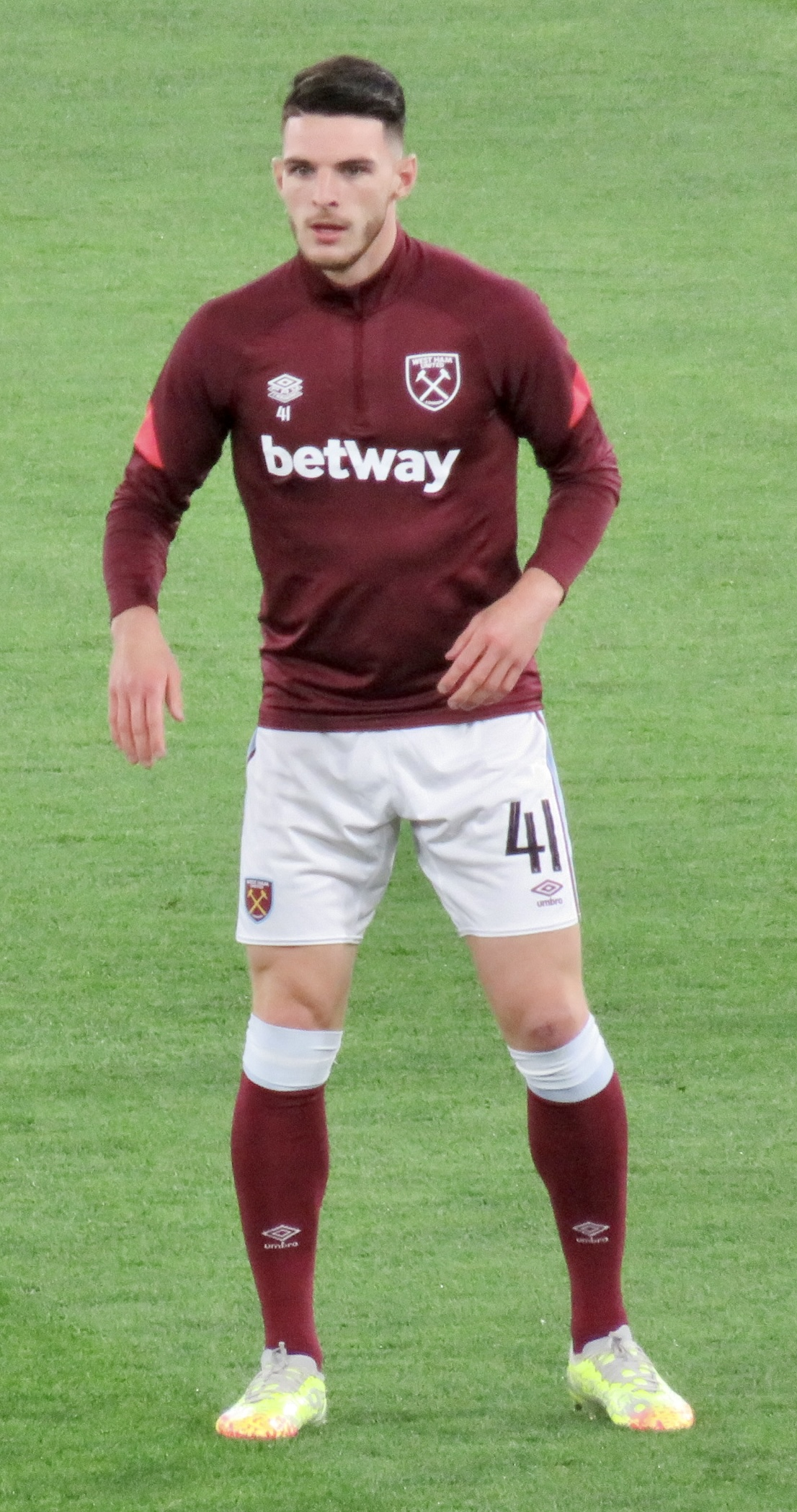
Declan Rice

- 01. Januar: Florian Fischerauer, österreichischer Fußballspieler
- 01. Januar: Benjamin Goller, deutscher Fußballspieler
- 01. Januar: Gianluca Scamacca, italienischer Fußballspieler
- 02. Januar: Jakub Bednarczyk, polnisch-deutscher Fußballspieler
- 02. Januar: Lasse Bödefeld, deutscher Eishockeyspieler
- 02. Januar: Lisa Oed, deutsche Hindernis-, Cross- und Berg- sowie Mittel-, Lang- und Marathonläuferin
- 03. Januar: Tuğrulhan Erdemir, türkischer Boxer
- 03. Januar: Tuuli, finnische Popsängerin
- 04. Januar: Wessam Abou Ali, dänischer Fußballspieler
- 04. Januar: Timothy Tillman, deutscher Fußballspieler
- 05. Januar: Atakan Akkaynak, deutsch-türkischer Fußballspieler
- 05. Januar: Margaret Cremen, irische Ruderin
- 05. Januar: Luca Itter, deutscher Fußballspieler
- 05. Januar: Marthe Kråkstad Johansen, norwegische Biathletin
- 05. Januar: Mattias Svanberg, schwedischer Fußballspieler
- 05. Januar: Filip Ugrinić, schweizerisch-serbischer Fußballspieler
- 06. Januar: Blake Ellis, australischer Tennisspieler
- 06. Januar: Jelena Igorewna Radionowa, russische Eiskunstläuferin
- 07. Januar: Moody Chana, deutsch-kamerunischer Fußballspieler
- 07. Januar: Elias Felber, österreichischer Fußballspieler
- 07. Januar: Jisna Mathew, indische Leichtathletin
- 08. Januar: Doriane Escané, französische Skirennläuferin
- 08. Januar: Kamil Grabara, polnischer Fußballspieler
- 08. Januar: Ella Morgen, deutsche Schauspielerin
- 08. Januar: Elisa Platino, italienische Skirennläuferin
- 10. Januar: Youssouf Fofana, französischer Fußballspieler
- 10. Januar: Lara Della Mea, italienische Skirennläuferin
- 10. Januar: Annalena Rieke, deutsche Fußballspielerin
- 10. Januar: Manuel Wintzheimer, deutscher Fußballspieler
- 12. Januar: Nicolás Schiappacasse, uruguayischer Fußballspieler
- 13. Januar: Nicholas Reese Art, US-amerikanischer Schauspieler und Kinderdarsteller
- 14. Januar: Ștefan-Constantin Berariu, rumänischer Ruderer
- 14. Januar: Luca Colnaghi, italienischer Radrennfahrer
- 14. Januar: Javi Montero, spanischer Fußballspieler
- 14. Januar: Declan Rice, englisch-irischer Fußballspieler
- 15. Januar: Samuel Kolega, kroatischer Skirennläufer
- 15. Januar: Claudia Purker, österreichische Skispringerin
- 16. Januar: Tom-Eric Bappert, deutscher Eishockeyspieler
- 16. Januar: Jonah Harris, nauruischer Leichtathlet
- 18. Januar: Karan Brar, US-amerikanischer Schauspieler
- 18. Januar: Au Yeong Wai Yhann, singapurische Squashspielerin
- 19. Januar: Eliane Christen, Schweizer Skirennläuferin
- 19. Januar: Lucas Ribeiro, brasilianischer Fußballspieler
- 19. Januar: Kristina Tkatsch, russische Poolbillardspielerin
- 20. Januar: Shannon Tavárez, US-amerikanische Kinderdarstellerin († 2010)
- 21. Januar: Erik Kvernberg, norwegischer Telemarker
- 21. Januar: Alisha Lehmann, Schweizer Fußballspielerin
- 23. Januar: Alban Lafont, französischer Fußballtorhüter
- 25. Januar: Bujantogtochyn Sumjaa, mongolische Eisschnellläuferin
- 26. Januar: Leonardo Balerdi, argentinischer Fußballspieler
- 26. Januar: Laurin Fravi, Schweizer Biathlet
- 27. Januar: Eva Brockmann, deutsche Weinkönigin
- 28. Januar: Agathe Bessard, französische Skeletonpilotin
- 28. Januar: Janina Hechler, deutsche Fußballspielerin
- 28. Januar: Jazeek, deutscher Rapper
- 29. Januar: Eklent Kaçi, albanischer Poolbillardspieler
- 30. Januar: Noé Claye, französischer Telemarker

### Februar

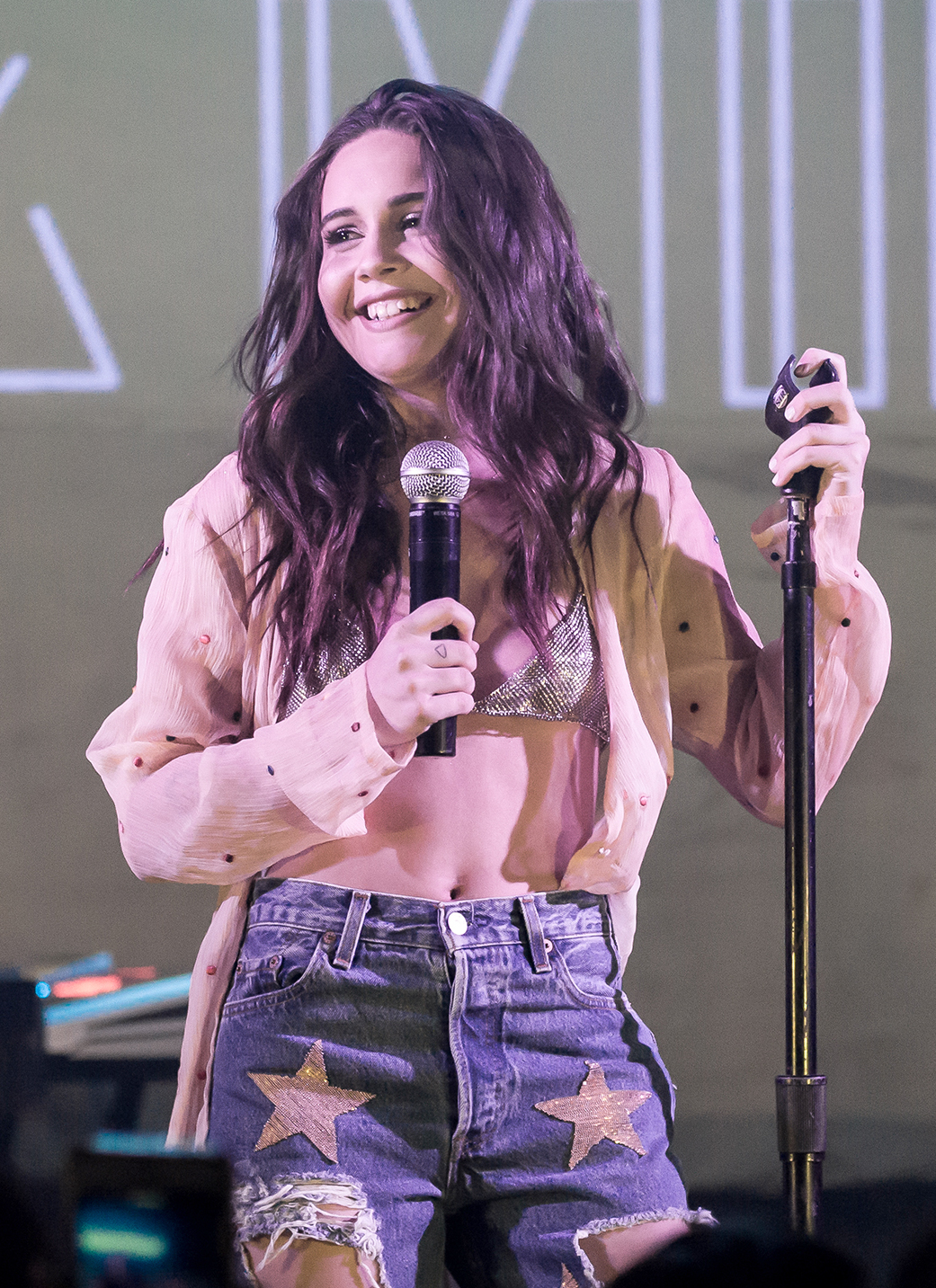
Bea Miller

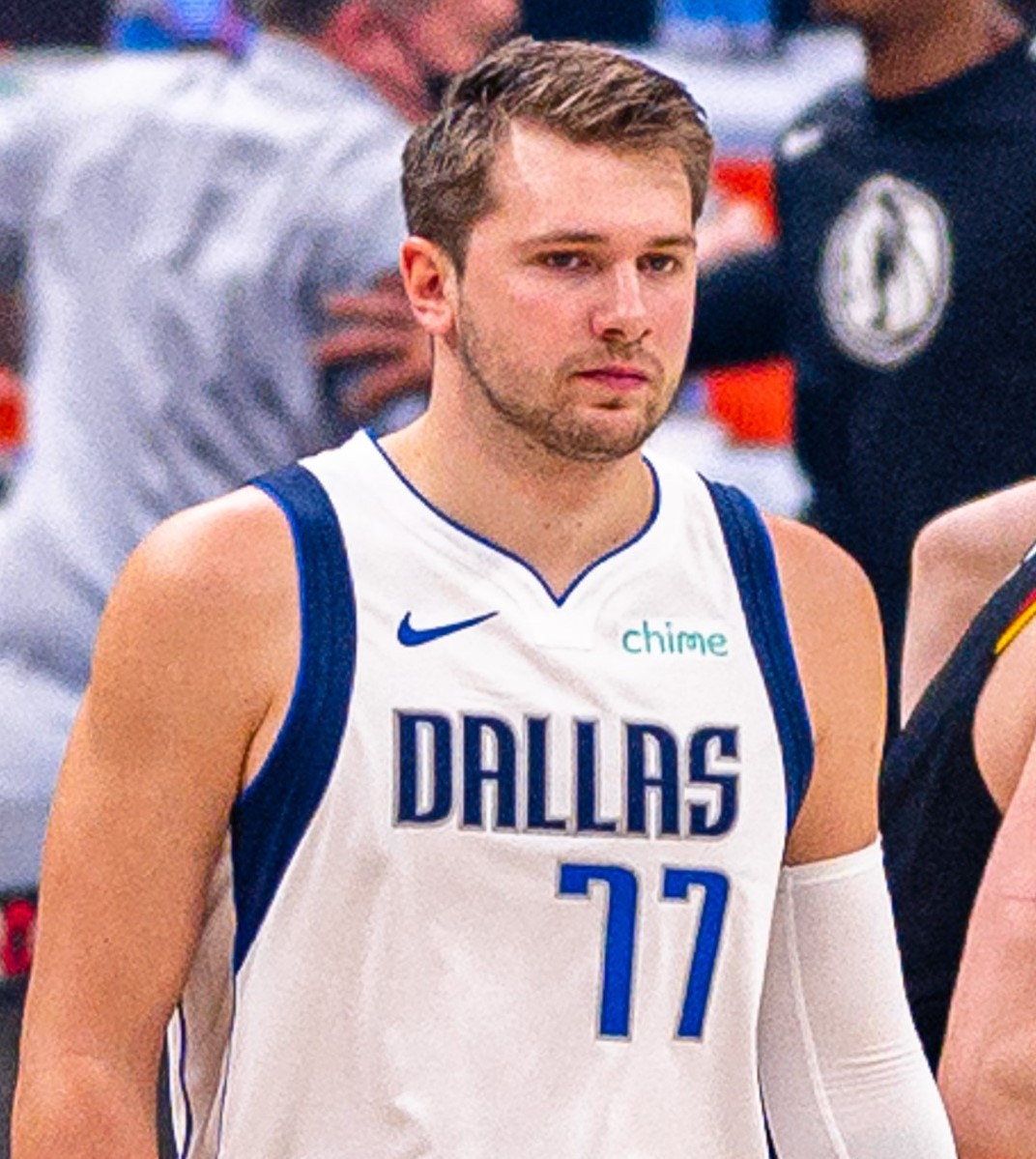
Luka Dončić

- 02. Februar: Edmond Tapsoba, burkinischer Fußballspieler
- 03. Februar: Abigail Hargrove, US-amerikanische Schauspielerin
- 04. Februar: Hikaru Fukuda, japanische Biathletin
- 05. Februar: Nick Lehmann, deutscher Handballspieler
- 06. Februar: Václav Červenka, US-amerikanischer Biathlet
- 07. Februar: Omar Marmoush, ägyptischer Fußballspieler
- 07. Februar: Bea Miller, US-amerikanische Schauspielerin und Sängerin
- 09. Februar: Per Christian Münstermann, deutscher Radrennfahrer
- 10. Februar: Eliška Václavíková, tschechische Biathletin
- 11. Februar: Charlie Gilmour, schottisch-englischer Fußballspieler
- 12. Februar: Alexander Freitag, deutscher Fußballspieler
- 14. Februar: Justus Schlingensiepen, deutscher Schauspieler
- 15. Februar: Maxwell Root, US-amerikanischer Automobilrennfahrer
- 16. Februar: Feryal Abdelaziz, ägyptische Karateka
- 16. Februar: Julius Christ, deutscher Ruderer
- 17. Februar: Juni Arnekleiv, norwegische Biathletin
- 20. Februar: Lea van Acken, deutsche Schauspielerin
- 25. Februar: Gianluigi Donnarumma, italienischer Fußballtorhüter
- 27. Februar: Park Guy-lim, südkoreanische Skispringerin
- 28. Februar: Luka Dončić, slowenischer Basketballspieler

### März

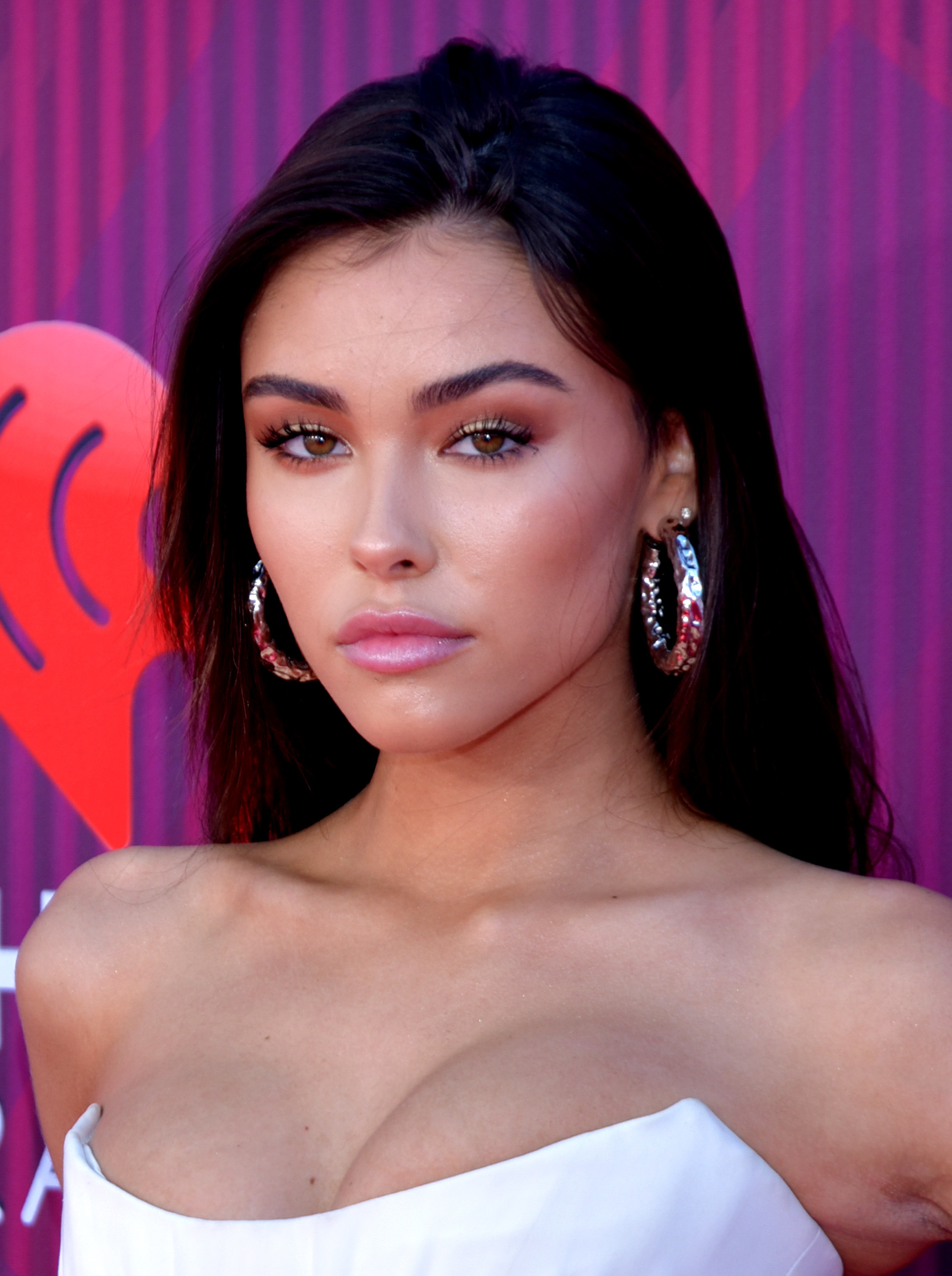
Madison Beer

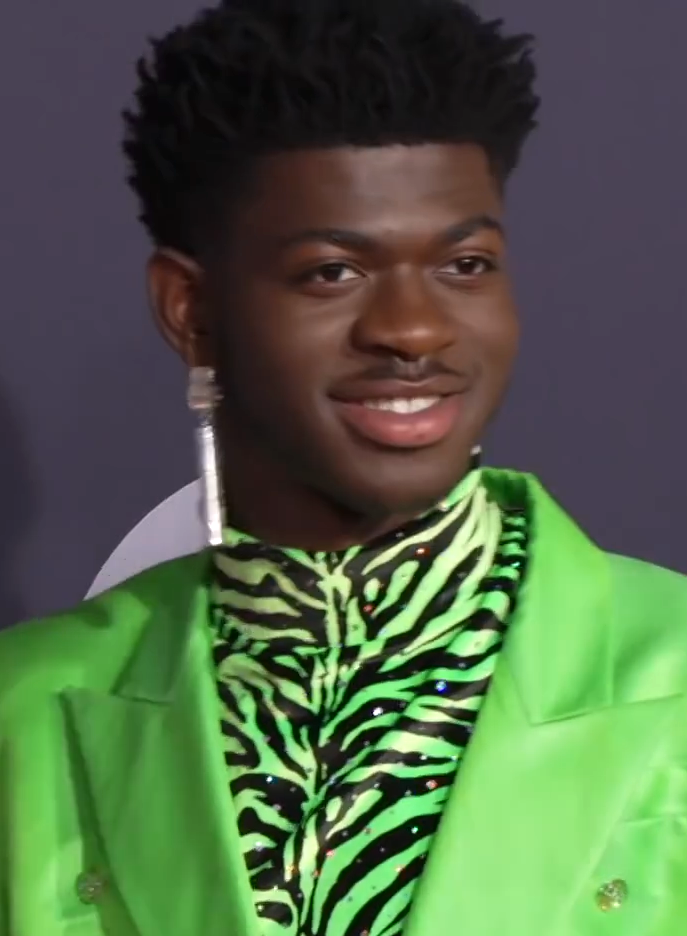
Lil Nas X

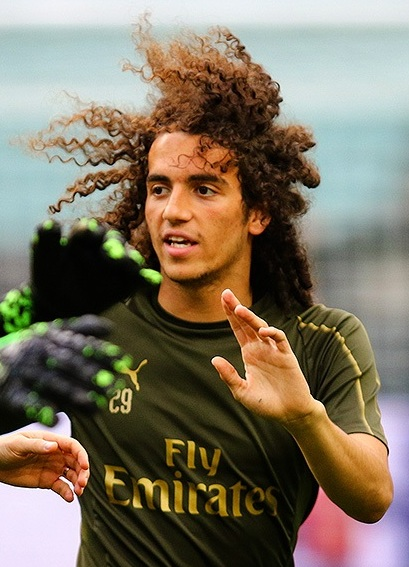
Mattéo Guendouzi

- 02. März: Joanna Jakieła, polnische Biathletin
- 02. März: Nikita Masepin, russischer Automobilrennfahrer
- 02. März: Aljaž Osterc, slowenischer Skispringer
- 03. März: Deanne Rose, kanadische Fußballspielerin
- 04. März: Bo Bendsneyder, niederländischer Motorradrennfahrer
- 07. März: Ronald Araújo, uruguayischer Fußballspieler
- 07. März: Luca Pellegrini, italienischer Fußballspieler
- 11. März: Mirko Antonucci, italienischer Fußballspieler
- 11. März: Tomi Petrović, kroatischer Fußballspieler
- 12. März: Kendall Applegate, US-amerikanische Schauspielerin
- 12. März: Janja Garnbret, slowenische Sportkletterin
- 15. März: Jack Alcott, US-amerikanischer Schauspieler
- 15. März: Ciarán Teehan, irischer Dartspieler
- 15. März: Andreas Warmbrunn, deutscher Schauspieler
- 17. März: Hanna Binke, deutsche Schauspielerin
- 18. März: Noée Abita, französische Schauspielerin
- 18. März: Filippo Zana, italienischer Radrennfahrer
- 20. März: Andreea Roșca, rumänische Tennisspielerin
- 22. März: Alec Dixon, britischer Telemarker
- 22. März: Luca Schuler, deutscher Fußballspieler
- 22. März: Mick Schumacher, deutscher Automobilrennfahrer
- 22. März: Marcus Tavernier, englischer Fußballspieler
- 23. März: Andrea Bagioli, italienischer Radrennfahrer
- 23. März: Afimico Pululu, angolanisch-französischer Fußballspieler
- 24. März: Margot Nuccetelli, italienische Schauspielerin
- 24. März: Katie Swan, britische Tennisspielerin
- 25. März: Anouk Jonker, Schweizer Unihockeyspielerin
- 25. März: Tatum McCann, US-amerikanische Schauspielerin
- 25. März: Ryan Porteous, schottischer Fußballspieler
- 26. März: Quirin Oettl, deutscher Schauspieler
- 26. März: Eva-Marie Voracek, deutsche Tennisspielerin
- 28. März: Aaron Opoku, deutscher Fußballspieler
- 29. März: Ezequiel Barco, argentinischer Fußballspieler
- 29. März: Man Lok Leung, hongkong-chinesischer Dartspieler
- 29. März: Bartosz Slisz, polnischer Fußballspieler
- 30. März: Annabelle Prölß, deutsche Eiskunstläuferin

### April
- 01. April: Jan Drozg, slowenischer Eishockeyspieler
- 01. April: Matthieu Osch, luxemburgischer Skirennläufer
- 01. April: Andrij Waskul, ukrainischer Skispringer
- 02. April: Metehan Güçlü, türkisch-französischer Fußballspieler
- 04. April: Keely Cashman, US-amerikanische Skirennläuferin
- 08. April: Catherine Bellis, US-amerikanische Tennisspielerin
- 09. April: Lil Nas X, US-amerikanischer Rapper
- 09. April: Isaac Hempstead-Wright, englischer Schauspieler
- 09. April: Lidia Žurauskaitė, russisch-litauische Biathletin
- 10. April: Mahamadou Dembélé, französischer Fußballspieler
- 12. April: Anna Sergejewna Schukowa, russische Skispringerin
- 13. April: Alessandro Bastoni, italienischer Fußballspieler
- 15. April: Cade Otton, US-amerikanischer American-Football-Spieler
- 18. April: Ben Brereton, britischer Fußballspieler
- 20. April: Fabio Quartararo, französischer Motorradrennfahrer
- 22. April: Charlotte Voll, deutsche Fußballtorhüterin
- 23. April: Troy Andersen, US-amerikanischer American-Football-Spieler
- 24. April: Palkó Dárdai, deutsch-ungarischer Fußballspieler
- 27. April: Julia Beautx, deutsche Webvideoproduzentin, Influencerin, Schauspielerin und Sängerin
- 27. April: Silvia Crosio, italienische Ruderin
- 27. April: Brooklynn Proulx, kanadische Schauspielerin
- 28. April: Gabriel Kyeremateng, deutscher Fußballspieler
- 30. April: Jorden van Foreest, niederländischer Schachgroßmeister

### Mai

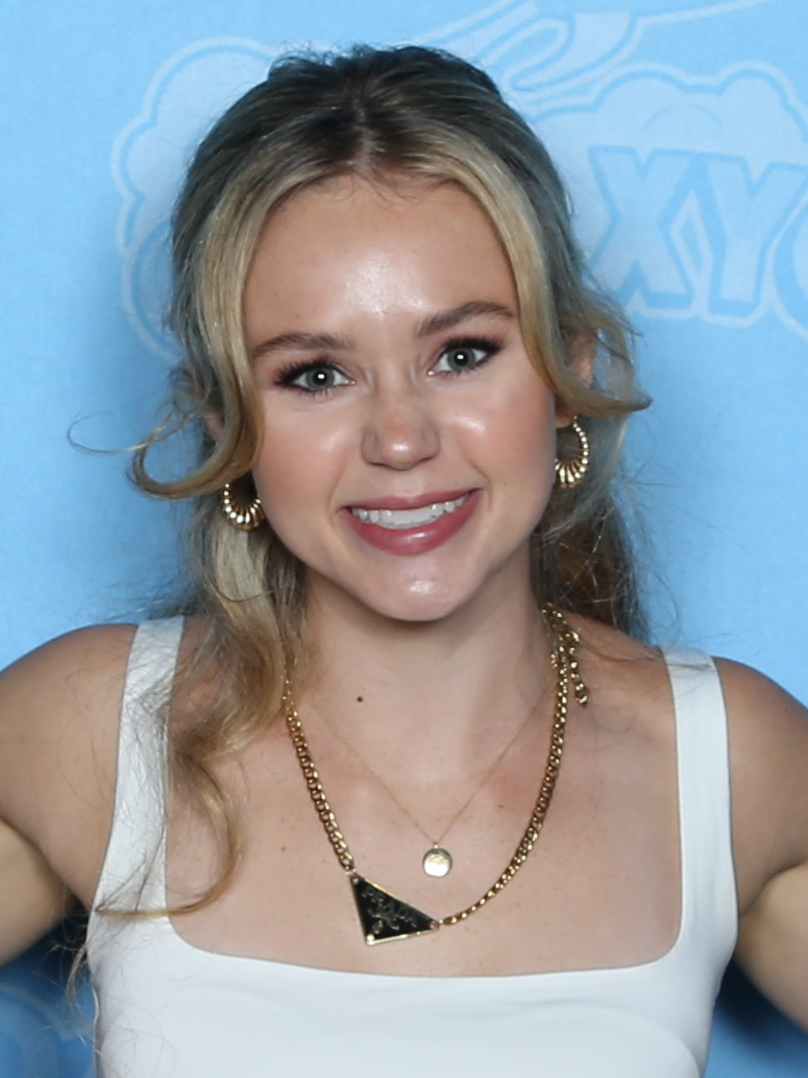
Brec Bassinger

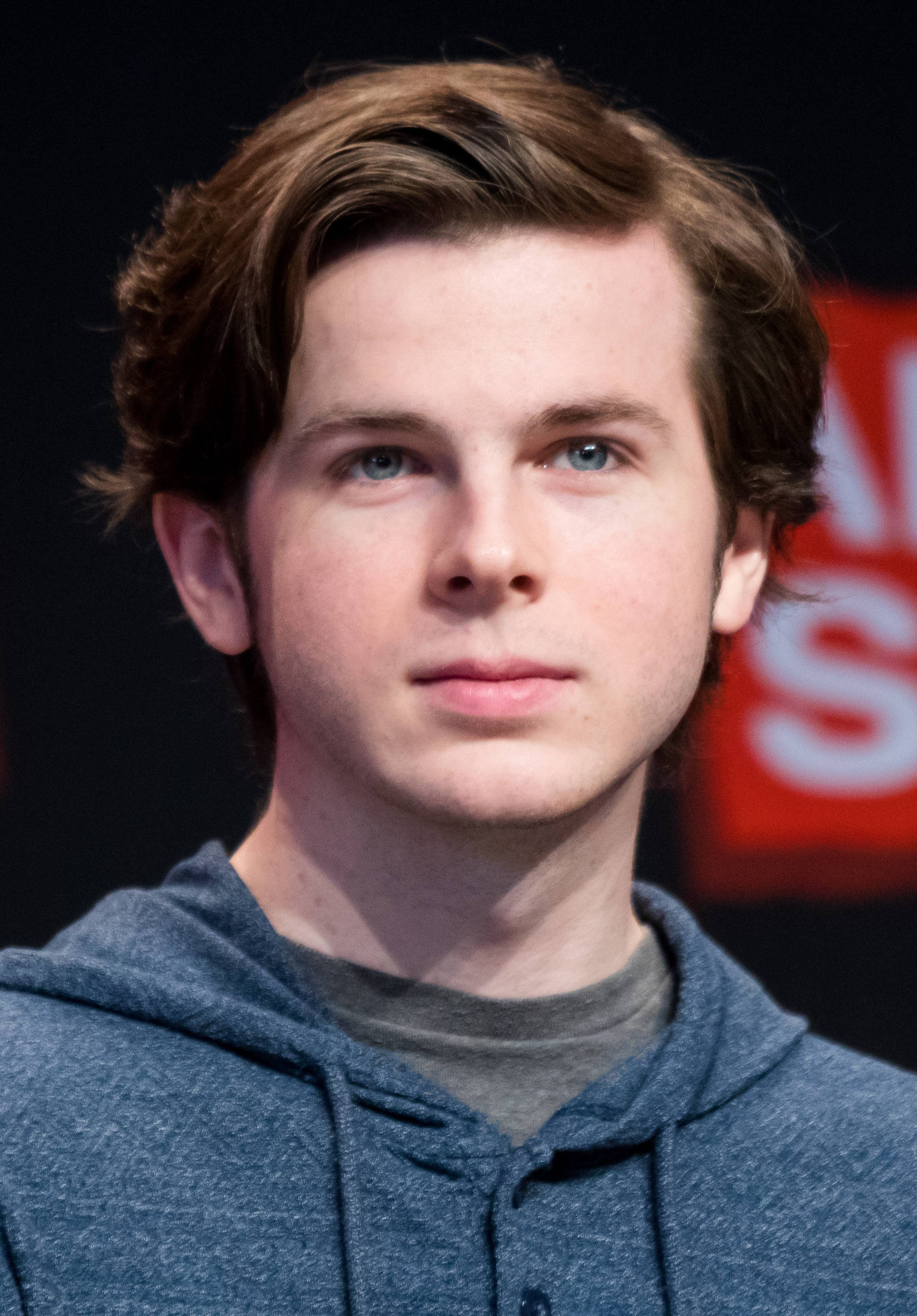
Chandler Riggs

- 02. Mai: Iwan Sergejewitsch Kakowski, russischer Snookerspieler
- 02. Mai: Ifeatu Melifonwu, US-amerikanischer American-Football-Spieler
- 04. Mai: Josephine Becker, deutsche Schauspielerin
- 04. Mai: André Drege, norwegischer Radrennfahrer († 2024)
- 04. Mai: Nelson Mandela Mbouhom, kamerunischer Fußballspieler
- 05. Mai: Justin Kluivert, niederländischer Fußballspieler
- 06. Mai: Elena Kössler, österreichische Fußballspielerin
- 06. Mai: Patricio O’Ward, mexikanischer Automobilrennfahrer
- 07. Mai: Cassidi Hoag, kanadische Schauspielerin
- 08. Mai: Rebeca Andrade, brasilianische Turnerin
- 08. Mai: Jana Fischer, deutsche Snowboarderin
- 09. Mai: Dominic Unterweger, österreichischer Biathlet
- 10. Mai: Danaé Blais, kanadische Shorttrackerin
- 10. Mai: Sebastian Szymański, polnischer Fußballspieler
- 11. Mai: Amir Adamowitsch Adujew, russisch-französischer Fußballspieler
- 11. Mai: Robin Briguet, Schweizer Freestyle-Skisportler
- 11. Mai: Sabrina Carpenter, US-amerikanische Schauspielerin und Sängerin
- 11. Mai: Madison Lintz, US-amerikanische Schauspielerin
- 11. Mai: Emmy Russ, deutsche Laiendarstellerin
- 11. Mai: Eetu Vertainen, estnischer Fußballspieler
- 12. Mai: William Balikwisha, belgisch-kongolesischer Fußballspieler
- 12. Mai: Li Hui-jun, taiwanische Speerwerferin
- 12. Mai: Marino Sato, japanischer Automobilrennfahrer
- 12. Mai: Hiroki Itō, japanischer Fußballspieler
- 13. Mai: Alex Greive, neuseeländischer Fußballspieler
- 13. Mai: Roman Lochmann, deutscher Sänger
- 13. Mai: Sheldon van der Linde, südafrikanischer Automobilrennfahrer
- 13. Mai: Red Sebastian, belgischer Sänger
- 16. Mai: Denis Adamov, österreichischer Fußballspieler
- 16. Mai: Niamh Fogarty, irische Diskuswerferin
- 17. Mai: Luigi „Gigi“ Birofio, deutsch-italienischer Reality-TV-Darsteller
- 17. Mai: Renat Dadashov, deutsch-aserbaidschanischer Fußballspieler
- 17. Mai: Mikuláš Karlík, tschechischer Biathlet
- 17. Mai: Amina Sherif, deutsch-ägyptische Schachspielerin
- 18. Mai: Ayaka Igarashi, japanische Skispringerin
- 18. Mai: Laura Omloop, belgische Sängerin und Jodlerin
- 19. Mai: Kaja Norbye, norwegische Skirennläuferin
- 19. Mai: Andrea Pinamonti, italienischer Fußballspieler
- 21. Mai: Andreas Leknessund, norwegischer Radrennfahrer
- 22. Mai: Samuel Chukwueze, nigerianischer Fußballspieler
- 23. Mai: Natnael Tesfatsion, eritreischer Radrennfahrer
- 25. Mai: Giovanni Aleotti, italienischer Radrennfahrer
- 27. Mai: Lily-Rose Depp, französisch-US-amerikanische Schauspielerin
- 27. Mai: Nick Haspinger, deutscher Handballspieler
- 28. Mai: Cameron Boyce, US-amerikanischer Schauspieler († 2019)
- 28. Mai: Lisa Klostermann, deutsche Fußballtorhüterin
- 29. Mai: Habiba Mohamed, ägyptische Squashspielerin
- 30. Mai: Zhou Guanyu, chinesischer Automobilrennfahrer
- 31. Mai: Lena Degenhardt, deutsche Handballspielerin
- 31. Mai: Chrystyna Dmytrenko, ukrainische Biathletin

### Juni

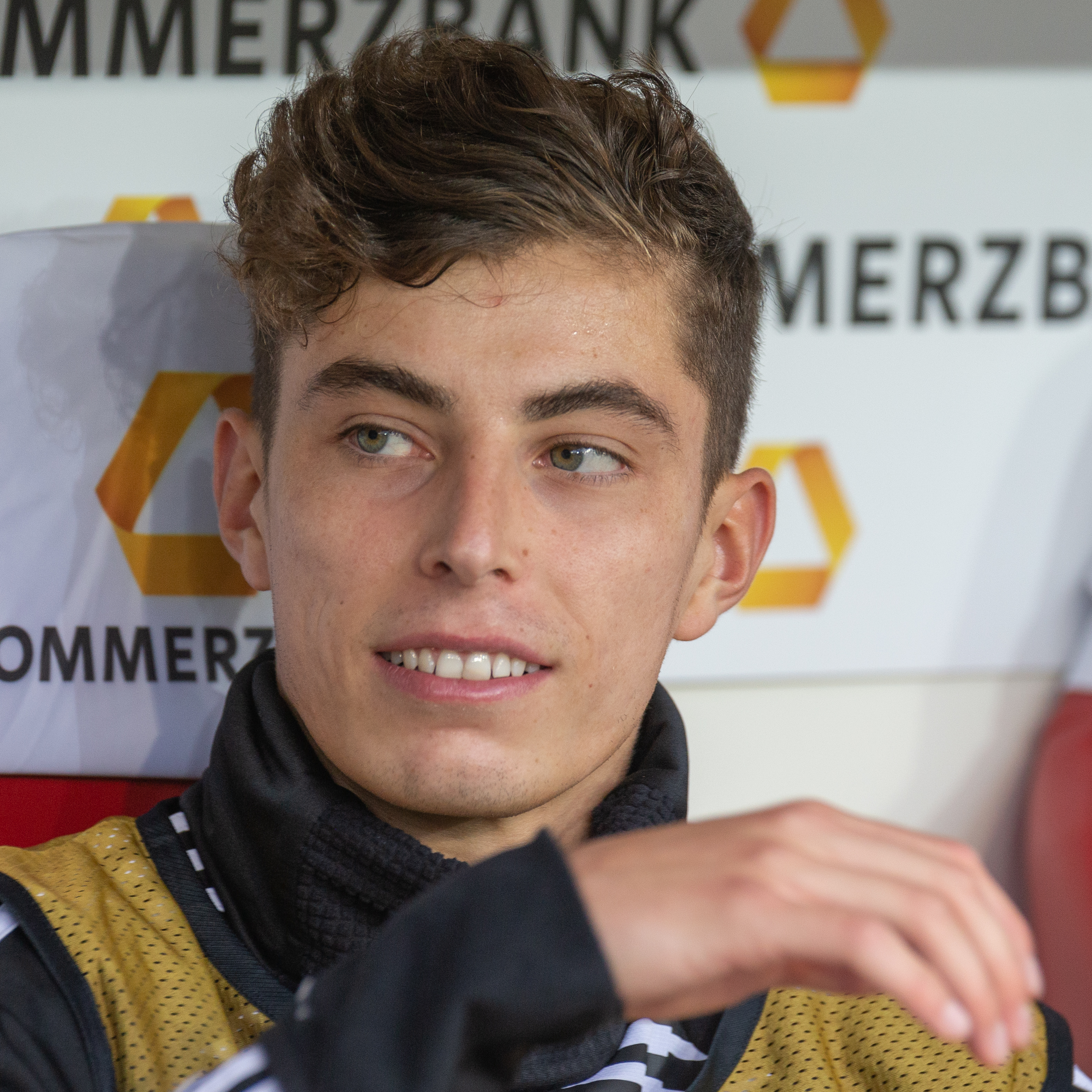
Kai Havertz

- 01. Juni: Aoife Casey, irische Ruderin
- 01. Juni: Technoblade, US-amerikanischer Videoblogger († 2022)
- 01. Juni: Mauri Vansevenant, belgischer Radrennfahrer
- 02. Juni: Madison Leisle, US-amerikanische Schauspielerin
- 03. Juni: Lukas Rieger, deutscher Popsänger
- 04. Juni: Domen Prevc, slowenischer Skispringer
- 04. Juni: Kim So-hyun, südkoreanische Schauspielerin
- 06. Juni: Lukas Malicsek, österreichischer Fußballspieler
- 06. Juni: Bigman, südkoreanischer Beatboxer, Webvideoproduzent, Singer-Songwriter und Komponist
- 06. Juni: Alessandro Buongiorno, italienischer Fußballspieler
- 06. Juni: Semjon Konstantinowitsch Saizew, russischer Billardspieler
- 07. Juni: Jordan Jegat, französischer Radrennfahrer
- 08. Juni: Dane Ingham, australisch-neuseeländischer Fußballspieler
- 08. Juni: Thomas Neubauer, französischer Automobilrennfahrer
- 08. Juni: Daniel Ticktum, britischer Automobilrennfahrer
- 08. Juni: Sergei Tkatschenko, kasachischer Skispringer
- 10. Juni: Blanche, belgische Sängerin
- 10. Juni: Rafael Leão, portugiesischer Fußballspieler
- 10. Juni: Karalo Maibuca, tuvaluischer Leichtathlet
- 10. Juni: Marit Øygard, norwegische Biathletin
- 11. Juni: Alexandar Borkovic, österreichischer Fußballspieler
- 11. Juni: Kai Havertz, deutscher Fußballspieler
- 11. Juni: Janina Minge, deutsche Fußballspielerin
- 11. Juni: Katelyn Nacon, US-amerikanische Schauspielerin
- 11. Juni: Barne Pernot, deutscher Fußballspieler
- 11. Juni: Anastassija Schewtschenko, russische Biathletin
- 12. Juni: Andre Anura, malaysischer Weit- und Dreispringer
- 12. Juni: Barbara Brecht, deutsche Fußballspielerin
- 12. Juni: Sophie Chauveau, französische Biathletin
- 13. Juni: Nathaniel Atkinson, australischer Fußballspieler
- 13. Juni: Émilien Claude, französischer Biathlet
- 13. Juni: Fabio Scherer, Schweizer Automobilrennfahrer
- 13. Juni: Fred Wright, britischer Radrennfahrer
- 14. Juni: Linda Kummer, deutsche Schauspielerin
- 14. Juni: Tzuyu, taiwanische Sängerin
- 14. Juni: Victor Sterpu, moldauischer Judoka
- 16. Juni: Dominik Fitz, österreichischer Fußballspieler
- 16. Juni: Snail Mail, US-amerikanische Singer-Songwriterin
- 17. Juni: Eldar Salihović, montenegrinischer Skirennläufer
- 18. Juni: Johan-Olav Botn, norwegischer Biathlet
- 18. Juni: Marcus Forss, finnischer Fußballspieler
- 18. Juni: Trippie Redd, US-amerikanischer Rapper
- 20. Juni: Sára Luca Bácskai, ungarische Shorttrackerin
- 20. Juni: Nassim Boujellab, marokkanisch-deutscher Fußballspieler
- 21. Juni: Marvin Klein, französischer Automobilrennfahrer
- 22. Juni: Cam Akers, US-amerikanischer American-Football-Spieler
- 22. Juni: Andi Zeqiri, Schweizer Fußballspieler
- 24. Juni: Bojan Miovski, nordmazedonischer Fußballspieler
- 24. Juni: Darwin Núñez, uruguayischer Fußballspieler
- 24. Juni: Erick Suárez, bolivianischer Leichtathlet
- 26. Juni: Harley Quinn Smith, US-amerikanische Schauspielerin
- 26. Juni: Nicolas Wolf, deutscher Basketballspieler
- 27. Juni: Alexis Saelemaekers, belgischer Fußballspieler
- 28. Juni: Markéta Vondroušová, tschechische Tennisspielerin
- 29. Juni: Ulrich Bapoh, deutsch-kamerunischer Fußballspieler
- 29. Juni: Shihori Ōi, japanische Skispringerin
- 30. Juni: Chezka Centeno, philippinische Poolbillardspielerin
- 30. Juni: Konstantinos Dimitriou, griechischer Fußballspieler

### Juli

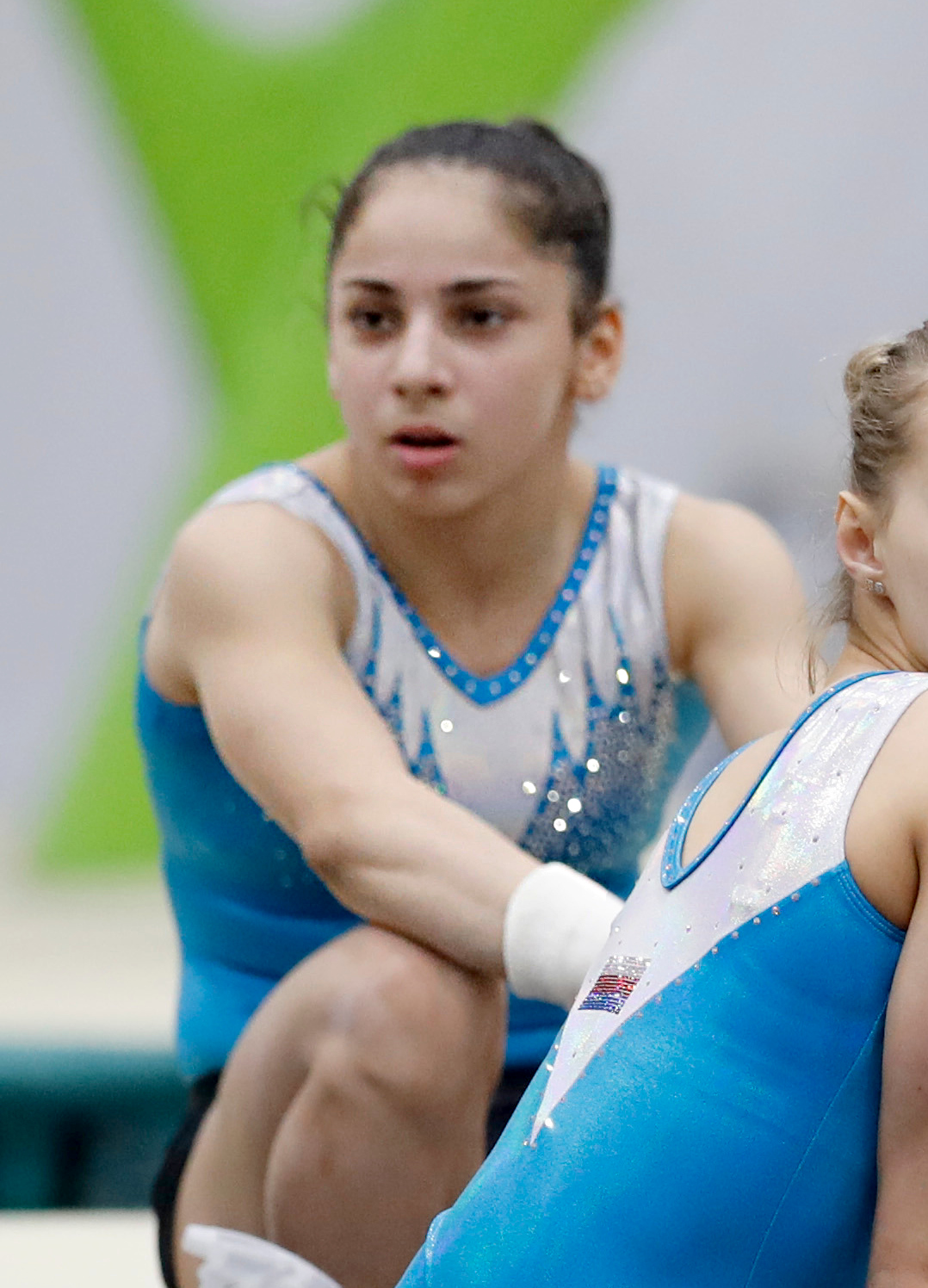
Seda Tutkhalyan

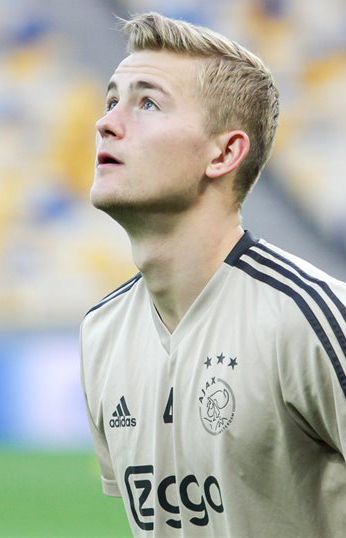
Matthijs de Ligt

- 01. Juli: Matteo Jorgenson, US-amerikanischer Radrennfahrer
- 02. Juli: Mattia Casadei, italienischer Motorradrennfahrer
- 02. Juli: Giulia Gwinn, deutsche Fußballspielerin
- 02. Juli: Yūken Iwasa, japanischer Skispringer
- 02. Juli: Nicolò Zaniolo, italienischer Fußballspieler
- 03. Juli: Dominik Alder, Schweizer Unihockeyspieler
- 04. Juli: Filip Fjeld Andersen, norwegischer Biathlet
- 04. Juli: Riccardo Pera, italienischer Automobilrennfahrer
- 04. Juli: Moa Kikuchi, japanische Sängerin
- 04. Juli: Tuta, brasilianischer Fußballspieler
- 05. Juli: Julien Andlauer, französischer Automobilrennfahrer
- 05. Juli: Philip Hanson, britischer Automobilrennfahrer
- 05. Juli: Nathan Tella, englischer Fußballspieler
- 06. Juli: Tomasz Kucz, polnischer Fußballspieler
- 08. Juli: Viktor Brandt, schwedischer Biathlet
- 08. Juli: Enrico Brignola, italienischer Fußballspieler
- 09. Juli: Francisco Mörth: österreichischer Skispringer
- 12. Juli: Amar Hodžić, österreichischer Fußballspieler
- 12. Juli: Nella Korpio, finnische Skirennläuferin
- 12. Juli: Vid Vrhovnik, slowenischer Nordischer Kombinierer
- 14. Juli: Tilda Johansson, schwedische Biathletin
- 15. Juli: Tommaso Pobega, italienischer Fußballspieler
- 15: Juli: Johannes Scheidweiler, deutscher Schauspieler
- 19. Juli: Marijn van den Berg, niederländischer Radrennfahrer
- 20. Juli: Simon Kaiser, deutscher Biathlet
- 21. Juli: Rhys McClenaghan, irischer Turner
- 22. Juli: Rudolf Ndualu, deutscher Fußballspieler
- 22. Juli: Letizia Paternoster, italienische Radsportlerin
- 23. Juli: Felina Czycykowski, deutsche Eiskunstläuferin und Schauspielerin
- 23. Juli: Vitinho, brasilianischer Fußballspieler
- 28. Juli: Sacha Fenestraz, französisch-argentinischer Automobilrennfahrer
- 29. Juli: Max Fewtrell, britischer Automobilrennfahrer
- 29. Juli: Maxime Robin, französischer Automobilrennfahrer
- 30. Juli: Joey King, US-amerikanische Schauspielerin
- 30. Juli: Thomas Pidcock, britischer Radrennfahrer
- 31. Juli: Leonard Pospichal, österreichischer Rockmusiker

### August
- 01. August: Christoph Baumgartner, österreichischer Fußballspieler
- 03. August: Nemo Mettler, Schweizer ESC-Sieger
- 04. August: Kelly Gould, US-amerikanische Schauspielerin
- 05. August: Timo Kielich, belgischer Radrennfahrer
- 05. August: Darragh O’Connor, irischer Fußballspieler
- 05. August: Olusegun Oluwatimi, US-amerikanischer American-Football-Spieler
- 09. August: Juan Manuel Correa, ecuadorianisch-US-amerikanischer Automobilrennfahrer
- 10. August: Max Neuhaus, deutscher Handballspieler
- 10. August: Ritomo Miyata, japanischer Autorennfahrer
- 12. August: Dream, US-amerikanischer Videoblogger
- 12. August: Matthijs de Ligt, niederländischer Fußballspieler
- 13. August: Eleora Hamming, kanadische Skispringerin
- 14. August: Osman Şanlısoy, nordzyprischer Poolbillardspieler
- 17. August: Ismail Jakobs, deutscher Fußballspieler
- 18. August: Eve Bouvard, französisch-belgische Biathletin
- 18. August: Charlie Fagg, britischer Automobilrennfahrer
- 18. August: Chad Muma, US-amerikanischer American-Football-Spieler
- 20. August: Elvedina Muzaferija, bosnische Skirennläuferin
- 20. August: Gloriana Villalobos, costa-ricanische Fußballspielerin
- 21. August: Kai Lightner, US-amerikanischer Sportkletterer
- 22. August: Dakota Goyo, kanadischer Schauspieler
- 23. August: Tobias Halland Johannessen, norwegischer Radrennfahrer
- 25. August: Leon Vockensperger, deutscher Snowboarder
- 27. August: Anastassija Gorejewa, russische Biathletin
- 27. August: Mile Svilar, belgisch-serbischer Fußballtorhüter
- 28. August: Felix Hacker, österreichischer Skirennläufer
- 28. August: Luna, polnische Sängerin
- 28. August: Nikolai zu Dänemark, dänischer Prinz
- 29. August: Giorgi Tschakwetadse, georgischer Fußballspieler
- 30. August: Juri Hollmann, deutscher Radrennfahrer
- 31. August: Rojan Juan Barani, deutscher Schauspieler

### September

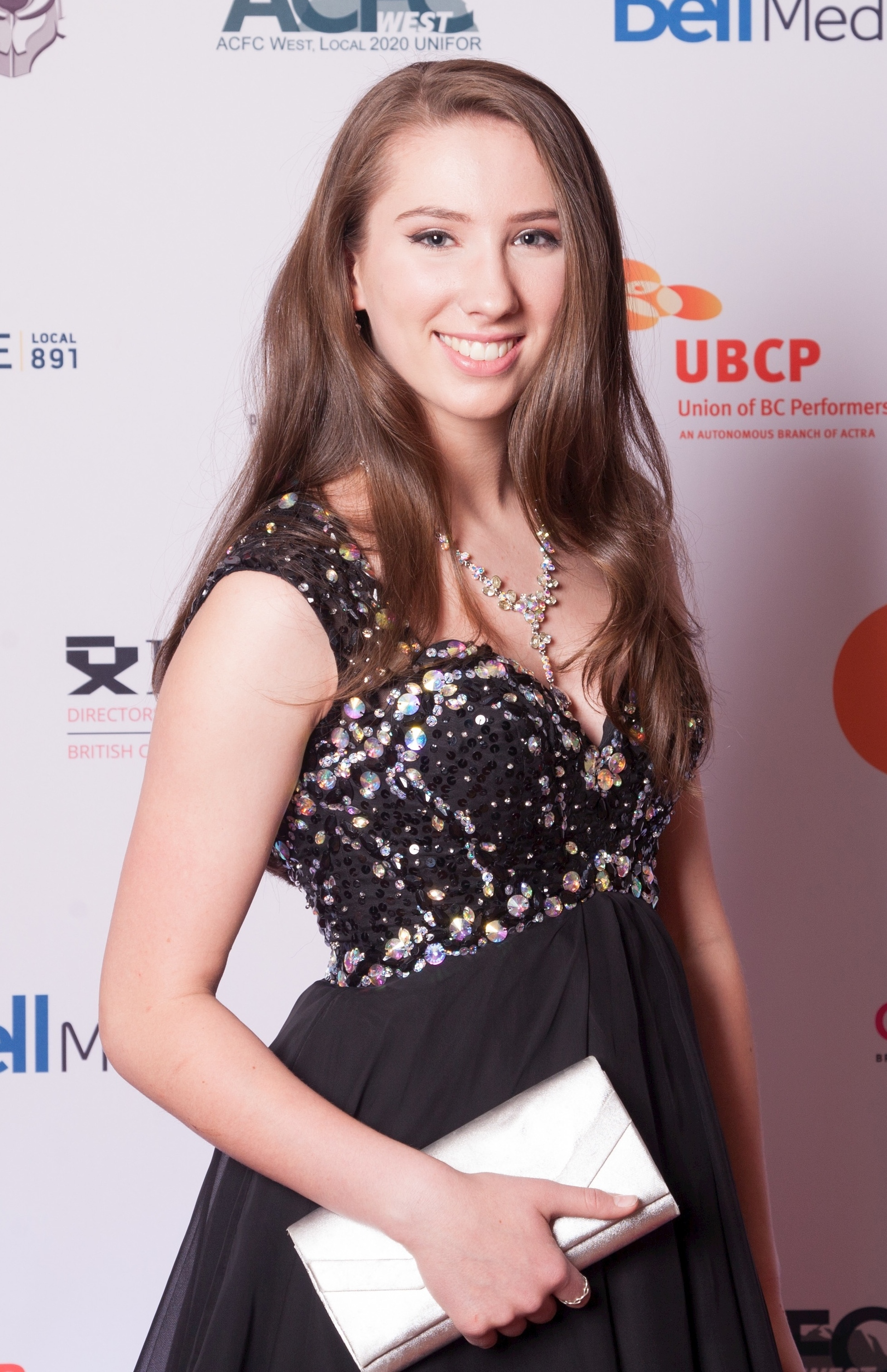
Michelle Creber

- 01. September: Jadagrace, US-amerikanische Schauspielerin, Sängerin und Tänzerin
- 03. September: Annika Graser, deutsche Fußballspielerin
- 06. September: Charlotte Weihl, deutsche Weinkönigin 2024/25
- 07. September: Chris Corning, US-amerikanischer Snowboarder
- 07. September: Cameron Ocasio, US-amerikanischer Schauspieler
- 09. September: Ronni Hawk, US-amerikanische Schauspielerin
- 09. September: Chigoziem Okonkwo, US-amerikanischer American-Football-Spieler
- 12. September: Jerome Ford, US-amerikanischer American-Football-Spieler
- 12. September: Nele Trebs, deutsche Schauspielerin
- 12. September: Max Zimmermann, österreichischer Eishockeytorwart
- 13. September: Nico Franke, deutscher Crossmintonspieler
- 13. September: Pedro Porro, spanischer Fußballspieler
- 14. September: Anna Juppe, österreichische Biathletin
- 14. September: Tom Schaar, US-amerikanischer Skateboardfahrer
- 15. September: Luca Jochen, deutscher Schauspieler
- 15. September: Tamino Wecker, deutscher Schauspieler
- 16. September: Robert Shwartzman, russischer Automobilrennfahrer
- 17. September: Daniel Huttlestone, britischer Schauspieler und Musical-Darsteller
- 18. September: Henrieta Horvátová, slowakische Biathletin
- 18. September: Tatjana Ehammer, österreichische Freestyle-Skierin und Leichtathletin
- 19. September: Robert Heldna, estnischer Biathlet
- 19. September: Dominik Terzer, österreichischer Nordischer Kombinierer
- 20. September: Giuliano Alesi, französischer Automobilrennfahrer
- 21. September: Alexander Isak, schwedischer Fußballspieler
- 22. September: Davide Frattesi, italienischer Fußballspieler
- 22. September: Alex Vinatzer, italienischer Skirennläufer
- 23. September: Rui Andrade, angolanischer Automobilrennfahrer
- 26. September: Santiago Buitrago, kolumbianischer Radrennfahrer
- 27. September: Levin Liam, deutscher Schauspieler
- 30. September: Arón Canet, spanischer Motorradrennfahrer
- 30. September: Flávia Saraiva, brasilianische Turnerin

### Oktober

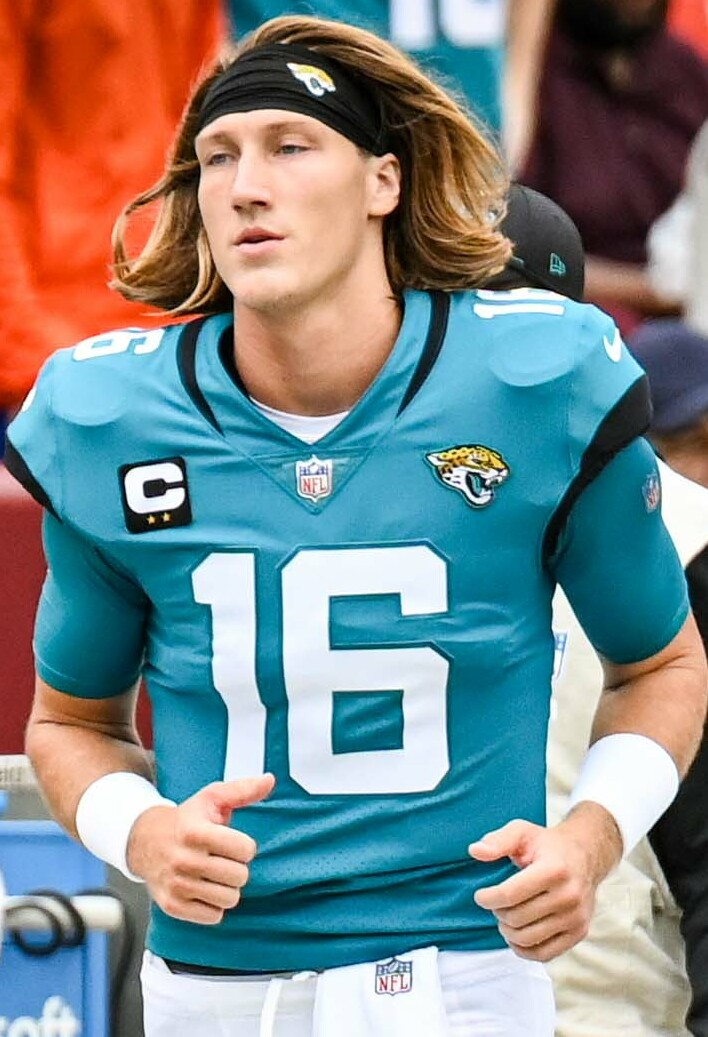
Trevor Lawrence

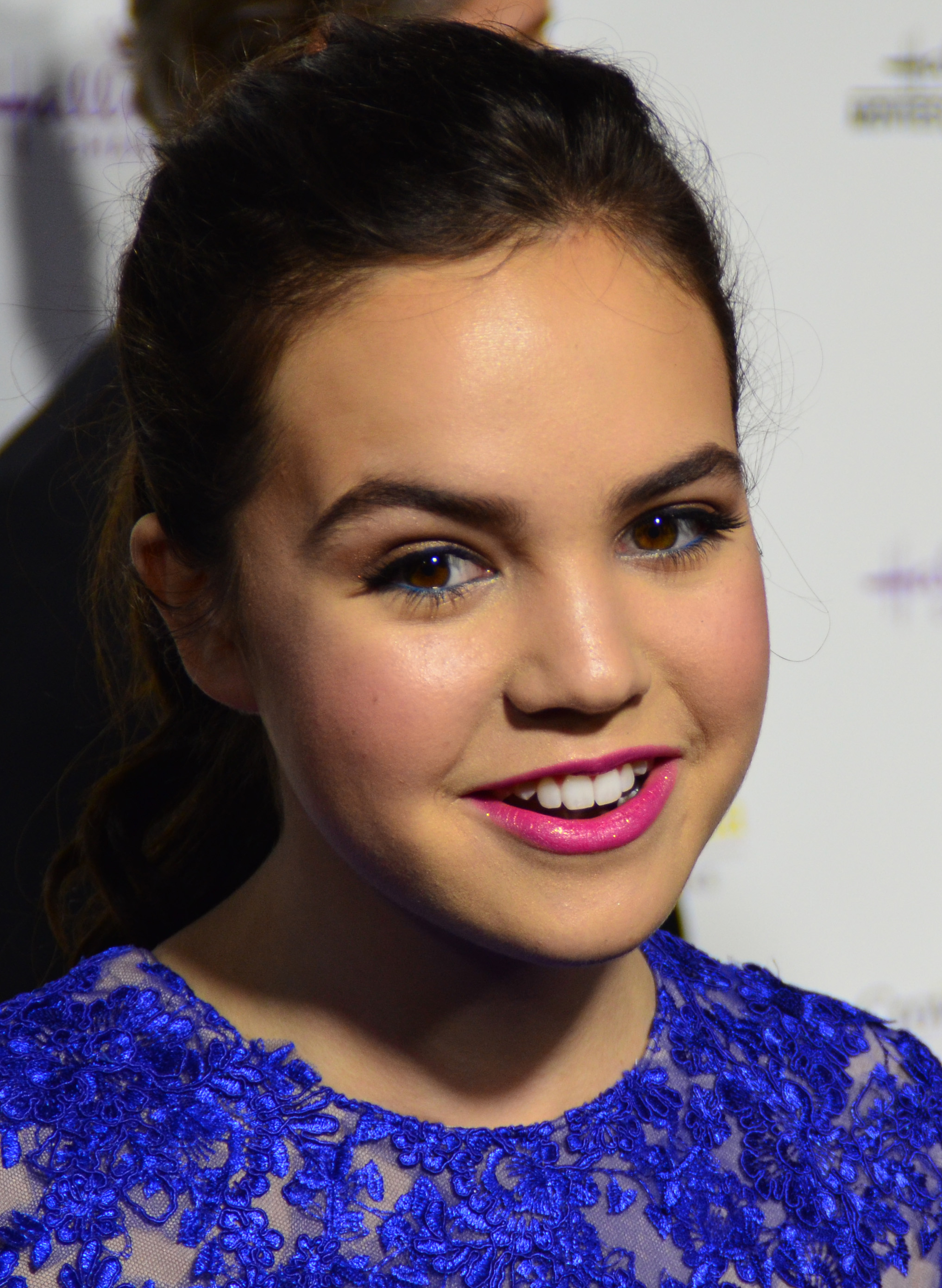
Bailee Madison

- 03. Oktober: Aramis Knight, US-amerikanischer Schauspieler
- 04. Oktober: Leonie Ebert, deutsche Florettfechterin
- 05. Oktober: Mátyás Balogh, ungarischer Bogenschütze
- 05. Oktober: Manuel Maldonado, venezolanischer Automobilrennfahrer
- 05. Oktober: Mika Pérez, spanischer Motorradrennfahrer
- 06. Oktober: Niko Kari, finnischer Automobilrennfahrer
- 08. Oktober: Sébastien Mahon, französischer Biathlet
- 08. Oktober: Keydomar Vallenilla, venezolanischer Gewichtheber
- 08. Oktober: Robin Meißner, deutscher Fußballspieler
- 11. Oktober: Agnes Reisch, deutsche Skispringerin
- 12. Oktober: Jens Petter Hauge, norwegischer Fußballspieler
- 12. Oktober: Marie Hinze, deutsche Synchronsprecherin
- 13. Oktober: Tomáš Sklenárik, slowakischer Biathlet
- 15. Oktober: Bailee Madison, US-amerikanische Schauspielerin
- 16. Oktober: Nicolò Bulega, italienischer Motorradrennfahrer
- 16. Oktober: Ljubow Dolgaja, russische Billardspielerin
- 16. Oktober: Gerard Riu, spanischer Motorradrennfahrer
- 17. Oktober: Moritz Bäckerling, deutscher Schauspieler
- 18. Oktober: John Brown, englischer Dartspieler
- 18. Oktober: Lirim Zendeli, deutsch-albanischer Automobilrennfahrer
- 19. Oktober: Carlotta Truman, deutsche Sängerin und Schauspielerin
- 21. Oktober: Matteo Gabbia, italienischer Fußballspieler
- 22. Oktober: Ella Halvarsson, schwedische Biathletin
- 23. Oktober: Belle Delphine, britisches E-Girl, Model und Webvideoproduzentin
- 23. Oktober: Gijs Leemreize, niederländischer Radrennfahrer
- 26. Oktober: Mike David Ortmann, deutscher Automobilrennfahrer

### November

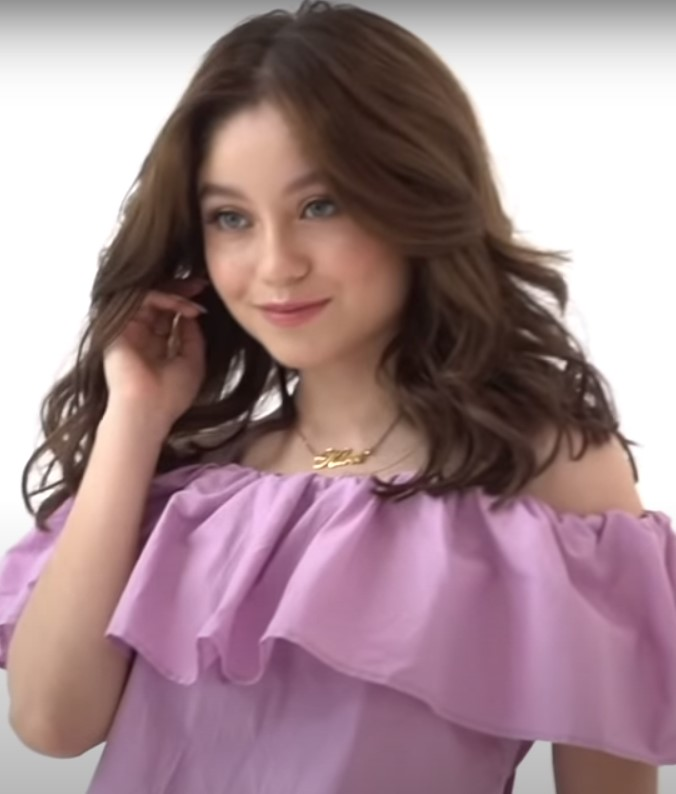
Karol Sevilla

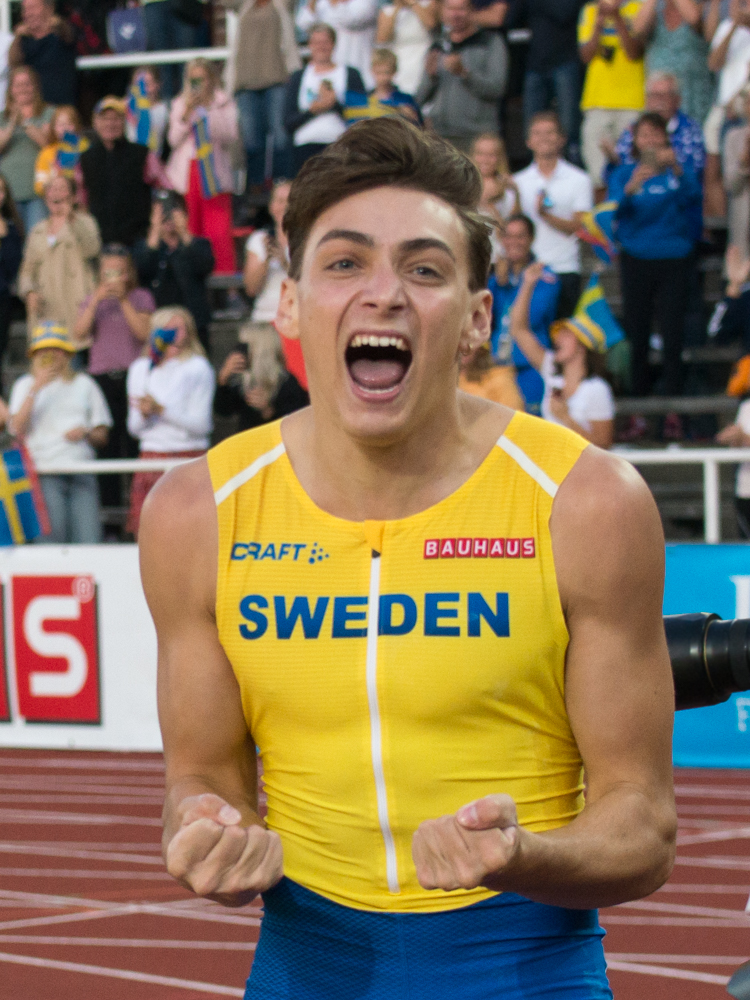
Armand Duplantis

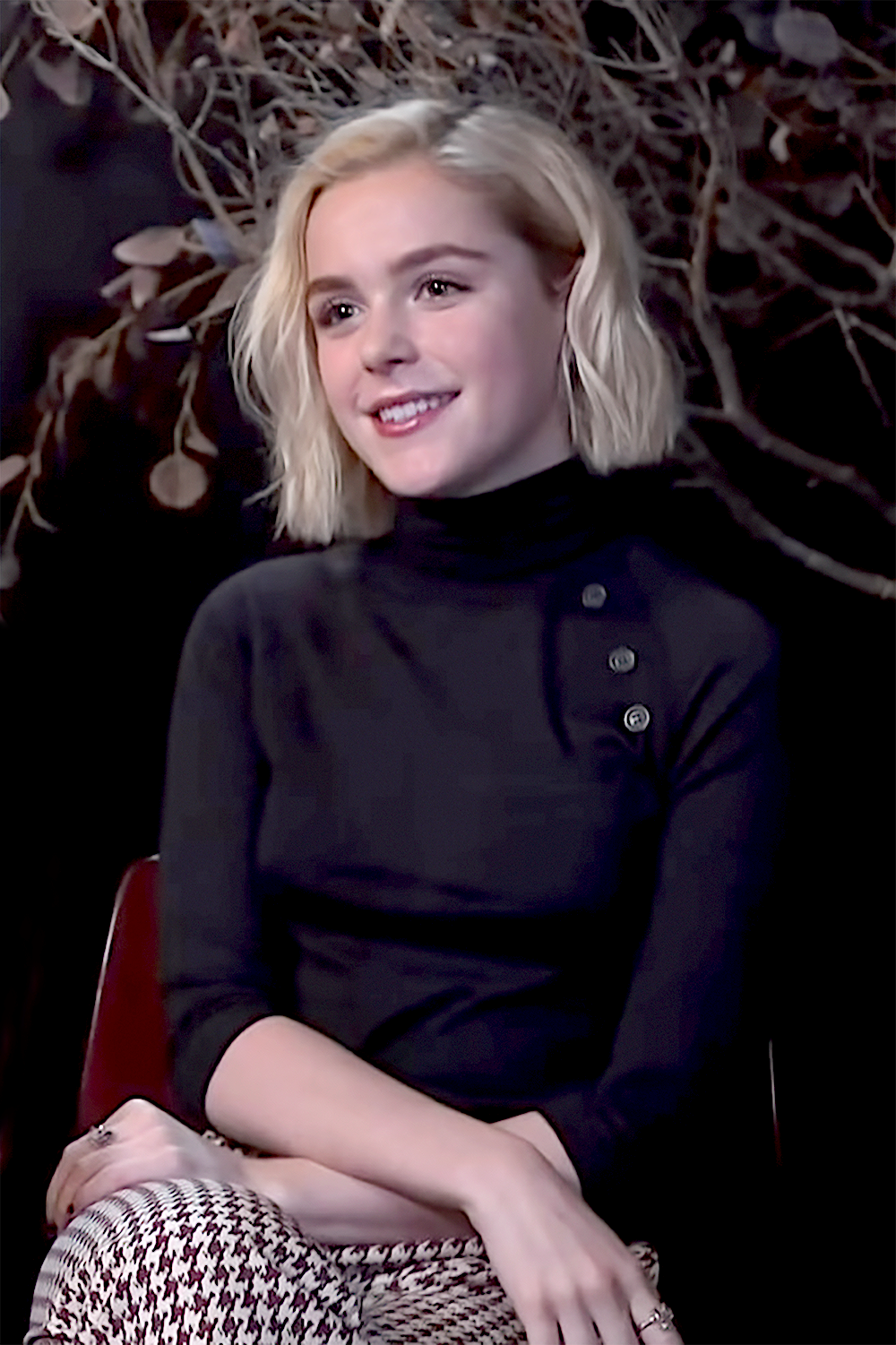
Kiernan Shipka

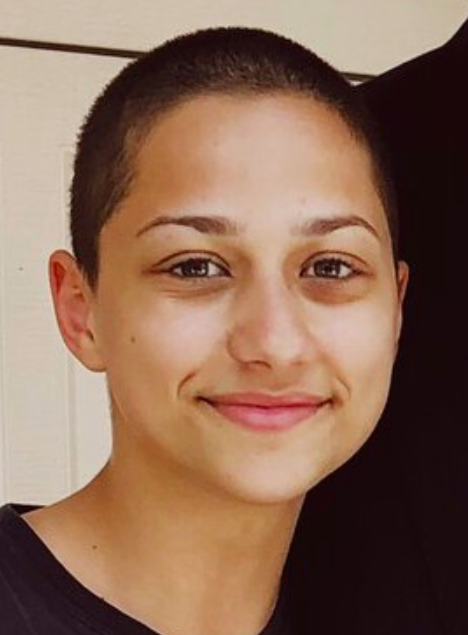
X González

- 05. November: Loena Hendrickx, belgische Eiskunstläuferin
- 05. November: Giulia Mignemi, italienische Ruderin
- 07. November: Oier Lazkano, spanischer Radrennfahrer
- 08. November: Lea Müller, deutsche Schauspielerin
- 09. November: Karol Sevilla, mexikanische Schauspielerin und Sängerin
- 09. November: Laura Unuk, slowenische Schachspielerin
- 10. November: Armand Duplantis, US-amerikanisch-schwedischer Stabhochspringer
- 10. November: Kiernan Shipka, US-amerikanische Schauspielerin
- 12. November: Bruno Alexander, deutscher Schauspieler
- 13. November: Lando Norris, britischer Automobilrennfahrer
- 17. November: Azroy Anuar, malaysischer Motorradrennfahrer
- 17. November: Tobias Bayer, österreichischer Radrennfahrer
- 21. November: Chu Yuanmeng, chinesische Biathletin
- 22. November: Olivia Rose Keegan, US-amerikanische Schauspielerin und Sängerin
- 22. November: Sebastian Streu, deutsch-kanadischer Eishockeyspieler
- 25. November: Maxim Van Gils, belgischer Radrennfahrer
- 26. November: Jonas Holdenrieder, deutscher Nachwuchsschauspieler
- 27. November: Constantin Schmid, deutscher Skispringer
- 30. November: Manuel Camacho, spanischer Schauspieler

### Dezember

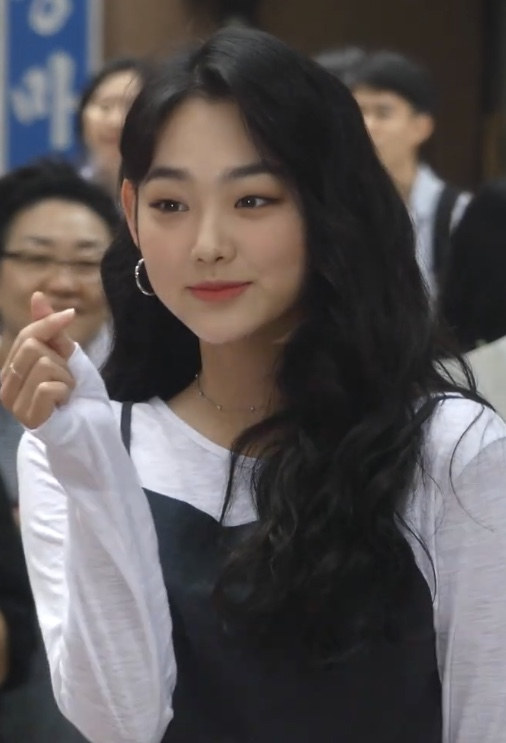
Kang Mi-na

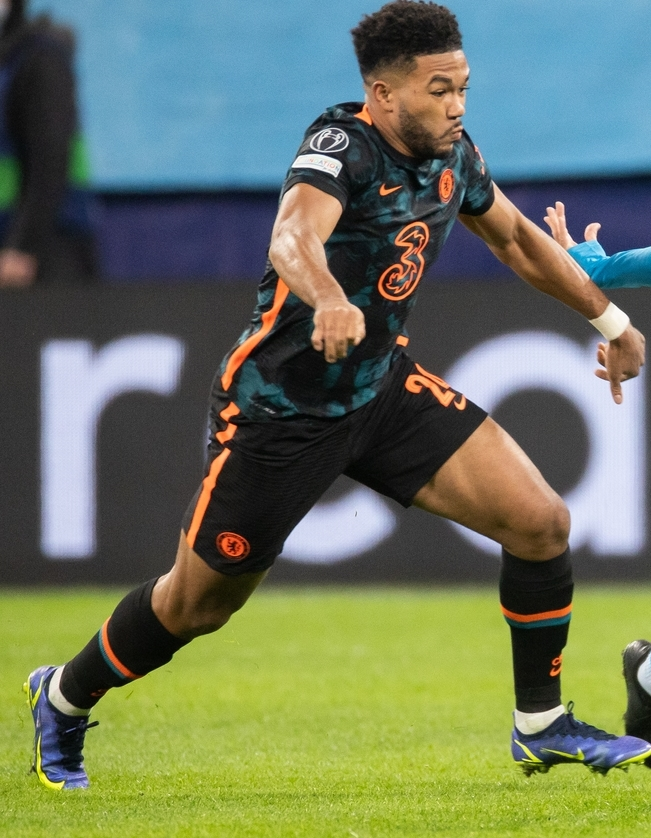
Reece James

- 02. Dezember: Kelvin Kiptum, kenianischer Langstreckenläufer († 2024)
- 04. Dezember: Thymen Arensman, niederländischer Radrennfahrer
- 04. Dezember: Mauro Schmid, Schweizer Radrennfahrer
- 08. Dezember: Jelena Herrmann, deutsche Schauspielerin
- 09. Dezember: Aitch, britischer Rapper
- 11. Dezember: Ryan Schofield, englischer Fußballspieler
- 14. Dezember: Emmy Meli, US-amerikanische Sänger
- 14. Dezember: Zhu Zhenyu, chinesischer Biathlet
- 17. Dezember: Laura Meriano, italienische Ruderin
- 17. Dezember: Weronika Zawistowska, polnische Fußballspielerin
- 22. Dezember: Nuraly Älip, kasachischer Fußballspieler
- 26. Dezember: Grégoire Saucy, Schweizer Automobilrennfahrer
- 28. Dezember: Katharina Gieron, deutsche Schauspielerin
- 28. Dezember: Scott Huffaker, US-amerikanischer Automobilrennfahrer
- 28. Dezember: Shadrack Kimutai Koech, kenianisch-kasachischer Leichtathlet
- 31. Dezember: Nika Vindišar, slowenische Biathletin

### Tag unbekannt
- Jokubas Aust, deutscher Schauspieler
- Oskar Belton, deutscher Schauspieler
- Nino Böhlau, deutscher Schauspieler
- Anselm Bresgott, deutscher Schauspieler und Singer-Songwriter
- Carolin Garnier, deutsche Schauspielerin
- Levin Henning, deutscher Schauspieler
- Zoë Pastelle Holthuizen, Schweizer Schauspielerin
- Benedikt Kalcher, österreichischer Schauspieler
- Pascal Leddin, deutscher Politiker
- Orlando Lenzen, deutscher Schauspieler
- Luis Pintsch, deutscher Schauspieler
- Sero el Mero, deutscher Rapper
- Paul Michael Stiehler, deutscher Schauspieler
- Valerie Stoll, deutsche Schauspielerin
- Lilly-Marie Vogler, deutsche Schauspielerin

## Gestorben
Dies ist eine Liste der bedeutendsten Persönlichkeiten, die 1999 verstorben sind. Für eine ausführlichere Liste siehe Nekrolog 1999.

### Januar

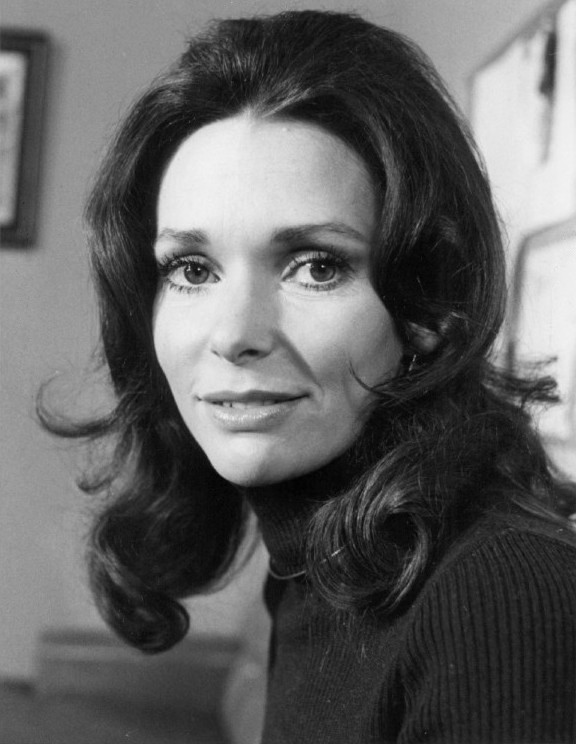
Susan Strasberg

- 01. Januar: Henry Glade, deutsch-US-amerikanischer Sprachwissenschaftler (* 1920)
- 02. Januar: Sebastian Haffner, deutscher Buchautor und Publizist (* 1907)
- 02. Januar: Rolf Liebermann, Schweizer Komponist und Intendant (* 1910)
- 02. Januar: Harvey Perrin, kanadischer Geiger, Bratschist, Chordirigent und Musikpädagoge (* 1905)
- 03. Januar: Chuck Parsons, US-amerikanischer Automobilrennfahrer (* 1924)
- 05. Januar: Charles Francis Adams IV., US-amerikanischer Wirtschaftsmanager (* 1910)
- 05. Januar: Rolf Gutbrod, deutscher Architekt (* 1910)
- 06. Januar: Ntsu Mokhehle, lesothischer Politiker (* 1918)
- 06. Januar: Michel Petrucciani, französischer Jazzpianist (* 1962)
- 09. Januar: Carl Atwood Elliott, US-amerikanischer Politiker (* 1913)
- 11. Januar: Teuvo Ensio Aura, finnischer Politiker (* 1912)
- 11. Januar: Fabrizio De André, italienischer Liedermacher (* 1940)
- 11. Januar: Brian Moore, irischer Schriftsteller und Drehbuchautor (* 1921)
- 13. Januar: Karl Lieffen, deutscher Bühnen-, Film- und Fernsehschauspieler (* 1926)
- 14. Januar: Jerzy Grotowski, polnischer Regisseur (* 1933)
- 14. Januar: Muslimgauze, englischer Musiker (* 1961)
- 18. Januar: Otto Föllinger, deutscher Professor für Regelungstechnik (* 1924)
- 18. Januar: Günter Strack, deutscher Schauspieler (* 1929)
- 18. Januar: Reginald Zupancic, österreichischer Geistlicher (* 1905)
- 19. Januar: Peter Boschung, Schweizer Mediziner, Mundart-Schriftsteller und Kulturpolitiker (* 1912)
- 21. Januar: Charles Brown, US-amerikanischer Blues-Sänger und -Pianist (* 1922)
- 21. Januar: Jacques Chailley, französischer Musikwissenschaftler, Musikpädagoge und Komponist (* 1910)
- 21. Januar: Susan Strasberg, US-amerikanische Schauspielerin (* 1938)
- 22. Januar: Anna Richter, deutsche Grafikerin (* 1893)
- 23. Januar: Joe D’Amato, italienischer Filmregisseur (* 1936)
- 25. Januar: Bill Crofut, US-amerikanischer Banjospieler und Folksänger (* 1935)
- 25. Januar: Rudi Glöckner, deutscher Fußballschiedsrichter (* 1929)
- 26. Januar: August Everding, deutscher Regisseur, Manager, Kulturpolitiker und Intendant (* 1928)
- 27. Januar: Gonzalo Torrente Ballester, spanischer Schriftsteller (* 1910)
- 28. Januar: Leonard C. Lewin, US-amerikanischer Schriftsteller und Satiriker (* 1916)
- 28. Januar: František Vláčil, tschechischer Regisseur (* 1924)
- 29. Januar: Willy Bandholz, deutscher Feldhandballspieler (* 1912)
- 29. Januar: David Ricardo Williams, kanadischer Jurist, Historiker und Schriftsteller (* 1923)
- 30. Januar: Mills E. Godwin, US-amerikanischer Politiker (* 1914)
- 31. Januar: Gabriel Ruiz, mexikanischer Komponist (* 1908)

### Februar

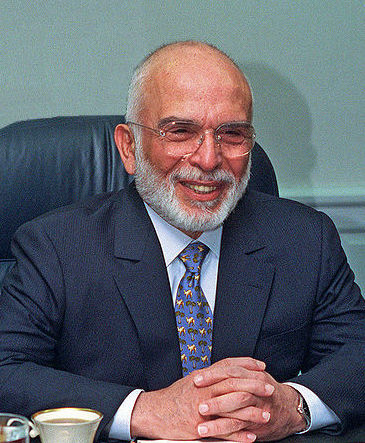
Hussein I.

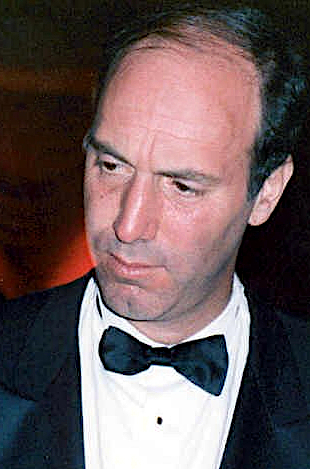
Gene Siskel

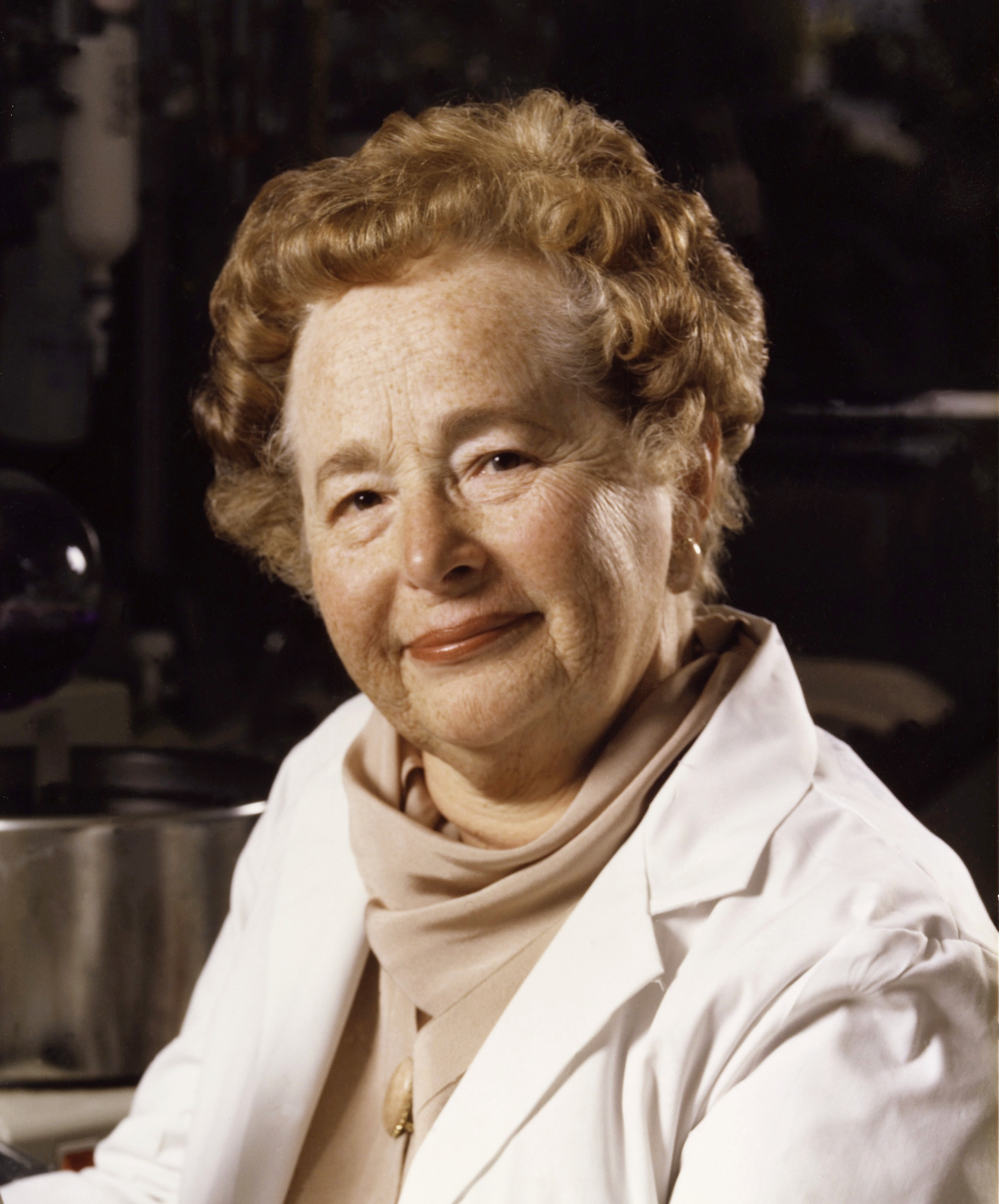
Gertrude B. Elion

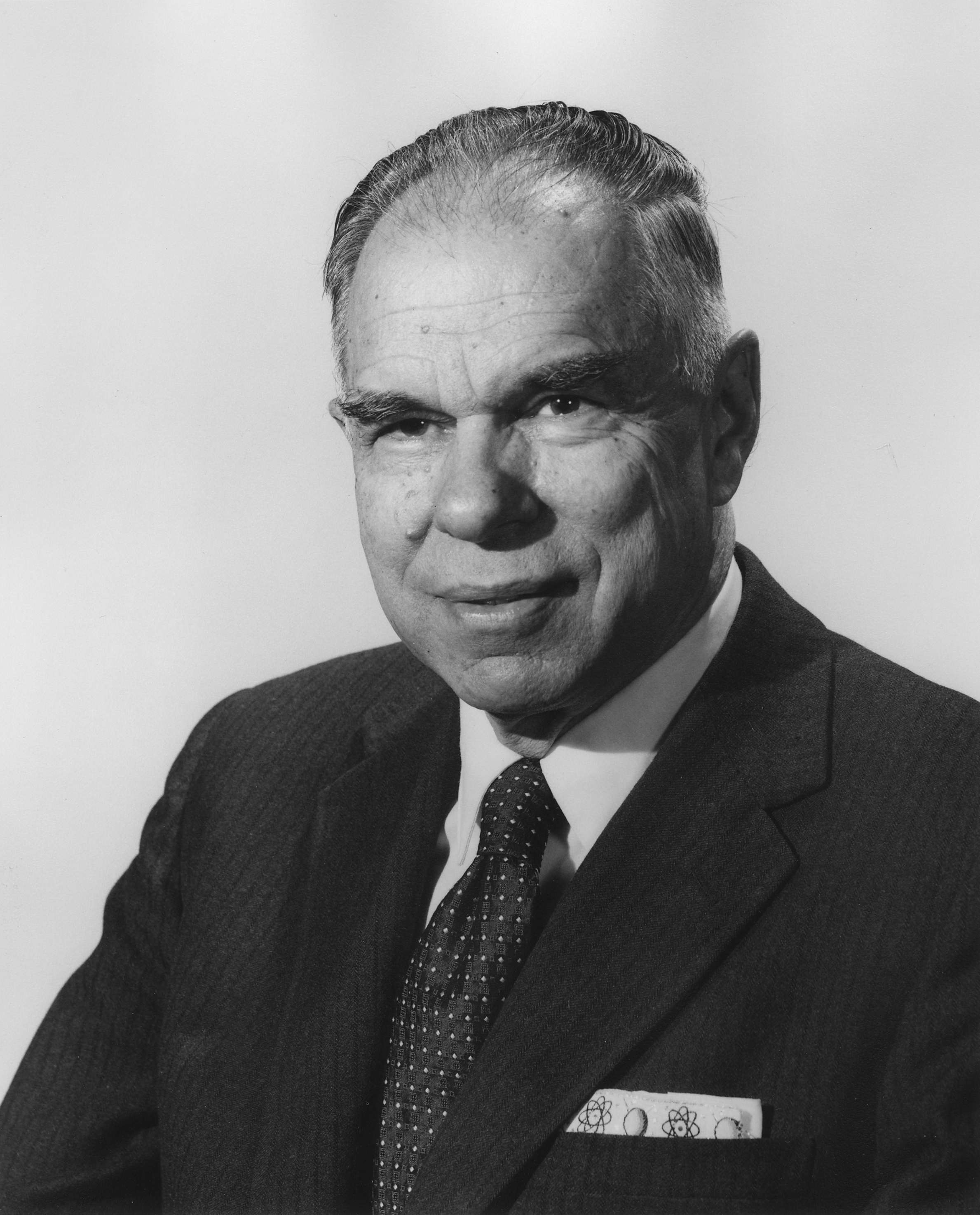
Glenn T. Seaborg

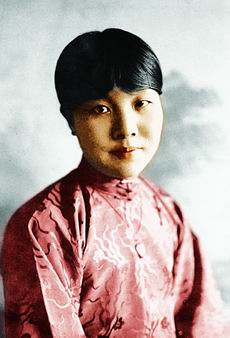
Bingxin

- 01. Februar: Barış Manço, türkischer Sänger, Komponist, Fernsehproduzent, Fernsehmoderator und Schauspieler (* 1943)
- 02. Februar: Mohammad Taghi Massoudieh, iranischer Musikethnologe und Komponist (* 1927)
- 02. Februar: August Neuburger, deutscher Politiker (* 1902)
- 02. Februar: Vilmos Tátrai, ungarischer Geiger, Dirigent und Musikpädagoge (* 1912)
- 03. Februar: Juan Amenábar, chilenischer Komponist (* 1922)
- 04. Februar: Amadou Diallo, von der Polizei erschossener guineischer Immigrant (* 1975)
- 04. Februar: Vittorio Marzotto, italienischer Automobilrennfahrer (* 1922)
- 05. Februar: Neville Bonner, australischer Politiker (* 1922)
- 05. Februar: Rembert van Delden, deutscher Politiker (* 1917)
- 05. Februar: Wassily Leontief, russisch-amerikanischer Wirtschaftswissenschaftler und Nobelpreisträger (* 1905)
- 06. Februar: Erwin Blask, deutscher Leichtathlet (* 1910)
- 06. Februar: Umberto Maglioli, italienischer Automobilrennfahrer (* 1928)
- 07. Februar: Hussein I., von 1952 bis 1999 König von Jordanien (* 1935)
- 08. Februar: Hilde Lotz-Bauer, deutsche Fotografin und Kunsthistorikerin (* 1907)
- 08. Februar: Iris Murdoch, anglo-irische Schriftstellerin und Philosophin (* 1919)
- 09. Februar: Aleksander Gieysztor, polnischer Mittelalterhistoriker (* 1916)
- 09. Februar: Len Levy, US-amerikanischer American-Football-Spieler (* 1921)
- 10. Februar: Josef Holaubek, österreichischer Polizeipräsident in Wien (* 1907)
- 10. Februar: Louise Piëch, österreichische Unternehmerin (* 1904)
- 11. Februar: Jaki Byard, US-amerikanischer Jazzmusiker (* 1922)
- 12. Februar: Ernst Hofmann, deutscher katholischer Pfarrer und Lieddichter (* 1904)
- 12. Februar: Heinz Schubert, deutscher Schauspieler (* 1925)
- 14. Februar: John Ehrlichman, US-amerikanischer Politiker und Nixons Chefberater (* 1925)
- 14. Februar: Buddy Knox, US-amerikanischer Sänger und Songwriter (* 1933)
- 15. Februar: William Garrett, US-amerikanischer Automobilrennfahrer (* 1933)
- 15. Februar: Ferenc Vozar, deutscher Eishockeyspieler (* 1945)
- 15. Februar: Henry W. Kendall, US-amerikanischer Physiker und Nobelpreisträger (* 1926)
- 15. Februar: Big L, US-amerikanischer Rapper (* 1974)
- 15. Februar: Irene Britton Smith, US-amerikanische Komponistin (* 1907)
- 16. Februar: Necil Kâzım Akses, türkischer Komponist (* 1908)
- 16. Februar: Guillermo Arellano, chilenischer Fußballspieler (* 1908)
- 17. Februar: Joseph Elias Tawil, syrischer Erzbischof von Newton (USA) (* 1913)
- 18. Februar: Margaret Drynan, kanadische Organistin und Chorleiterin, Komponistin und Musikpädagogin (* 1915)
- 18. Februar: Wilhelm Wehren, deutscher Politiker (* 1914)
- 18. Februar: Andreas Feininger, US-amerikanischer Fotograf (* 1906)
- 19. Februar: Georg „Schorsch“ Meier, deutscher Motorrad- und Automobilrennfahrer (* 1910)
- 20. Februar: Sarah Kane, britische Regisseurin (* 1971)
- 20. Februar: Gene Siskel, US-amerikanischer Journalist, Filmkritiker und Fernsehmoderator (* 1946)
- 21. Februar: Gertrude Belle Elion, US-amerikanische Wissenschaftlerin und Nobelpreisträgerin (* 1918)
- 22. Februar: Charles Gerhardt, US-amerikanischer Dirigent, Arrangeur, Toningenieur und Musikproduzent (* 1927)
- 23. Februar: Heinrich Schmid, Sprachwissenschaftler (* 1921)
- 25. Februar: Glenn T. Seaborg, US-amerikanischer Chemiker und Atomphysiker, Nobelpreisträger (* 1912)
- 26. Februar: Michael Angelo Avallone Jr., US-amerikanischer Schriftsteller (* 1924)
- 26. Februar: Annibale Frossi, italienischer Fußballspieler und -trainer (* 1911)
- 26. Februar: Robert Martin-Achard, Schweizer evangelischer Geistlicher und Hochschullehrer (* 1919)
- 27. Februar: Stéphane Sirkis, französischer Musiker (* 1959)
- 28. Februar: Anthea Shirley Askey, britische Schauspielerin (* 1933)
- 28. Februar: Bingxin, chinesische Schriftstellerinnen (* 1900)
- 28. Februar: Bill Duniven, US-amerikanischer Rock-’n’-Roll-Musiker (* 1938)

### März

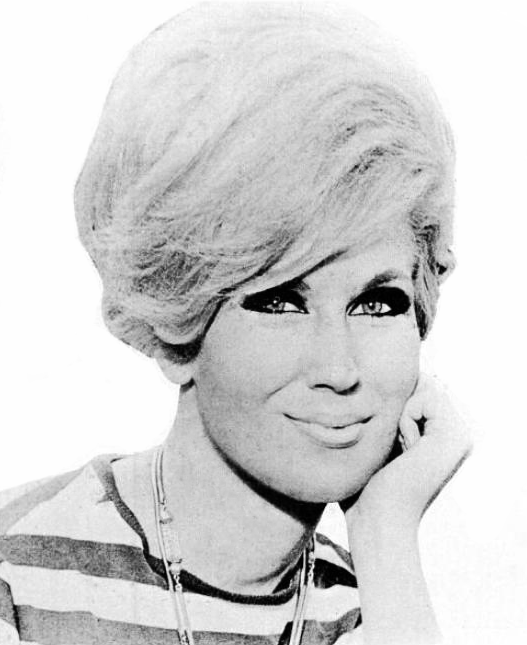
Dusty Springfield

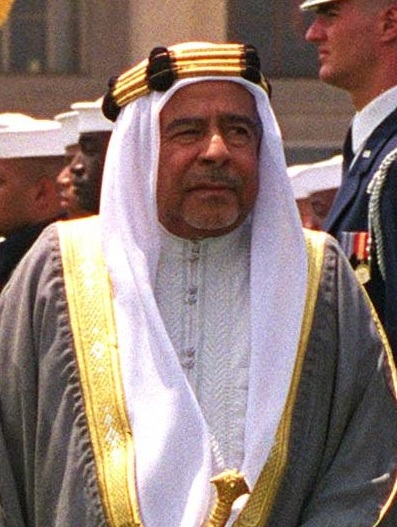
Isa bin Salman Al Chalifa

Stanley Kubrick

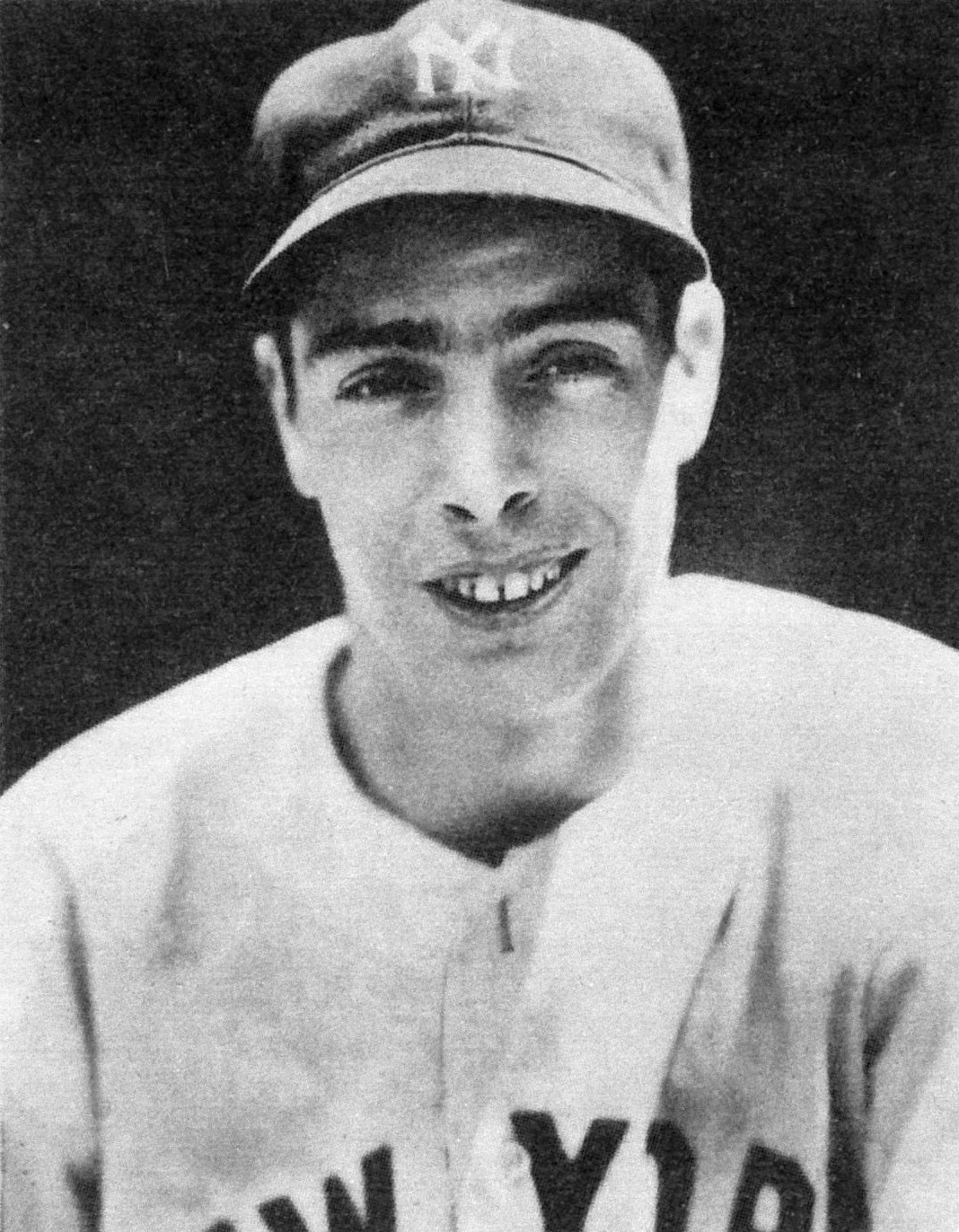
Joe DiMaggio

- 02. März: Dusty Springfield, britische Soulsängerin (* 1939)
- 03. März: Fritz Nuss, deutscher Bildhauer, Kunstprofessor (* 1907)
- 03. März: Lor Olsommer, Schweizer Künstlerin (* 1912)
- 04. März: Eddie Dean, US-amerikanischer Schauspieler und Country-Musiker (* 1907)
- 04. März: Fritz Honegger, Schweizer Politiker (* 1917)
- 05. März: Alfred Denning, englischer Richter (* 1899)
- 05. März: Parker McKenzie, US-amerikanischer Kiowa-Sprachwissenschaftler (* 1897)
- 06. März: Isa bin Salman Al Chalifa, Emir von Bahrain (* 1933)
- 06. März: Lowell Fulson, US-amerikanischer Blues-Gitarrist und -Sänger. (* 1921)
- 06. März: Klaus Gysi, deutscher Politiker, Minister für Kultur (* 1912)
- 07. März: Friedrich Asinger, österreichischer Chemiker (* 1907)
- 07. März: Stanley Kubrick, US-amerikanischer Filmregisseur (* 1928)
- 08. März: Adolfo Bioy Casares, argentinischer Schriftsteller (* 1914)
- 08. März: Peggy Cass, US-amerikanische Schauspielerin (* 1924)
- 08. März: Joe DiMaggio, US-amerikanischer Baseball-Spieler (* 1914)
- 08. März: Conrad Dürr, deutscher Motorradrennfahrer (* 1907)
- 09. März: Éliane Richepin, französische Pianistin, Musikpädagogin und Komponistin (* 1910)
- 09. März: Harry Somers, kanadischer Komponist (* 1925)
- 10. März: Oswaldo Guayasamín, ecuadorianischer Maler und Bildhauer (* 1919)
- 12. März: Yehudi Menuhin, US-amerikanisch-britischer Violinist und Dirigent (* 1916)
- 12. März: André Nocquet, französischer Meister der japanischen Kampfkunst Aikido (* 1914)
- 13. März: Gary Jennings, US-amerikanischer Schriftsteller (* 1928)
- 13. März: Jean-Claude Justice, französischer Automobilrennfahrer (* 1949)
- 17. März: Boleslaw Barlog, deutscher Theaterregisseur (* 1906)
- 17. März: Eric Stanton, US-amerikanischer Zeichner erotischer Comics und Illustrationen (* 1926)
- 17. März: Hubert Bognermayr, österreichischer Musiker (* 1948)
- 19. März: Sylvia Gähwiller, Schweizer Sängerin und Gesangspädagogin (* 1909)
- 19. März: José Agustín Goytisolo, spanischer Dichter (* 1928)
- 21. März: Mary Dinsmore Salter Ainsworth, US-amerikanische Entwicklungspsychologin (* 1913)
- 22. März: Paul-Marcel Gauthier, kanadischer Sänger und Komponist (* 1910)
- 22. März: David Strickland, US-amerikanischer Filmschauspieler (* 1969)
- 24. März: Gertrud Scholtz-Klink, Reichsfrauenführerin im Dritten Reich (* 1902)
- 25. März: Mighty Joe Young, US-amerikanischer Blues-Gitarrist, Sänger und Songschreiber (* 1927)
- 26. März: Hans Geissberger, Schweizer Maler und Bildhauer (* 1921)
- 27. März: Michael Vaillancourt Aris, britischer Historiker und Tibetologe (* 1946)
- 27. März: Rolf Ludwig, deutscher Schauspieler (* 1925)
- 29. März: Hermann-Josef Kaltenborn, deutscher Kommunalpolitiker und Bürgermeister der Stadt Stolberg/Rhld. (* 1921)
- 29. März: Gyula Zsengellér, ungarischer Fußballspieler (* 1915)
- 30. März: Heinz Ansmann, deutscher Bankier (* 1906)
- 30. März: Juri Walentinowitsch Knorosow, sowjetischer Ägyptologe (* 1922)
- 30. März: Franz Ronneberger, Kommunikationswissenschaftler (* 1913)
- 31. März: Jerry Toth, kanadischer Jazzsaxophonist, -klarinettist und -flötist, Komponist und Arrangeur (* 1928)

### April

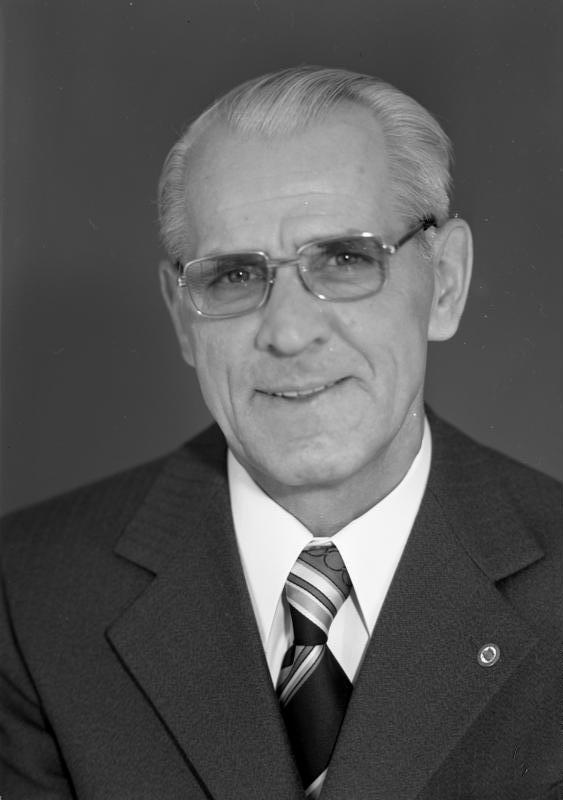
Willi Stoph

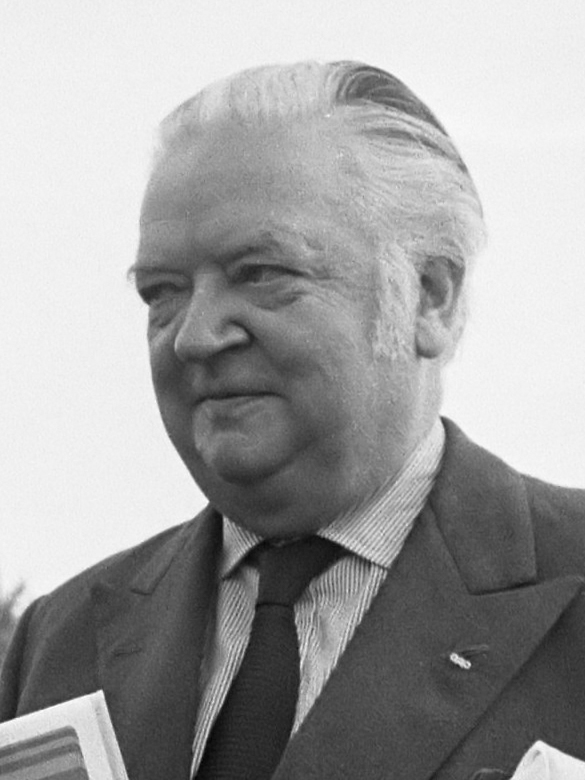
Michael Morris, 3. Baron Killanin

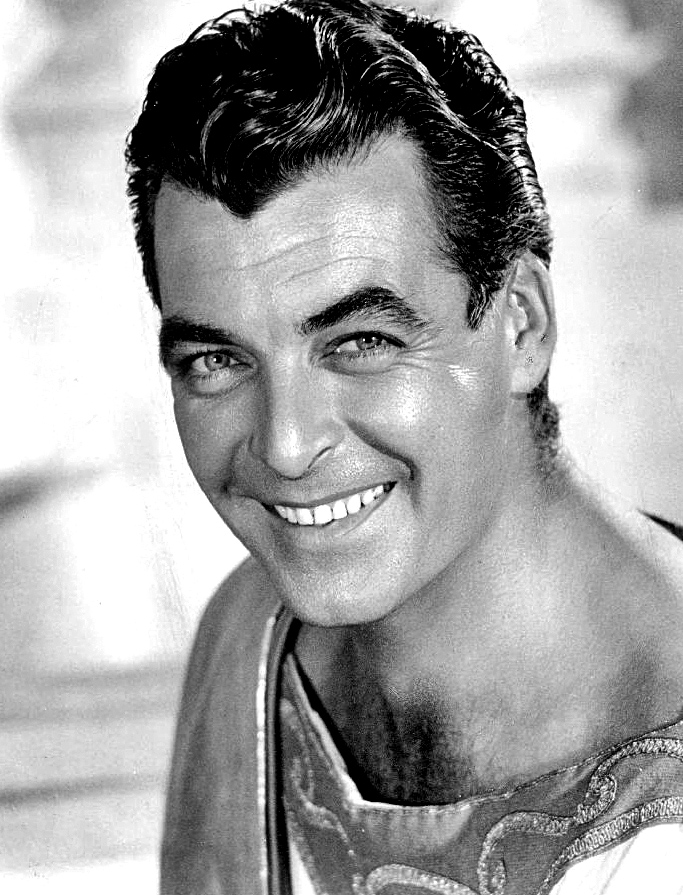
Rory Calhoun

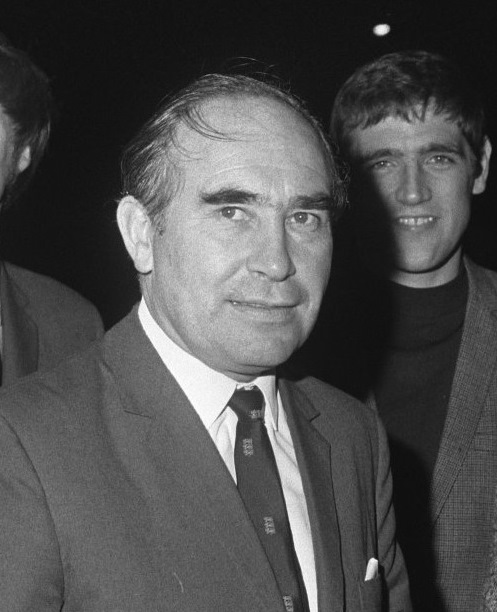
Sir Alf Ramsey

- 02. April: Karl Bohmann, österreichischer Motorradrennfahrer (* 1909)
- 03. April: Lionel Bart, britischer Musical-Komponist (* 1930)
- 04. April: Kurt Asendorf, deutscher Autor und Heimatforscher (* 1923)
- 04. April: Bob Peck, britischer Schauspieler (* 1945)
- 05. April: Werner Bieder, Schweizer evangelischer Geistlicher und Hochschullehrer (* 1911)
- 09. April: Raúl Silva Henríquez, Erzbischof von Santiago de Chile und Kardinal (* 1907)
- 09. April: Ibrahim Baré Maïnassara, nigrischer Politiker und Präsident des Landes (* 1949)
- 13. April: Edith Anderson-Schröder, US-amerikanische Journalistin und Schriftstellerin (* 1915)
- 13. April: Ortvin Sarapu, neuseeländischer Schachspieler estnischer Herkunft. (* 1924)
- 13. April: Willi Stoph, deutscher Politiker in der DDR (* 1914)
- 14. April: Nuno Krus Abecasis, portugiesischer Politiker (* 1929)
- 16. April: Zoë Lund, US-amerikanische Schauspielerin und Drehbuchautorin (* 1962)
- 16. April: Karl Schefold, klassischer Archäologe (* 1905)
- 16. April: Skip Spence, US-amerikanischer Rockmusiker (Gitarre, Gesang, Schlagzeug) (* 1946)
- 18. April: Gian-Carlo Rota, italienisch-US-amerikanischer Mathematiker (* 1932)
- 18. April: István Vincze, ungarischer Mathematiker (* 1912)
- 19. April: Hermine Braunsteiner-Ryan, Aufseherin in den KZs Ravensbrück und Majdanek (* 1919)
- 19. April: Yoko Tani, franko-japanische Schauspielerin (* 1928)
- 20. April: Ella Auerbach, deutsche Juristin (* 1900)
- 20. April: Rick Rude, US-amerikanischer Wrestler (* 1958)
- 20. April: Rachel Joy Scott, Opfer des Schulmassakers von Littleton (* 1981)
- 21. April: Siegfried Spielmann, deutscher Billardspieler und Träger des Silbernen Lorbeerblatt (* 1921)
- 23. April: Maria Àngels Anglada i d’Abadal, spanische Autorin (* 1930)
- 25. April: Michael Morris, 3. Baron Killanin, anglo-irischer Journalist und Sportfunktionär (* 1914)
- 26. April: Man Mohan Adhikari, nepalesischer Politiker und Präsident (* 1920)
- 26. April: Walter Reichert, deutscher Motorradrennfahrer (* 1933)
- 27. April: Rolf Landauer, deutsch-US-amerikanischer Physiker und Informationswissenschaftler (* 1927)
- 27. April: Mark Weiser, US-amerikanischer Informatiker (* 1952)
- 28. April: Rory Calhoun, US-amerikanischer Schauspieler (* 1922)
- 28. April: Alf Ramsey, englischer Fußballspieler und -trainer (* 1920)
- 28. April: Arthur L. Schawlow, US-amerikanischer Physiker, Nobelpreisträger (* 1921)
- 29. April: Léon Barzin, US-amerikanischer Dirigent (* 1900)

### Mai

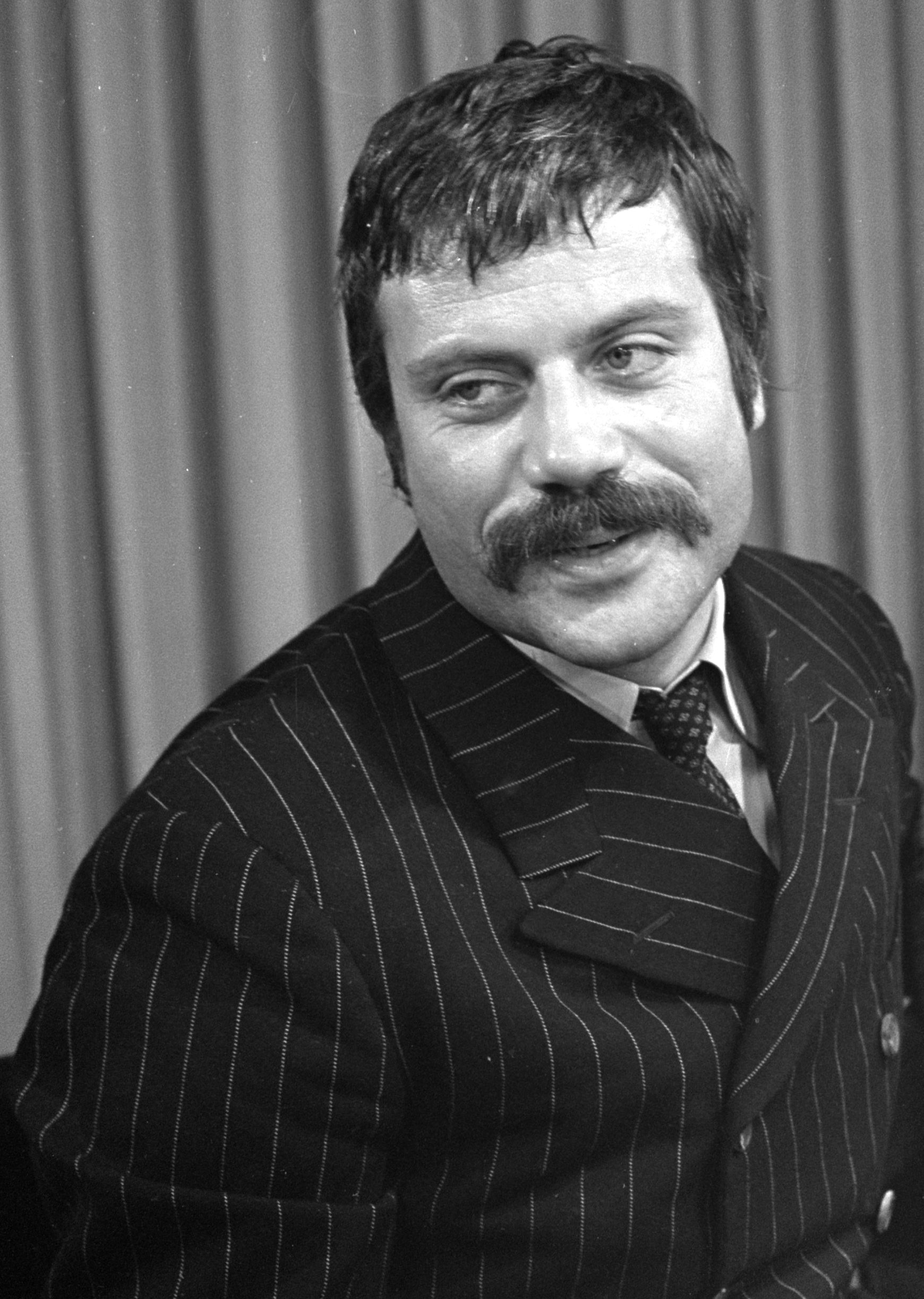
Oliver Reed

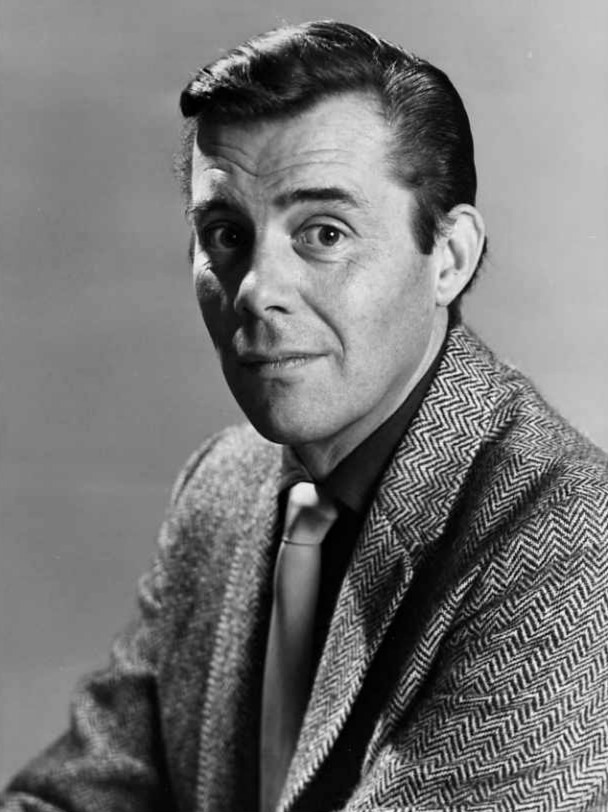
Sir Dirk Bogarde

- 01. Mai: Brian Shawe-Taylor, britischer Automobilrennfahrer (* 1915)
- 02. Mai: Oliver Reed, britischer Schauspieler (* 1938)
- 05. Mai: John Howard, englischer Major während des Zweiten Weltkrieges (* 1912)
- 06. Mai: Higashiyama Kaii, japanischer Landschaftsmaler (* 1908)
- 07. Mai: Schalom Ben-Chorin, Journalist, Religionswissenschaftler (* 1913)
- 08. Mai: Dirk Bogarde, britischer Schauspieler (* 1921)
- 08. Mai: Marek Jablonski, kanadischer Pianist und Musikpädagoge (* 1939)
- 08. Mai: Theodor Puff, deutscher Fußballspieler (* 1927)
- 09. Mai: Edward Abraham, britischer Biochemiker (* 1913)
- 09. Mai: Harry Blech, britischer Dirigent und Violinist (* 1910)
- 09. Mai: Jürgen Fuchs, deutscher Bürgerrechtler und Schriftsteller (* 1950)
- 09. Mai: Dieter Strützel, deutscher Kulturwissenschaftler und Soziologe (* 1935)
- 11. Mai: Werner Fuchs, deutscher Fußballspieler und -trainer (* 1948)
- 12. Mai: Theodor Ritterspach, Richter des Bundesverfassungsgerichts (* 1904)
- 13. Mai: Motohiko Hino, japanischer Jazzschlagzeuger (* 1946)
- 14. Mai: Manuel del Cabral, dominikanischer Schriftsteller (* 1907)
- 15. Mai: Ernst Mosch, Unterhaltungsmusiker, Gründer der Original Egerländer Musikanten (* 1925)
- 18. Mai: Augustus Pablo, Reggae- und Dubmusiker (* 1953)
- 18. Mai: Betty Robinson, US-amerikanische Sprinterin und Olympiasiegerin (* 1911)
- 20. Mai: Horst Stachelhaus, deutscher Bassist und Journalist (* 1950)
- 20. Mai: Jan Wornar, sorbischer Schriftsteller (* 1934)
- 21. Mai: Bugz, US-amerikanischer Rapper (* 1978)
- 22. Mai: Alfred Kubel, deutscher Politiker (* 1909)
- 23. Mai: Owen Hart, kanadisch-amerikanischer Wrestler (* 1965)
- 25. Mai: Horst Frank, deutscher Schauspieler (* 1929)
- 26. Mai: Paul Sacher, Schweizer Dirigent und Mäzen (* 1906)
- 27. Mai: Alice Adams, US-amerikanische Autorin und Universitätsprofessorin (* 1926)
- 27. Mai: Thomas Briccetti, US-amerikanischer Komponist, Pianist und Dirigent (* 1936)
- 27. Mai: Violet Webb, britische Leichtathletin und Olympiasiegerin (* 1915)

### Juni
- 01. Juni: Christopher Cockerell, britischer Ingenieur und Erfinder (* 1910)
- 01. Juni: Gert Ledig, deutscher Schriftsteller (* 1921)
- 02. Juni: Junior Braithwaite, jamaikanischer Musiker, Mitbegründer der Wailers (* 1949)
- 02. Juni: Kenny Parchman, US-amerikanischer Rockabilly-Musiker (* 1932)
- 03. Juni: Helge Christian Bronée, dänischer Fußballspieler (* 1922)
- 04. Juni: John McKeithen, US-amerikanischer Politiker (* 1918)
- 05. Juni: Ernie Wilkins, US-amerikanischer Jazzmusiker (* 1922)
- 06. Juni: Albrecht Schlageter, deutscher Heimat- und Bergbauforscher (* 1927)
- 06. Juni: Fred Thieler, deutscher Maler (* 1916)
- 07. Juni: Paul Oskar Kristeller, Humanismusforscher (* 1905)
- 09. Juni: Frank Gambalie, US-amerikanischer Basejumper (* 1970)
- 11. Juni: Herbert Jasper, kanadischer Neurowissenschaftler (* 1906)

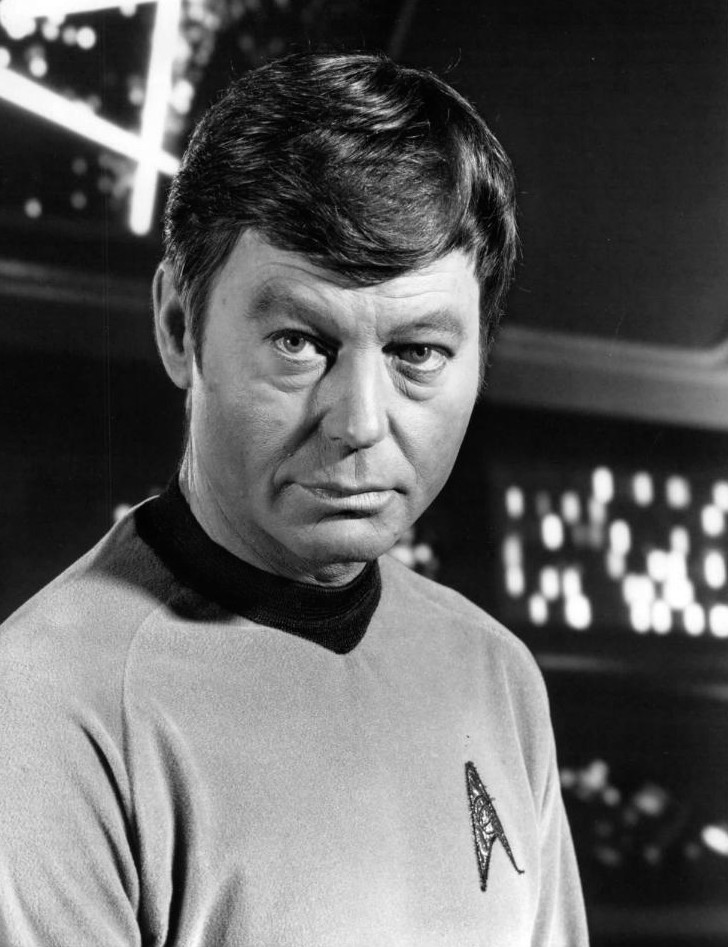
DeForest Kelley

- 11. Juni: DeForest Kelley, US-amerikanischer Schauspieler (* 1920)
- 11. Juni: Reinhold Massag, deutscher Autor und Schauspieler (* 1943)

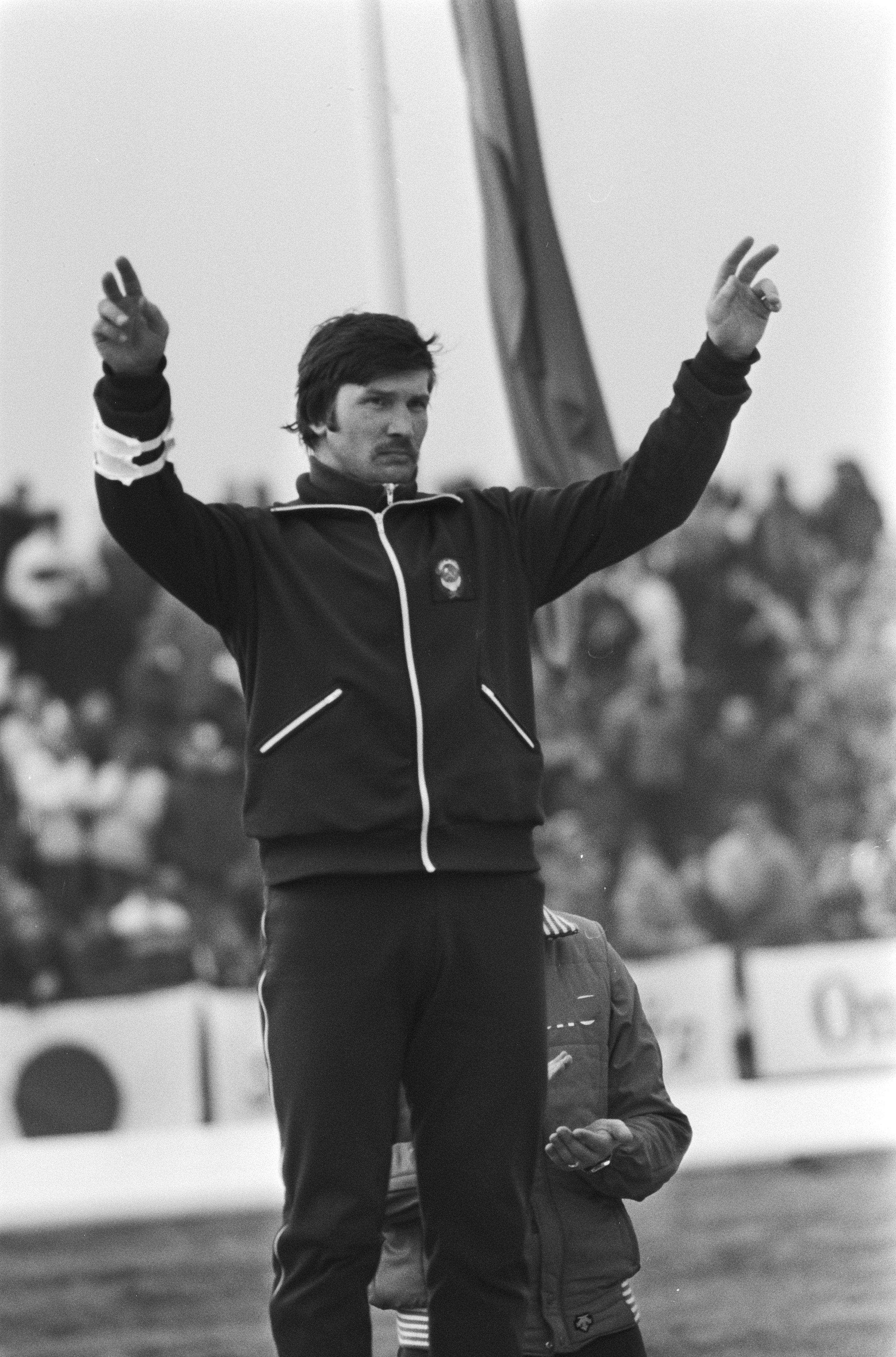
Sergei Anatoljewitsch Chlebnikow

- 12. Juni: Sergei Anatoljewitsch Chlebnikow, sowjetischer Eisschnellläufer (* 1955)
- 14. Juni: Osvaldo Dragún, argentinischer Dramatiker (* 1929)
- 14. Juni: Josef Stierli, Schweizer Jesuit und Kirchenhistoriker (* 1913)
- 14. Juni: Hann Trier, deutscher Maler und Grafiker (* 1915)
- 14. Juni: Jack M. Campbell, US-amerikanischer Politiker (* 1916)
- 15. Juni: Alan Cathcart, 6. Earl Cathcart (* 1919)
- 15. Juni: Sigrid Hunke, deutsche Religionswissenschaftlerin und Germanistin (* 1913)
- 16. Juni: Screaming Lord Sutch, britischer Musiker und Politiker (* 1940)
- 16. Juni: Lothar Ulsaß, deutscher Fußballspieler (* 1940)
- 16. Juni: Marshall Wayne, US-amerikanischer Wasserspringer und Olympiasieger (* 1912)
- 17. Juni: Horst Niendorf, deutscher Schauspieler und Synchronsprecher (* 1926)
- 19. Juni: Leslie Holdridge, US-amerikanischer Botaniker und Klimatologe (* 1907)
- 21. Juni: Amédée Borsari, französischer Komponist (* 1905)
- 21. Juni: Karl Krolow, deutscher Schriftsteller (* 1915)
- 22. Juni: Luboš Fišer, tschechischer Komponist und Regisseur (* 1935)
- 22. Juni: Guy Tunmer, südafrikanischer Automobilrennfahrer (* 1948)
- 23. Juni: Paul Glansdorff, belgischer Physiker (* 1904)
- 24. Juni: Wilhelm Sandfuchs, deutscher Kirchenjournalist (* 1913)
- 25. Juni: Peter Abeles, australischer Unternehmer (* 1924)
- 25. Juni: Rawilja Agletdinowa, sowjetische Mittelstreckenläuferin (* 1960)

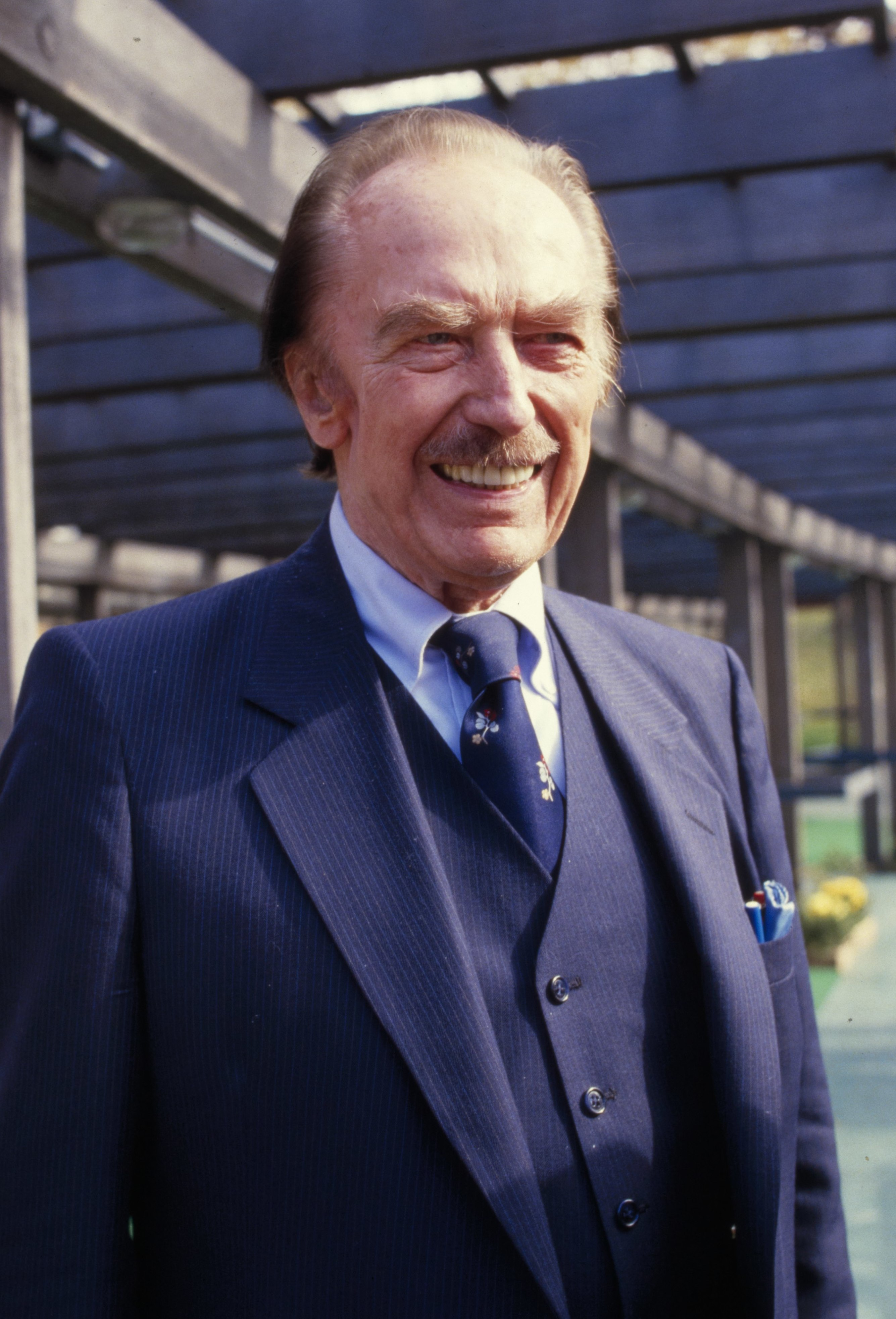
Fred Trump

- 25. Juni: Fred C. Trump, US-amerikanischer Immobilien-Unternehmer (* 1905)
- 27. Juni: Truus van Aalten, niederländische Schauspielerin (* 1910)
- 27. Juni: Siegfried Lowitz, deutscher Schauspieler (* 1914)
- 27. Juni: Marion Motley, US-amerikanischer American-Football-Spieler (* 1920)
- 27. Juni: Georgios Papadopoulos, griechischer Offizier und Politiker (* 1919)
- 28. Juni: Hilde Krahl, österreichische Schauspielerin (* 1917)
- 29. Juni: Karekin Sarkissian, Oberster Katholikos der armenischen apostolischen Kirche (* 1932)
- 30. Juni: Beveridge Webster, US-amerikanischer Pianist und Musikpädagoge (* 1908)

### Juli

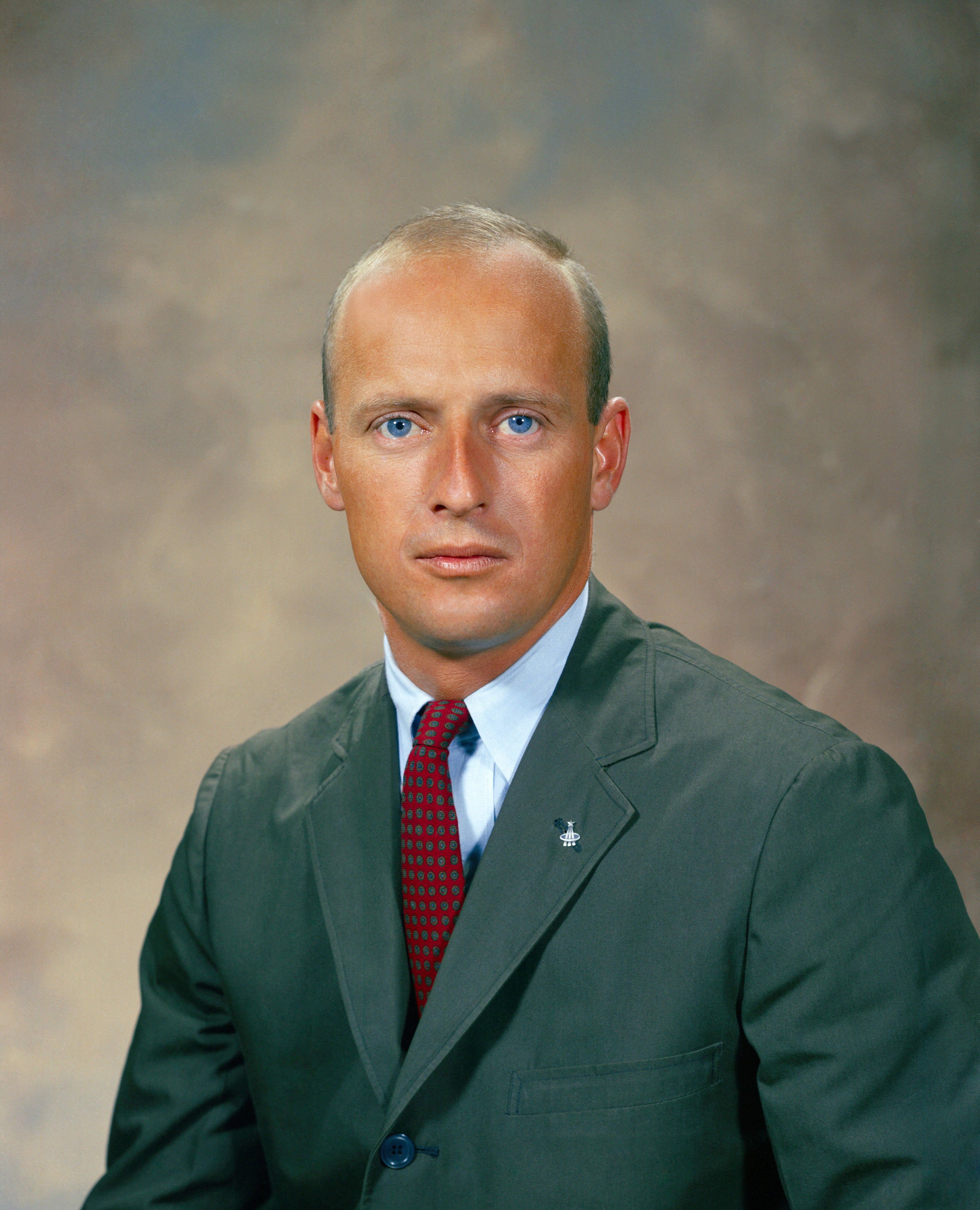
Pete Conrad

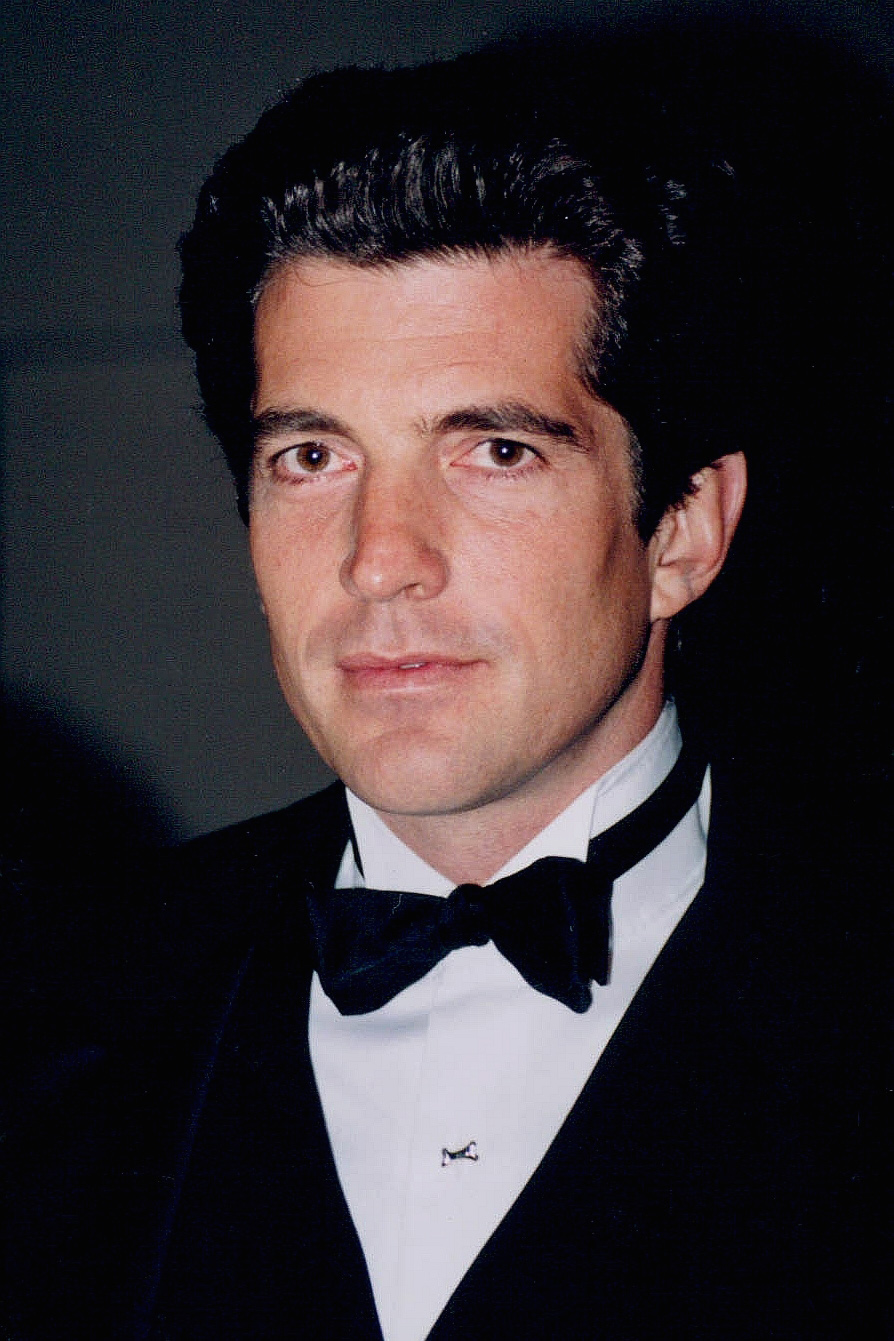
John F. Kennedy, Jr.

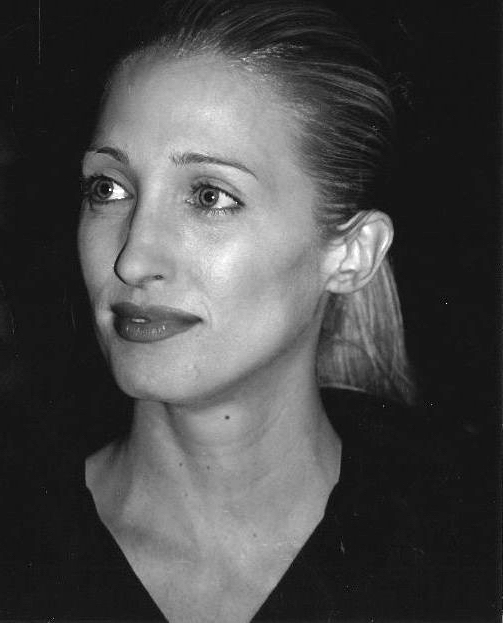
Carolyn Bessette-Kennedy

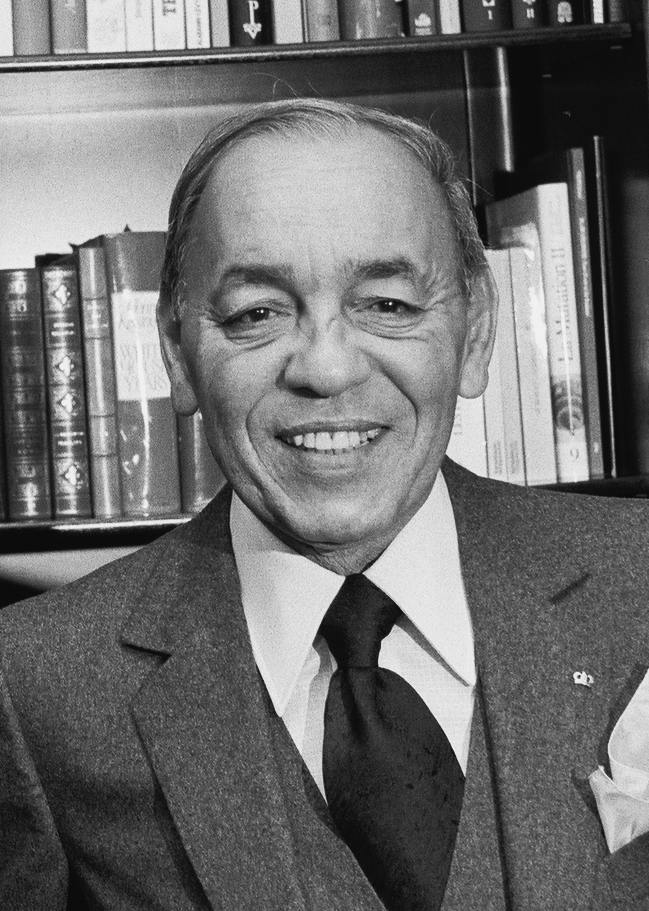
Hassan II.

- 01. Juli: Edward Dmytryk, US-amerikanischer Filmregisseur (* 1908)
- 01. Juli: Guy Mitchell, US-amerikanischer Popsänger und Filmschauspieler (* 1927)
- 01. Juli: Joshua Nkomo, simbabwischer Politiker (* 1917)
- 01. Juli: Sylvia Sidney, US-amerikanische Schauspielerin (* 1910)
- 01. Juli: Dennis Brown, jamaikanischer Reggaesänger (* 1957)
- 02. Juli: Mario Puzo, US-amerikanischer Autor (* 1920)
- 03. Juli: Herta Heuwer, Erfinderin der pikanten Chillup-Sauce für die Currywurst (* 1913)
- 06. Juli: Joaquín Rodrigo, spanischer Komponist (* 1901)
- 08. Juli: Günter Caspar, Cheflektor des Aufbau Verlages (* 1924)
- 08. Juli: Charles Conrad, US-amerikanischer Astronaut (* 1930)
- 09. Juli: Karl Adam, deutscher Fußballspieler (* 1924)
- 10. Juli: Theodor Eschenburg, deutscher Politikwissenschaftler, Publizist und Staatsrechtler (* 1904)
- 14. Juli: Jerzy Witkowski, polnischer Pianist (* 1938)
- 15. Juli: Erich Deisler, deutscher Tischtennisspieler (* 1915)
- 16. Juli: Carolyn Bessette-Kennedy, US-amerikanische Presseagentin (* 1966)
- 16. Juli: John Fitzgerald Kennedy Jr., US-amerikanischer Jurist und Verleger (* 1960)
- 19. Juli: Ignace Raad, libanesischer Erzbischof (* 1923)
- 20. Juli: Emil Andres, US-amerikanischer Automobilrennfahrer (* 1911)
- 20. Juli: Abderrahmane Boubekeur, algerisch-französischer Fußballspieler und -trainer (* 1932)
- 21. Juli: Jun Etō, japanischer Literaturkritiker (* 1932)
- 21. Juli: David Ogilvy, Werbetexter (* 1911)
- 23. Juli: Hassan II., König von Marokko (1961–1999) (* 1929)
- 23. Juli: Dieter Baacke, deutscher Erziehungswissenschaftler (* 1934)
- 23. Juli: Horst-Gregorio Canellas, Präsident von Kickers Offenbach (* 1921)
- 23. Juli: Jean Dewasne, französischer Maler, Bildhauer und Autor (* 1921)
- 23. Juli: Josef Ludwig Holub, tschechischer Botaniker (* 1930)
- 23. Juli: Noël Lancien, französischer Komponist und Dirigent (* 1934)
- 25. Juli: Alexander Abian, US-amerikanischer Mathematiker (* 1923)
- 28. Juli: Alfons Dalma, kroatisch-österreichischer Journalist (* 1919)
- 28. Juli: Trygve Haavelmo, norwegischer Ökonom, Nobelpreisträger (* 1911)
- 28. Juli: Puey Ungphakorn, thailändischer Wirtschaftswissenschaftler, Verwaltungsfachmann und Hochschullehrer (* 1916)
- 28. Juli: Manfred Schmidt, Comic-Zeichner und humoristischer Reiseschriftsteller (* 1913)
- 29. Juli: Anita Carter, US-amerikanische Country- und Folk-Sängerin (* 1933)
- 29. Juli: Tsuji Kunio, japanischer Schriftsteller und Hochschullehrer (* 1925)

### August

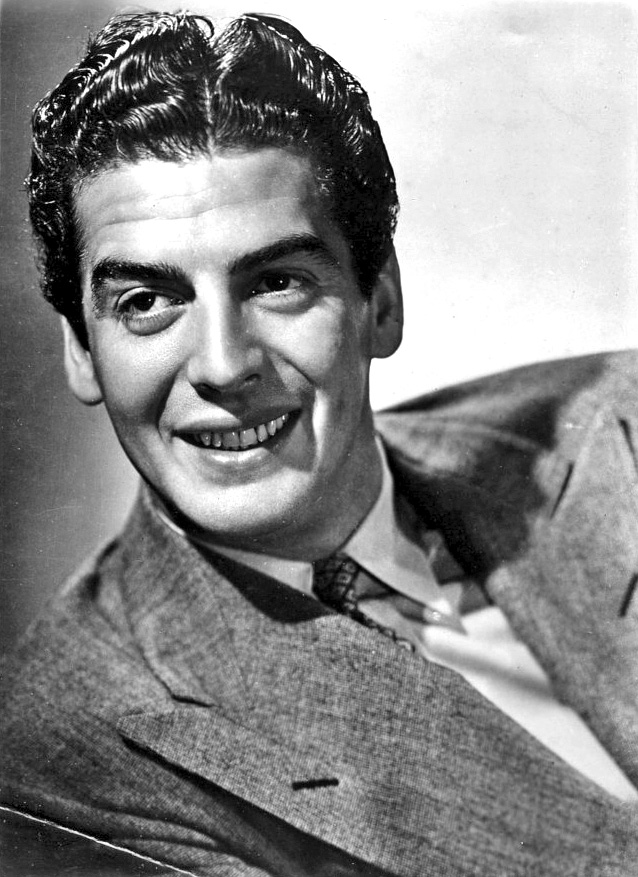
Victor Mature

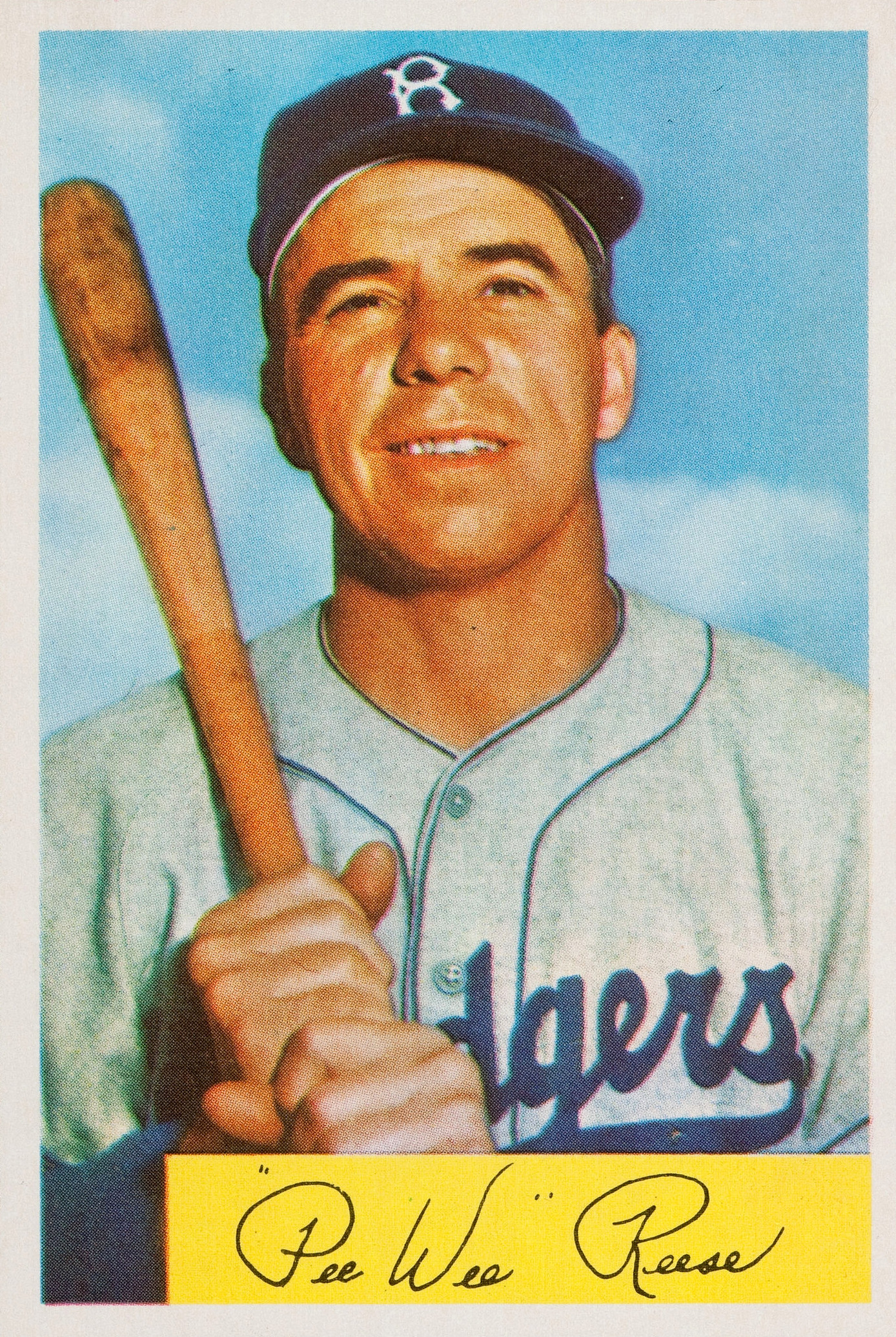
Pee Wee Reese

- 01. August: Paris Pişmiş, türkisch-armenische Astronomin (* 1911)
- 02. August: Meisei Gotō, japanischer Schriftsteller (* 1932)
- 03. August: Abdulwahab Al-Bayyati, irakischer Dichter (* 1926)
- 04. August: Liselott Linsenhoff, deutsche Dressurreiterin (* 1927)
- 04. August: Victor Mature, US-amerikanischer Filmdarsteller (* 1913)
- 06. August: Hermann Blei, deutscher Strafrechtswissenschaftler (* 1929)
- 07. August: Rafael Sánchez Cestero, dominikanischer Sänger (* 1912)
- 08. August: Rupert Stöckl, deutscher Maler (* 1923)
- 09. August: Rodrigo Riera, venezolanischer Gitarrist und Komponist (* 1923)
- 10. August: Ernesto Melo Antunes, portugiesischer Offizier (* 1933)
- 10. August: Albert Mülleder, österreichischer Organist und Vikariatskantor (* 1961)
- 10. August: Fritz Westheider, deutscher Handballspieler, Handballtrainer und Leichtathlet (* 1909)
- 11. August: Henk Chin A Sen, Staatspräsident von Surinam (* 1934)
- 13. August: Ignatz Bubis, Vorsitzender des Zentralrates der Juden in Deutschland (* 1927)
- 14. August: Pee Wee Reese, US-amerikanischer Baseballspieler (* 1918)
- 17. August: Eberhard Cohrs, deutscher Komiker und Schauspieler (* 1921)
- 17. August: Reiner Klimke, deutscher Dressurreiter und Politiker (CDU) (* 1936)
- 18. August: Alfred Bickel, Schweizer Fußballspieler und -trainer (* 1918)
- 18. August: Alan Connell, US-amerikanischer Automobilrennfahrer und Rancher (* 1923)
- 21. August: Christer Grewin, schwedischer Tontechniker und Komponist (* 1941)
- 21. August: Erwin Hegemann, deutscher Künstler (* 1924)
- 21. August: Hans von Herwarth, deutscher Diplomat und Autor (* 1904)
- 21. August: Juan Carlos Zorzi, argentinischer Komponist und Dirigent (* 1935)
- 22. August: Sheila Och, Kinderbuchautorin (* 1940)
- 23. August: James White, Autor (* 1928)
- 24. August: Roberto Bussinello, italienischer Automobilrennfahrer (* 1927)
- 24. August: Alexandre Lagoya, klassischer Gitarrist (* 1929)
- 25. August: Georg Thomalla, deutscher Schauspieler (* 1915)
- 27. August: Hélder Câmara, Erzbischof von Olinda und Recife (* 1909)
- 29. August: Giuseppe Pattoni, italienischer Motorradrennfahrer, Mechaniker und Unternehmer (* 1926)
- 29. August: Emeline Hill Richardson, US-amerikanische Archäologin (* 1910)

### September

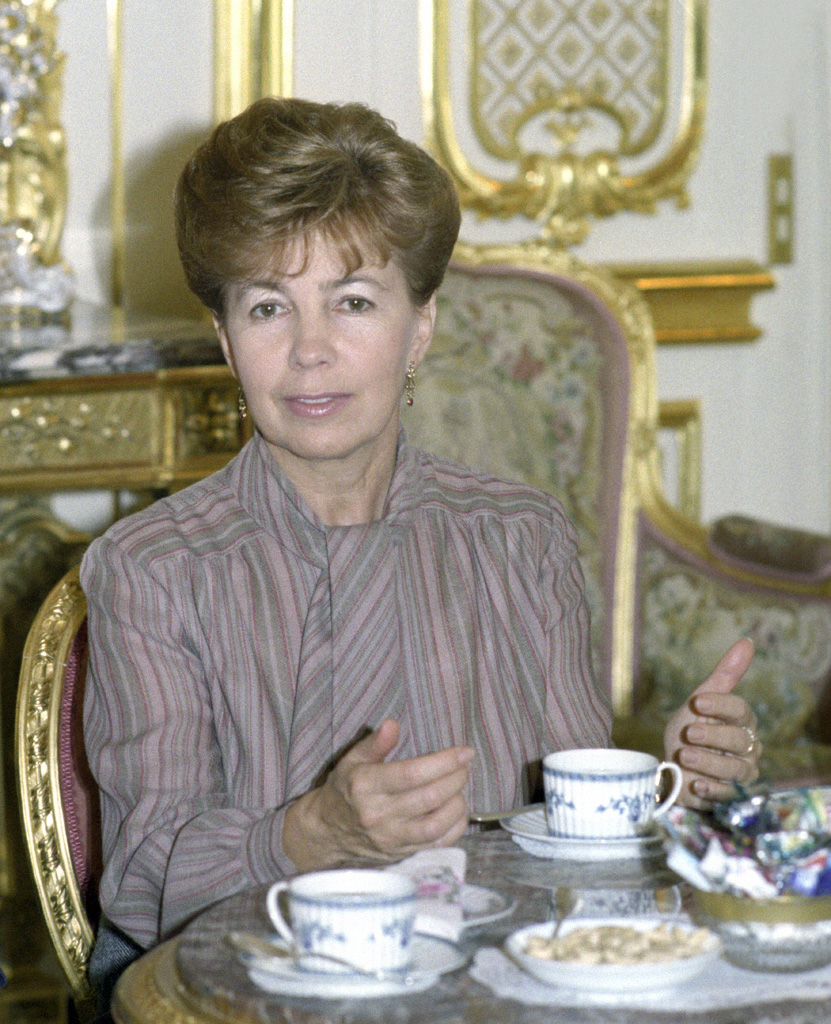
Raissa Maximowna Gorbatschowa

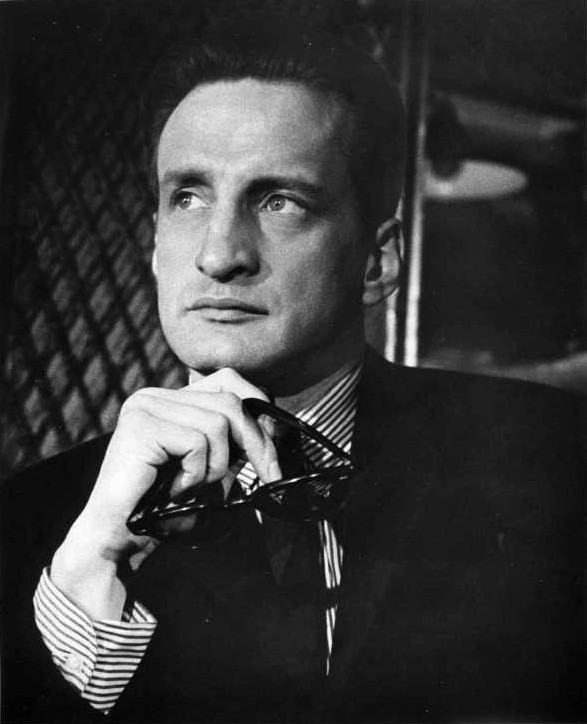
George C. Scott

- 01. September: Richard Stevens, Autor von Unix-Fachbüchern (* 1951)
- 02. September: Eliška Kleinová, tschechischer Klavierpädagogin (* 1912)
- 04. September: Georg Gawliczek, deutscher Fußballspieler und -trainer (* 1919)
- 04. September: Gertrud Heinzelmann, Schweizer Juristin und katholische Theologin (* 1914)
- 07. September: Thierry Claveyrolat, französischer Radrennfahrer (* 1959)
- 08. September: Lagumot Harris, nauruischer Politiker und Präsident (* 1938)
- 08. September: Moondog, US-amerikanischer Komponist (* 1916)
- 08. September: Karl Schiess, deutscher CDU-Politiker, 1972–1978 Innenminister v. Baden-Württemberg (* 1914)
- 10. September: Alfredo Kraus, spanischer Opernsänger (* 1927)
- 12. September: Alfred Leo Abramowicz, US-amerikanischer Bischof (* 1919)
- 13. September: Benjamin Bloom, US-amerikanischer Universitätsprofessor (* 1913)
- 13. September: Walter Stürm, Schweizer Ausbrecherkönig in den 1970er bis 1990er Jahren (* 1942)
- 14. September: Attila Bozay, ungarischer Komponist (* 1939)
- 14. September: André Kostolany, US-amerikanischer Finanzexperte, Journalist und Schriftsteller (* 1906)
- 15. September: Horst Ludwig Meyer, deutscher Terrorist der RAF (* 1956)
- 16. September: Elsie Attenhofer, Schweizer Kabarettistin, Schauspielerin, Schriftstellerin und Diseuse (* 1909)
- 17. September: Ellen Frank, deutsche Schauspielerin und Tänzerin (* 1904)
- 18. September: Leo Amberg, Schweizer Radrennfahrer (* 1912)
- 18. September: Dieter Diekmann, deutscher Politiker (* 1940)
- 20. September: Waltraud Ahrndt, deutsche Schriftstellerin und Übersetzerin (* 1933)
- 20. September: Raissa Maximowna Gorbatschowa, russische Soziologin, Ehefrau von Michail Gorbatschow (* 1932)
- 20. September: Willy Millowitsch, deutscher Theaterschauspieler und Kölner Original (* 1909)
- 21. September: Hotsuki Ozaki, japanischer Autor und Literaturkritiker (* 1928)
- 22. September: George C. Scott, US-amerikanischer Schauspieler, Regisseur und Produzent (* 1927)
- 25. September: Marion Zimmer Bradley, US-amerikanische Schriftstellerin (* 1930)
- 29. September: Johannes Gross, deutscher Publizist und Journalist (* 1932)
- 29. September: Paul Kamer, Schweizer katholischer Geistlicher, Lehrer und Bühnenautor (* 1919)

### Oktober

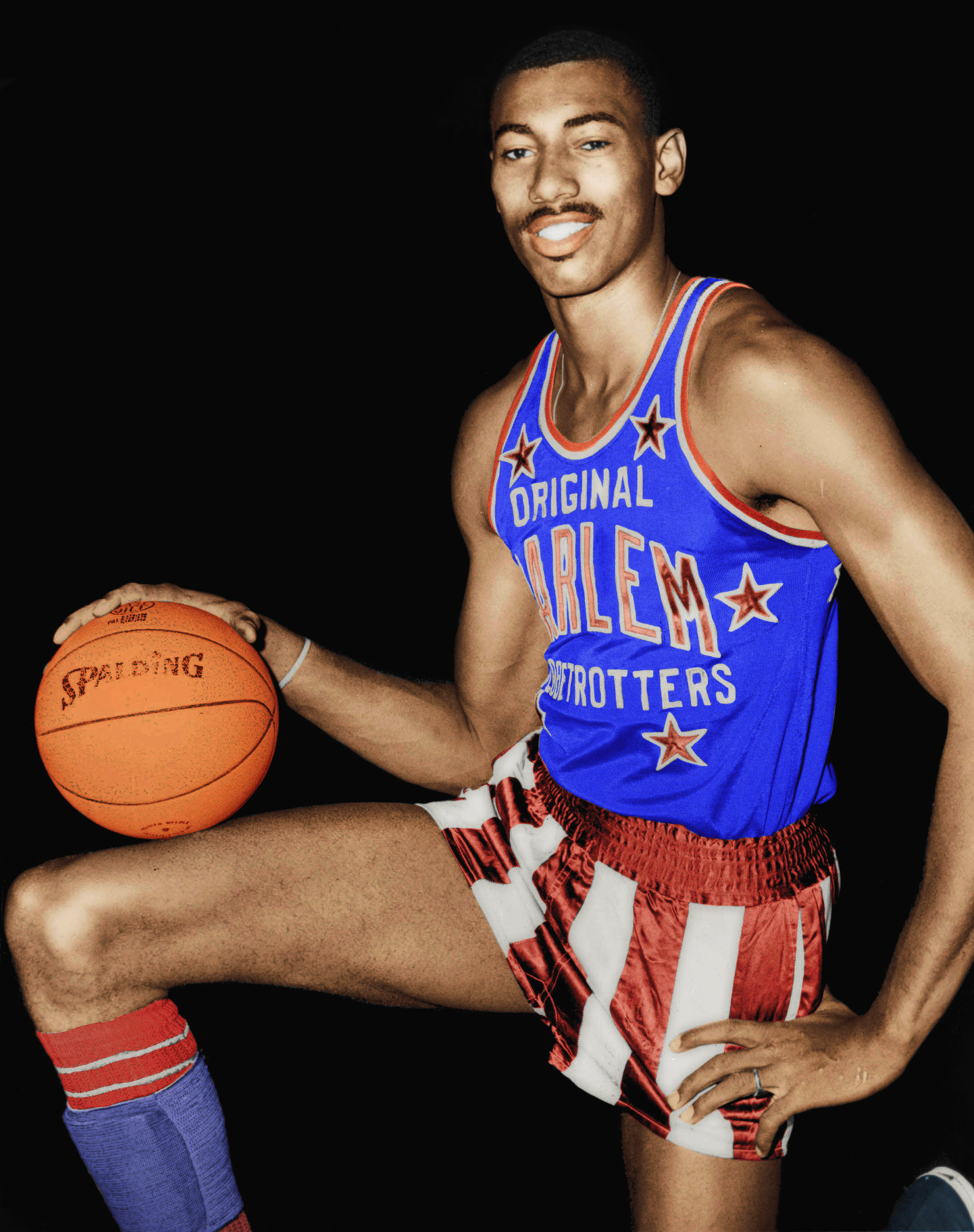
Wilt Chamberlain

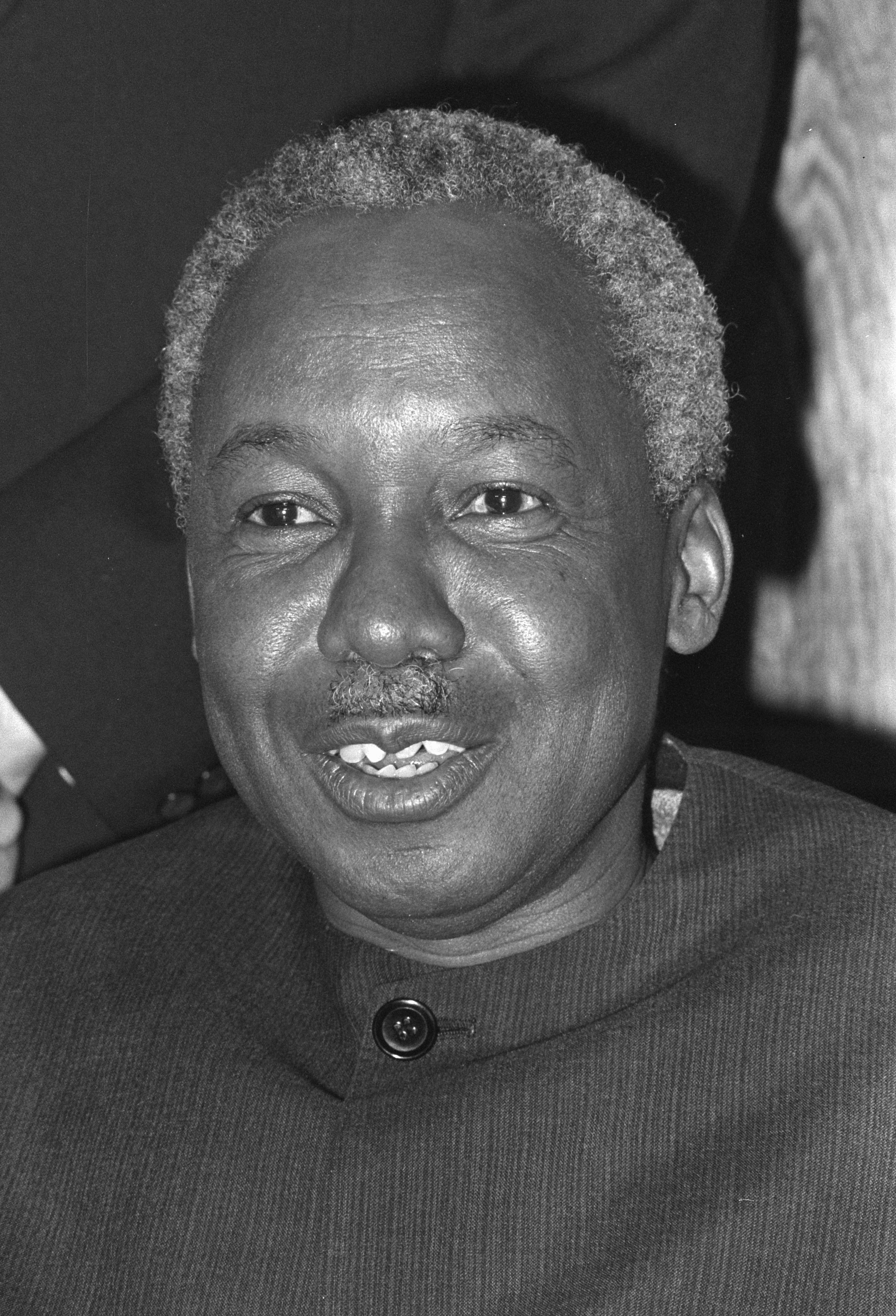
Julius Nyerere

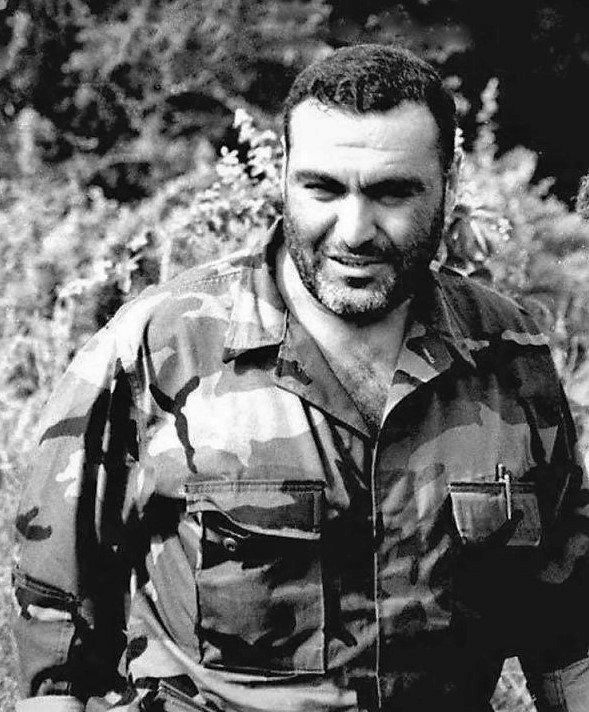
Wasken Sarkissjan

- 01. Oktober: Lena Zavaroni, britische Sängerin (* 1963)
- 02. Oktober: Muhammad Nasiruddin al-Albani, albanischer Gelehrter (* 1914)
- 02. Oktober: Claude Bessy, französischer Autor, Sänger und Musikvideoproduzent (* 1945)
- 02. Oktober: Johannes Hanselmann, Landesbischof der evangelisch-lutherischen Kirche in Bayern (* 1927)
- 02. Oktober: Heinz G. Konsalik, deutscher Schriftsteller (* 1921)
- 02. Oktober: Lee Lozano, US-amerikanische Malerin, Konzept- und Performance-Künstlerin (* 1930)
- 03. Oktober: Hilario González, kubanischer Komponist, Pianist, Musikwissenschaftler und -pädagoge (* 1920)
- 04. Oktober: Bernard Buffet, französischer Grafiker und Maler (* 1928)
- 04. Oktober: Art Farmer, US-amerikanischer Jazz-Trompeter (* 1928)
- 05. Oktober: Marie-Madeleine Duruflé, französische Organistin (* 1921)
- 06. Oktober: Amália Rodrigues, portugiesische Fado-Sängerin (* 1920)
- 07. Oktober: David A. Huffman, US-amerikanischer Computerpionier (* 1925)
- 09. Oktober: Morris L. West, australischer Schriftsteller (* 1916)
- 11. Oktober: Fakir Baykurt, türkischer Pädagoge und Schriftsteller (* 1929)
- 11. Oktober: Leo Lionni, Grafiker, Maler und Buchautor (* 1910)
- 11. Oktober: Zbigniew Wiszniewski, polnischer Komponist und Musikpädagoge (* 1922)
- 12. Oktober: Wilt Chamberlain, US-amerikanischer Basketballspieler (* 1936)
- 12. Oktober: Miura Ayako, japanische Schriftstellerin (* 1922)
- 12. Oktober: Udo Steinke, deutschsprachiger Schriftsteller (* 1942)
- 13. Oktober: Franz Matter, Schweizer Schauspieler und Regisseur (* 1931)
- 14. Oktober: Julius Nyerere, tansanischer Politiker (* 1922)
- 14. Oktober: Manfred Wolter, deutscher Autor und Drehbuchautor (* 1938)
- 15. Oktober: Torsten Lilliecrona, schwedischer Schauspieler (* 1921)
- 17. Oktober: Franz Peter Wirth, deutscher Regisseur (* 1919)
- 18. Oktober: John Cannon, kanadischer Automobilrennfahrer (* 1933)
- 18. Oktober: Herbert Heckmann, deutscher Schriftsteller (* 1930)
- 18. Oktober: Erik Wallenberg, schwedischer Erfinder (* 1915)
- 19. Oktober: Auður Auðuns, isländische Rechtsanwältin und Politikerin (* 1911)
- 19. Oktober: Ottfried Hennig, deutscher Politiker (* 1937)
- 19. Oktober: Nathalie Sarraute, russisch-französische Rechtsanwältin und Schriftstellerin (* 1900)
- 20. Oktober: Hans Georg Amsel, deutscher Entomologe (* 1905)
- 21. Oktober: Lars Bo, dänischer Künstler und Verfasser (* 1924)
- 21. Oktober: John Bromwich, australischer Tennisspieler (* 1918)
- 21. Oktober: Horst Krüger, deutscher Schriftsteller (* 1919)
- 24. Oktober: Patrick Dankwa Anin, ghanaischen Politiker (* 1928)
- 24. Oktober: Heinz Lieberich, Rechtshistoriker und Archivar (* 1905)
- 25. Oktober: Jean Mésange, französischer Automobilrennfahrer (* 1928)
- 25. Oktober: Payne Stewart, US-amerikanischer Golfspieler (* 1957)
- 26. Oktober: Hoyt Axton, US-amerikanischer Country-Musiker (* 1938)
- 26. Oktober: Rex Gildo, deutscher Sänger und Schauspieler (* 1936)
- 27. Oktober: Rafael Alberti, spanischer Dichter (* 1902)
- 27. Oktober: Robert L. Mills, US-amerikanischer Physiker (* 1927)
- 27. Oktober: Wasken Sarkissjan, armenischer Premierminister (* 1959)
- 28. Oktober: Robert Linn, US-amerikanischer Komponist und Musikpädagoge (* 1925)
- 29. Oktober: Marianne Rosenbaum, deutsche Filmregisseurin und Drehbuchautorin (* 1940)
- 30. Oktober: Detlev Meyer, deutscher Dichter (* 1948)
- 31. Oktober: Howard Ferguson, irischer Komponist (* 1908)
- 31. Oktober: Didier Méda, französischer Freestyle-Skier (* 1963)
- 31. Oktober: Greg Moore, kanadischer Automobilrennfahrer (* 1975)

### November

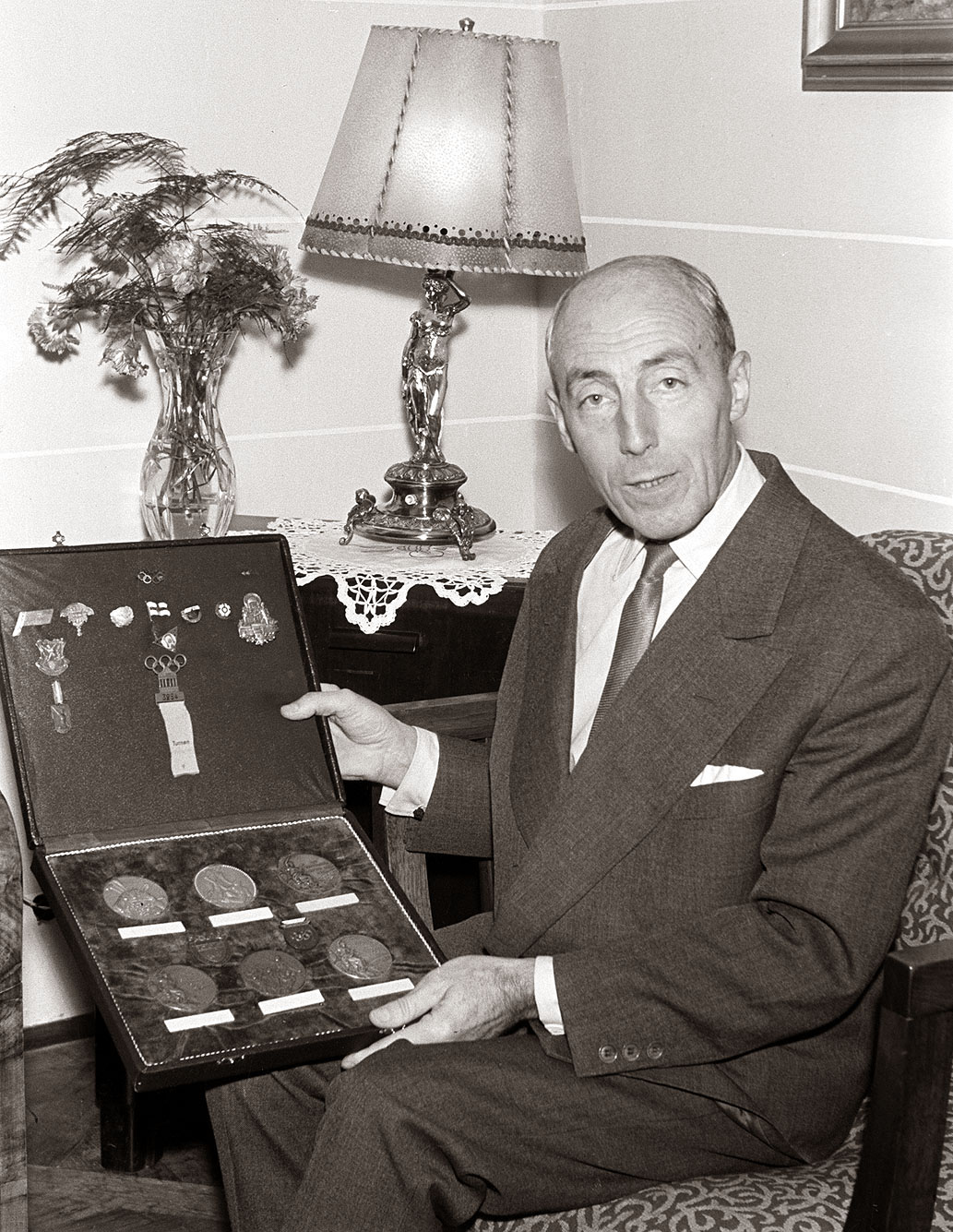
Leon Štukelj

- 02. November: Milan Antal, slowakischer Astronom (* 1935)
- 02. November: Hans-Joachim Preil, deutscher Theaterautor, Regisseur und Komiker (* 1923)
- 05. November: James Goldstone, US-amerikanischer Filmregisseur, Filmproduzent und Drehbuchautor (* 1931)
- 05. November: Noureddin Kianouri, iranischer Politiker (* 1915)
- 06. November: Sleim Ammar tunesisch Psychiater und Schriftsteller (* 1927)
- 07. November: Primo Nebiolo, italienischer Sportfunktionär (* 1923)
- 08. November: Lester Bowie, Jazz-Trompeter, -Bandleader und -Komponist (* 1941)
- 08. November: Leon Štukelj, slowenischer Turner, Olympiasieger (* 1898)
- 09. November: José de Jesús Aguilera Rodríguez, mexikanischer Bischof (* 1931)
- 09. November: Claude Ballot-Léna, französischer Automobilrennfahrer (* 1936)
- 11. November: Mary Kay Bergman, US-amerikanische Synchronsprecherin mit kleinen Schauspielrollen (* 1961)
- 11. November: Vivian Fuchs, britischer Geologe und Polarforscher (* 1908)
- 11. November: Jacobo ben Nathan Timmerman, argentinischer Verleger, Journalist und Autor (* 1923)
- 14. November: Erich Hornsmann, deutscher Jurist, Sachbuchautor und Umweltschützer (* 1909)
- 14. November: Peter Wildeblood, britisch-kanadischer Autor, Journalist und Fernsehproduzent (* 1923)
- 14. November: Hans Winter, deutscher Maschinenbauingenieur und Hochschullehrer (* 1921)
- 16. November: Daniel Nathans, US-amerikanischer Mikrobiologe und Biochemiker, Nobelpreisträger (* 1928)
- 17. November: Enrique Urquijo, spanischer Sänger und Komponist (* 1960)
- 18. November: Paul Bowles, US-amerikanischer Schriftsteller und Komponist (* 1910)
- 18. November: Douglas Wayne Sahm, US-amerikanischer Country-, Blues- und Rockmusiker (* 1941)
- 19. November: Smokey Joe Baugh, US-amerikanischer Pianist und Country-Musiker (* 1932)
- 19. November: Max Worthley, australischer Sänger (Tenor) und Gesangspädagoge (* 1913)
- 20. November: Peter Blauth, Richter am deutschen Bundesgerichtshof (* 1937)
- 20. November: Erich Dittmann, deutscher Maler, Grafiker, Zeichner (* 1916)
- 20. November: Amintore Fanfani, italienischer Politiker und Ministerpräsident (* 1908)
- 21. November: Serge Lang, französischer Sportjournalist (* 1920)
- 22. November: Ibrahim Böhme, deutscher Politiker (* 1944)
- 23. November: Habib Bacha, jordanischer Erzbischof von Beirut und Jbeil (* 1931)
- 23. November: Ferdinand Strobel, Schweizer Jesuit und Kirchenhistoriker (* 1908)
- 24. November: Fernando Fernández, mexikanischer Schauspieler, Sänger, Drehbuchautor und Regisseur (* 1916)
- 25. November: Didier Anzieu, französischer Psychoanalytiker (* 1923)
- 25. November: Pierre Bézier, französischer Ingenieur (* 1910)
- 27. November: Alain Peyrefitte, französischer Politiker, Mitglied der Académie française (* 1925)
- 29. November: Herbert Freudenberger, deutscher Psychoanalytiker (* 1926)
- 30. November: Ulrich Wildgruber, deutscher Schauspieler (* 1937)

### Dezember

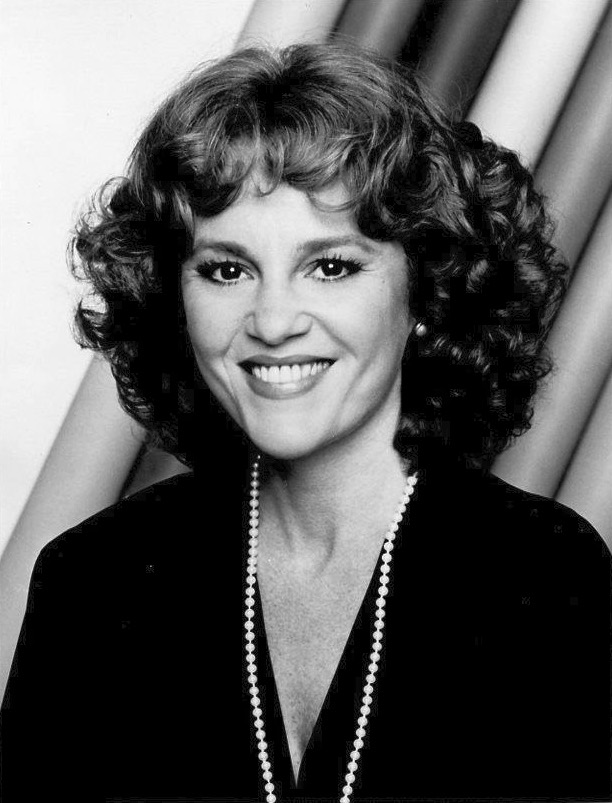
Madeline Kahn

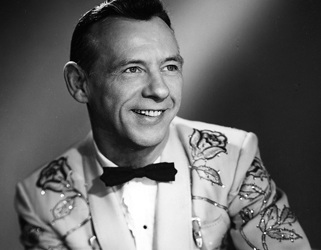
Hank Snow

João Figueiredo

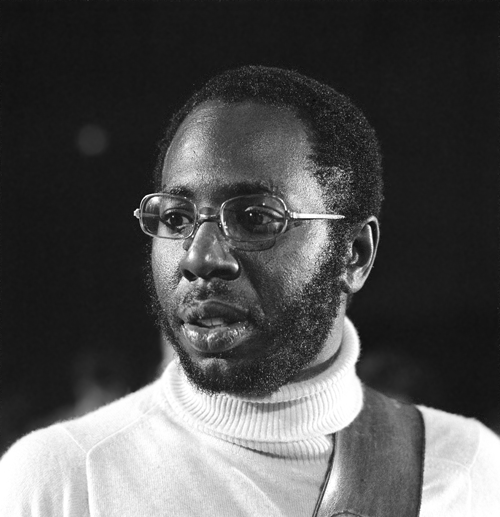
Curtis Mayfield

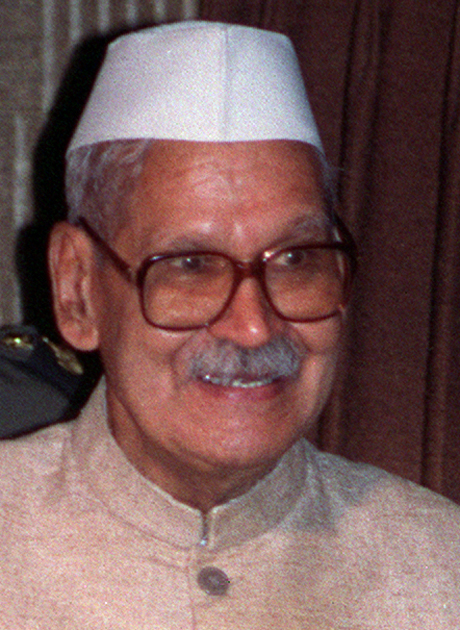
Shankar Dayal Sharma

- 01. Dezember: Fritz Fischer, deutscher Historiker (* 1908)
- 03. Dezember: Eckart Afheldt, deutscher Militär (* 1921)
- 03. Dezember: Madeline Kahn, US-amerikanische Schauspielerin (* 1942)
- 03. Dezember: Scatman John, US-amerikanischer Scat-Sänger (* 1942)
- 05. Dezember: Ella Büchi, Schweizer Schauspielerin (* 1929)
- 05. Dezember: Robert Parris, US-amerikanischer Komponist und Musikpädagoge (* 1924)
- 08. Dezember: Günter von Roden, Historiker und Archivar und Stadtarchivdirektor in Duisburg (* 1913)
- 10. Dezember: Franjo Tuđman, kroatischer Staatspräsident (* 1922)
- 11. Dezember: Hans Ziegler, Raumfahrtpionier (* 1911)
- 12. Dezember: Joseph Heller, US-amerikanischer Schriftsteller (* 1923)
- 13. Dezember: Ian Watt, britischer Literaturkritiker und Literaturhistoriker (* 1917)
- 14. Dezember: Ingo Schubert, deutscher Arzt, Hochschullehrer und Politiker (* 1927)
- 15. Dezember: Rune Andréasson, schwedischer Comic-Zeichner und Trickfilmer (* 1925)
- 15. Dezember: Georges Aeby, Schweizer Fußballspieler (* 1913)
- 15. Dezember: Gerhard Audorf, deutscher Leichtathlet und Bauingenieur (* 1927)
- 17. Dezember: Paolo Dezza, italienischer Ordensgeneral, Kardinal (* 1901)
- 18. Dezember: Robert Bresson, französischer Filmregisseur (* 1901)
- 18. Dezember: Hans Ernst Schneider, deutscher Literaturwissenschaftler (* 1909)
- 19. Dezember: Desmond Llewelyn, britischer Schauspieler (* 1914)
- 20. Dezember: Giorgio Ansoldi, italienischer Filmschaffender (* 1913)
- 20. Dezember: Erich Arp, deutscher Politiker (* 1909)
- 20. Dezember: Manuel Rueda, dominikanischer Schriftsteller und Pianist (* 1921)
- 20. Dezember: Hank Snow, kanadischer Country-Sänger (* 1914)
- 24. Dezember: Maurice Couve de Murville, französischer Politiker (* 1907)
- 24. Dezember: João Baptista de Oliveira Figueiredo, brasilianischer Offizier und Politiker (* 1918)
- 24. Dezember: Grete Stern, deutsche Fotografin und Designerin (* 1904)
- 25. Dezember: Jerzy Tchórzewski, polnischer Maler, Grafiker und Kunstpädagoge (* 1928)
- 26. Dezember: Curtis Mayfield, US-amerikanischer Soul-Musiker (* 1942)
- 26. Dezember: Shankar Dayal Sharma, indischer Politiker und Staatspräsident (* 1918)
- 28. Dezember: Franco Castellano, italienischer Regisseur und Drehbuchschautor (* 1925)
- 30. Dezember: Peter Caesar, deutscher Politiker (* 1939)
- 30. Dezember: Sarah Knauss, US-amerikanische Altersrekordlerin (* 1880)
- 30. Dezember: Fritz Leonhardt, deutscher Bauingenieur von Brücken und Fernsehtürmen (* 1909)
- 31. Dezember: Elliot L. Richardson, US-amerikanischer Politiker (* 1920)

### Tag unbekannt
- Erna Boulboullé, deutsche Buchhändlerin und Malerin (* 1919)
- Robert Fergus, US-amerikanischer Automobilrennfahrer (* 1924)
- Klaus Lafrenz, deutscher Kunstsammler (* um 1941)
- Paddy Nelson, australischer Maler (* 1919)
- Ray Scott, US-amerikanischer Rockabilly-Musiker (* 1929)

## Wissenschaftspreise

### Nobelpreise
- Physik: Gerard ’t Hooft und Martinus J. G. Veltman
- Chemie: Ahmed Zewail
- Medizin: Günter Blobel
- Literatur: Günter Grass
- Friedensnobelpreis: Ärzte ohne Grenzen
- Wirtschaftswissenschaft: Robert Mundell

### Turing Award
- Frederick P. Brooks, für Rechnerarchitektur, Betriebssysteme, Software-Engineering